# SUPER☆GiRLS
SUPER☆GiRLS（スーパーガールズ、S☆G、スパガ）は、日本の女性アイドルグループである。エイベックス・マネジメント所属、レーベルはiDOL Street。エイベックス主催のアイドルオーディションで結成された。

## 概要

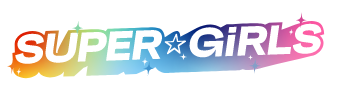
グループのロゴ(第6章)

2009年12月、エイベックスとして初となるアイドルグループの結成を目的とした大規模一般オーディション『avex アイドルオーディション 2010』が開催され、その途中経過はBeeTVで番組として放送された。2010年6月12日に中野サンプラザで最終審査が行われ、応募総数約7000名の中から選ばれたファイナリスト24名が競い、合格した12名によりSUPER☆GiRLSが結成された。
このグループ名は、将来の世界進出を見据えて名付けられた。「アイドル」であることを強調するため、「i」のみが小文字表記となっている。なお、結成当初のコンセプトは「みんなで育てるアイドル」である。
2010年12月22日、エイベックスが新設したアイドル専門レーベル「iDOL Street」の第1弾アーティストとしてアルバム『超絶少女』でデビューを果たした。
その後はメンバーの卒業と加入を繰り返し、新メンバー加入による新体制となるたびにグループが"新章"となるのが特徴である。2023年より"第6章"として活動中。

### 体制の変遷
2012年2月5日開催の『SUPER☆GiRLS 超絶少女2012 メモリアル』をもって秋田恵里が卒業して11人体制となり、2013年1月16日に稼農楓が脱退し10人体制になる。そして、2014年2月23日開催の『SUPER☆GiRLS LIVE 2014 〜超絶革命〜 atパシフィコ横浜国立大ホール』をもって初代リーダーの八坂沙織が卒業、志村理佳が2代目リーダーに就任した。また新メンバー（2期）としてストリート生の浅川梨奈と内村莉彩、そして当日サプライズ加入が発表された元Party Rocketsの渡邉幸愛、計3名が加入。新たな12人体制としてSUPER☆GiRLS 第2章がスタートした。
その後、2015年3月31日付で後藤彩が卒業し再び11人体制に。そして、2016年6月25日開催の『iDOL Street Carnival 2016 6th Anniversary 〜RE:Я|LOAD〜』をもって勝田梨乃と荒井玲良が卒業。また新メンバー（3期）としてストリート生およびエイベックス・アーティストアカデミー受講生から木戸口桜子・石橋蛍・尾澤ルナ・阿部夢梨・長尾しおりの5名が加入、前島亜美が3代目リーダーに就任し、14人体制としてSUPER☆GiRLS 第3章がスタートした。
2017年3月31日開催の『前島亜美 〜Graduation☆Ceremony〜』をもってリーダーの前島亜美が卒業して13人体制になり 一時的にリーダー不在であったが、同年6月17日に行われた結成7周年記念ライブ『SUPER☆GiRLS 7th Anniversary LIVE』で溝手るかの4代目リーダー就任が発表された。その後、同年9月30日付で木戸口桜子が卒業して12人体制に、2018年1月31日付で尾澤ルナが卒業して11人体制に、同年3月31日開催の『Love is 301 〜感謝の気持ちを込めて at SanrioPuroland〜』をもって田中美麗が卒業して10人体制に、同年6月24日開催の『森永乳業 presents SUPER☆GiRLS LIVE TOUR 2018』最終日をもって志村理佳が卒業して9人体制になる。
2018年7月1日より初の一般公募による新メンバーオーディションとなる『SUPER☆GiRLS 超（スーパー）オーディション!!!!』を開始。MBSラジオルート・SHOWROOMルート・FRESH LIVEルートの3ルートを通して審査が行われ、同年12月19日開催の『SUPER☆GiRLS 超LIVE 2018 8th DEBUT Anniversary 〜NEW GENERATIONS!!!!〜』で新メンバー（4期）として金澤有希・石丸千賀・坂林佳奈・井上真由子・門林有羽・樋口なづな・松本愛花の7名の加入、渡邉幸愛の5代目リーダー就任が発表された。また、2019年1月11日開催の『SUPER☆GiRLS 超LIVE 2019 〜新たなる道へ〜』をもって渡邉ひかる・宮崎理奈・溝手るか・浅川梨奈・内村莉彩の5名が卒業。11人体制としてSUPER☆GiRLS 第4章がスタートした。
2019年12月31日付で石橋蛍が卒業して10人体制に、2020年12月31日付で石丸千賀が卒業して9人体制になる。2021年6月12日開催の『SUPER☆GiRLS 11th Anniversary 〜Cha11enge〜』で新メンバー（5期）としてエイベックス・マネジメント所属者およびエイベックス・アーティストアカデミー受講生から萩田帆風・竹内ななみ・田中想の3名の加入、また阿部夢梨の6代目リーダー就任が発表された。また、同30日付で渡邉幸愛と松本愛花が卒業し、同年7月1日より10人体制としてSUPER☆GiRLS 第5章がスタートした。
2021年12月31日付で井上真由子が卒業して9人体制になる。2022年6月11日より一般公募による新メンバーオーディション『SUPER☆GiRLS 超絶オーディション!!!!!!』を開始。そして、2023年1月29日開催の『SUPER☆GiRLS 12th Anniversary 〜MEMORY UP↑DATE〜』で新メンバー（6期）として鎌田彩樺・柏綾菜・河村果歩・櫻井陽夏・羽渕花恋の5名が加入した。また、同年2月15日付で長尾しおり・金澤有希・樋口なづなが卒業して、翌16日より11人体制としてSUPER☆GiRLS 第6章がスタートした。
2023年12月29日開催の『SUPER☆GiRLS Debut 13th Anniversary 〜♡君とスパガのHeart Diamond♡〜』で竹内ななみの7代目リーダー就任、および新設された門林有羽のステージリーダー就任が発表された。また、同31日付で阿部夢梨が卒業して10人体制になる。2024年2月29日付で萩田帆風が卒業して9人体制になる。同年12月31日付で羽渕花恋が脱退し8人体制になる。

## 略歴

### 結成まで

#### 2009年
- 12月28日、オーディション開始。9歳から23歳までの女性を対象に募集が行われ、約7000名の応募があった。

#### 2010年
- 2月11日、第1次審査開始。書類審査・直接審査が行われ、約1000名が第2次審査に進出。
- 3月15日、第2次審査開始。全国10箇所でブロック予選が行われ、99名が第3次審査に進出。
- 4月24日、第3次審査開始。BeeTV会員による投票審査及びプロジェクトチームによる選考協議が行われ、投票上位10名と審査員選考14名の計24名が最終候補者となった。
- 5月14日 - 、第4次審査として最終候補者24名による強化合宿が行われた。8名ずつ3組のユニットに分かれ、最終審査で披露する課題曲にそれぞれ取り組んだ。
- 6月12日、中野サンプラザにて最終審査・決勝大会が行われ、メンバー12名が決定。併せてグループ名が発表され、「SUPER☆GiRLS」が結成された。

### 結成後

#### 2010年
- 7月8日、初のレギュラーラジオ番組開始。
- 8月4日、楽曲配信開始。
- 8月7日、a-nation'10にて初お披露目[35]。
- 10月2日、汐留AXで開催したライブイベントにて、同年12月22日にアルバム『超絶少女』でデビューすることを発表。
- 10月23日、原宿アストロホールで初の単独ミニライブを開催。
- 12月21日、SHIBUYA-AXで初の単独フルライブを開催[36]。
- 12月22日、1stアルバム『超絶少女』を発売。

#### 2011年
- 4月20日、1stシングル「がんばって 青春」を発売[注 3]。
- 6月12日、ステラボールで結成1周年記念ライブを開催[37]。
- 6月15日、2ndシングル「MAX!乙女心/Happy GO Lucky!〜ハピ☆ラキでゴー!〜」を発売。
- 9月28日、1stライブDVD『ファーストコンサート〜超絶少女が止まンないっ!〜』を発売。
- 10月5日、3rdシングル「女子力←パラダイス」を発売。
- 11月18日、第53回日本レコード大賞新人賞の受賞が決定[38]。

#### 2012年
- 1月19日、秋田恵里が2月5日の公演をもって卒業することを発表[39][40]。
- 1月19日、オフィシャルファンクラブ「サポート・プロデューサーズ・クラブ（略称「S.P.C」）」を設立[注 4]。
- 2月1日、2ndアルバム『EveryBody JUMP!!』を発売。
- 2月5日、秋田恵里が卒業。11人体制となる。
- 3月28日、2ndライブDVD『SUPER☆GiRLS 超絶少女2012 メモリアル at 日本青年館』を発売。
- 4月3日 、初の冠レギュラーテレビ番組『SUPER☆GiRLSの超絶アドベンチャー!』（Pigoo HD）が放送開始。
- 4月4日 - 29日、東京・名古屋・大阪の3都市で初のライブツアーを開催。
- 4月14日 - 27日、JOL原宿で初のコラボカフェ「1,000,000☆スマイルCafe」を開催。
- 4月18日、4thシングル「1,000,000☆スマイル」を発売[注 5]。
- 6月12日、結成の地・中野サンプラザで結成2周年記念ライブを開催。
- 7月4日、5thシングル「プリプリ♥SUMMERキッス」を発売。
- 9月15日、エンターテインメントプロジェクト「超絶☆歌劇団」を旗揚げ。
- 10月24日、6thシングル「赤い情熱」を発売。

#### 2013年
- 1月16日、稼農楓が脱退。10人体制となる[41]。
- 2月20日、3rdアルバム『Celebration』を発売。
- 3月23日 - 5月12日、東京・大阪・広島・福岡・名古屋・岩手・仙台・埼玉の8都市で2ndライブツアーを開催。
- 4月2日、初の地上波レギュラーテレビ番組『Girls TV! feat.SUPER☆GiRLS』（日本海テレビ）が放送開始。
- 6月11日、日本武道館で結成3周年記念ライブを開催。
- 6月12日、7thシングル「常夏ハイタッチ」を発売。
- 12月4日、8thシングル「年下の男の子」・「センチメンタル・ジャーニー」・「ジン ジン ジングルベル」を3枚同時発売。
- 12月7日、UULA限定コンテンツとして「BELIEVE IN LOVE」を配信。
- 12月22日、八坂沙織が2014年2月23日の公演をもって卒業することを発表。同時に浅川梨奈・内村莉彩（ストリート生）が加入することを発表[42][43]。

#### 2014年
- 1月10日、UULA限定コンテンツとして「アジアの純真」を配信。
- 2月12日、9thシングル「空色のキセキ」を発売。
- 2月23日、八坂沙織が卒業、浅川梨奈・内村莉彩・渡邉幸愛が加入。志村理佳の2代目リーダー就任を発表し、12人体制として"第2章"がスタートした[42][44]。
- 3月26日、ベスト・アルバム『超絶少女☆BEST 2010〜2014』を発売。
- 5月14日、10thシングルにして第2章初のシングル「花道!!ア〜ンビシャス」を発売。
- 8月13日、11thシングル「アッハッハ!〜超絶爆笑音頭〜」を発売。
- 12月22日、デビュー4周年記念イベントを開催。

#### 2015年
- 1月10日、後藤彩が3月31日をもって卒業することを発表[45]。
- 2月18日、12thシングル「ギラギラRevolution」を発売。
- 3月31日、後藤彩が卒業。11人体制となる[45]。
- 5月5日 - 6月20日、東京・名古屋・大阪の3都市で3rdライブツアーを開催。
- 7月18日 - 9月26日、日本各地を巡ってフリーイベントを行う『iDOL Street5周年記念 日本列島縦断の旅 〜歩み続ける少女たち〜』を開催。
- 8月19日、13thシングル「イッチャって♪ ヤッチャって♪」を発売。

#### 2016年
- 1月17日、6月25日の公演をもってグループ新体制となる"第3章"としてスタートすることを発表[46]。
- 3月9日、4thアルバムにして第2章初のアルバム『SUPER★CASTLE』を発売。
- 3月13日、勝田梨乃と荒井玲良が、6月25日の公演をもって卒業することを発表[47]。
- 5月1日 - 6月25日、大阪・名古屋・仙台・福岡・東京の5都市で4thライブツアーを開催。
- 6月12日、結成6周年記念イベントを開催。
- 6月25日、勝田梨乃と荒井玲良が卒業、木戸口桜子・石橋蛍・尾澤ルナ・阿部夢梨・長尾しおりが加入。前島亜美の3代目リーダー就任を発表し、14人体制として"第3章"がスタートした[48]。また、クリエイティブプロデューサーに橋元恵一が就任した[15]。
- 8月31日、14thシングルにして第3章初のシングル「ラブサマ!!!」を発売。
- 12月1日、田中美麗が体調不良のため、同日より一部活動を休み、休養期間に入ることを発表。
- 12月21日、15thシングル「恋☆煌メケーション!!!」を発売。
- 12月22日、デビュー6周年記念イベントを開催。

#### 2017年
- 3月1日、休養中だった田中美麗が活動を再開。
- 3月5日、前島亜美が3月31日をもって卒業することを発表[49][50][51]。
- 3月31日、前島亜美が卒業。13人体制となる[18]。
- 4月17日、木戸口桜子が体調不良のため、同日より活動休止することを発表。
- 4月23日 - 5月17日、広島・名古屋・仙台・福岡・大阪・東京の6都市で5thライブツアーを開催。
- 4月26日、16thシングル「スイート☆スマイル」を発売。
- 6月17日、結成7周年記念ライブを開催。溝手るかの4代目リーダー就任を発表[52]。
- 7月14日、テレビ東京系アニメ「妖怪ウォッチ」のエンディングテーマを同日から担当する新ユニット「妖ベックス連合軍[注 6]」に、渡邉幸愛・浅川梨奈・内村莉彩の3名が参加することを発表[53]。
- 8月16日 - 31日、Theater Cafe & Dining "STORIA" powered by SQUARE ENIXでコラボカフェ「スパガ☆カフェ」を開催。
- 9月20日、活動休止中だった木戸口桜子が9月30日をもって卒業することを発表[54]。
- 9月30日、木戸口桜子が卒業。12人体制となる。
- 10月10日 - 2018年5月15日、定期公演『SUPER☆GiRLS 超絶☆定期公演』を開催。
- 11月29日、17thシングル「汗と涙のシンデレラストーリー」を発売。
- 12月11日、SHOWROOM『スパガの超絶☆るーむ』がSHOWROOM AWARD 2017「優秀コンテンツ賞」を受賞[55]。
- 12月14日、尾澤ルナが体調不良のため、同日より活動休止することを発表[56]。
- 12月22日、デビュー7周年記念ライブを開催。

#### 2018年
- 1月31日、活動休止中だった尾澤ルナが同日をもって卒業することを発表。11人体制となる[19]。橋元がクリエイティブプロデューサーを退任[17]。
- 2月16日、田中美麗が3月31日の公演をもって、志村理佳が6月24日の公演をもって、それぞれ卒業することを発表[57]。
- 3月31日、田中美麗が卒業。10人体制となる。
- 5月2日、18thシングル「キラキラ☆Sunshine」を発売。
- 5月20日 - 6月24日、仙台・名古屋・大阪・東京の4都市で6thライブツアーを開催。最終日の東京公演をもって志村理佳が卒業。9人体制となる[20]。
- 7月1日、『SUPER☆GiRLS 超（スーパー）オーディション!!!!』エントリー・第1次審査開始。11歳から25歳までの女性を対象に募集が行われた。
- 8月1日、iDOL Streetのオフィシャルファンクラブ「サポート・プロデューサーズ・クラブ(S.P.C)」が、SUPER☆GiRLS単独のファンクラブに再びリニューアルされた。
- 8月15日、19thシングル「ばぶりんスカッシュ!」を発売。
- 8月20日 - 29日、オーディション各ルートの第2次審査開始。
- 9月1日 - 10月1日、オーディション各ルートの第3次審査開始。MBSラジオルート14名・SHOWROOMルート20名・FRESH LIVEルート9名の、計43名が第4次審査に進出。
- 10月1日、渡邉ひかる・宮崎理奈・溝手るか・浅川梨奈・内村莉彩の5名が、2019年1月11日の公演をもって卒業することを発表[58]。
- 10月6日 - 19日、オーディション各ルートの「ファイナリスト決定イベント」を開催（第4次審査）。MBSラジオルート6名・SHOWROOMルート7名・FRESH LIVEルート5名の、計18名が最終候補者となった。
- 11月4日、『SUPER☆GiRLS 超LIVE 2018 & 超オーディション!!!!』を開催。併せてオーディション最終審査を実施。各ルートの候補者がユニットを組み、課題曲「花道!!ア〜ンビシャス」を披露した[59]。
- 11月14日、20thシングル「わがまま GiRLS ROAD」を発売。
- 12月13日、SHOWROOM AWARD 2018「SHOWROOM特別賞 女性部門」を受賞[60]。
- 12月19日、デビュー8周年記念ライブを開催。オーディション最終審査を通過した金澤有希・石丸千賀・坂林佳奈・井上真由子・門林有羽・樋口なづな・松本愛花が加入。メンバーが過去最多の16人体制となる[21]。また、渡邉幸愛の5代目リーダー就任を発表。

#### 2019年
- 1月11日、渡邉ひかる・宮崎理奈・溝手るか・浅川梨奈・内村莉彩が卒業[22]。11人体制として"第4章"がスタートした[11]。
- 1月25日 - 2月17日、AREA-Q ANNEXでコラボカフェ「SUPER☆GiRLS CAFE〜超絶バレンタインパーティー〜」を開催。
- 2月27日、21stシングル「コングラCHUレーション!!!!」を発売。
- 6月12日、22ndシングル「ナツカレ★バケーション」を発売。
- 6月14日、結成9周年記念ライブを開催。
- 7月17日 - 12月25日、メンバー11人全員センター曲11曲を連続発表。
- 9月4日、石橋蛍が適応障害のため、同日より活動休止することを発表[61]。
- 9月18日、23rdシングル「片想いのシンデレラ」を発売。
- 10月17日 - 11月10日、VERY FANCYでコラボレストラン「SUPER☆GiRLS 超絶☆学園レストラン」を開催。
- 12月22日、デビュー9周年記念ライブを開催。9周年を記念して、過去のMVのフルバージョンをYouTubeで解禁した。
- 12月25日、5thアルバム『超絶★学園 〜ときめきHighレンジ!!!〜』を発売。
- 12月30日、活動休止中だった石橋蛍が翌31日をもって卒業することを発表[62]。
- 12月31日、石橋蛍が卒業[23]。10人体制となる。

#### 2020年
- 1月31日、設立者である樋口竜雄がエイベックスを退職。
- 3月18日、24thシングル「忘れ桜」を発売。
- 5月14日、門林有羽が体調不良のため、同日より活動休止することを発表[63]。
- 6月11日、結成10周年記念ライブを日本青年館で開催予定だったが、新型コロナウイルス感染症の流行の影響で開催中止となった[64]。
- 8月5日、25thシングル「明日を信じてみたいって思えるよ」を発売。
- 10月10日、休養中だった門林有羽が活動を再開。
- 10月26日、石丸千賀が12月31日をもって卒業することを発表[24]。
- 12月9日 - 23日、FUJIFILM WONDER PHOTO SHOPで「SUPER☆GiRLS 10周年記念写真展〜ありがとうが止まンないっ！〜」を開催[65]。
- 12月22日、デビュー10周年記念ライブを開催。渡邉幸愛が2021年6月をもって卒業することを発表[66]。
- 12月23日、2ndベスト・アルバム『超絶少女☆COMPLETE 2010〜2020』を発売。
- 12月31日、石丸千賀が卒業[24]。9人体制となる。

#### 2021年
- 3月8日、松本愛花が6月30日をもって卒業することを発表[67]。
- 4月21日、26thシングル「はじまりエール」を発売[68]。
- 6月12日、結成11周年記念ライブを開催。萩田帆風・竹内ななみ・田中想が加入。また、阿部夢梨の6代目リーダー就任を発表[12]。
- 6月30日、渡邉幸愛と松本愛花が卒業[25][26]。
- 7月1日、10人体制として"第5章"がスタートした[27][28]。
- 7月19日、井上真由子が体調不良のため、同日より活動休止することを発表[69]。
- 8月25日、27thシングル「WELCOME☆夏空ピース!!!!!」を発売。
- 12月18日 - 29日、FUJIFILM WONDER PHOTO SHOPで「SUPER☆GiRLS 11周年記念写真展 〜WELCOME☆冬空ピース!!!!!〜」を開催[70]。
- 12月25日、デビュー11周年記念ライブを開催。
- 12月30日、活動休止中だった井上真由子が翌31日をもって卒業することを発表[29]。
- 12月31日、井上真由子が卒業。9人体制となる。

#### 2022年
- 3月12日 - 19日、横浜・名古屋・大阪の3都市でライブツアーを開催[71]。
- 6月11日、結成12周年記念ライブを開催。長尾しおり・金澤有希が12月をもって卒業することを発表[30]。また『SUPER☆GiRLS 超絶オーディション!!!!!!』開催を発表し、同日よりエントリー・第1次審査開始。11歳から22歳までの女性を対象に募集が行われた[30][72]。計23名が第2次審査に進出している[73]。
- 7月6日、28thシングル「Summer Lemon」を発売。
- 8月21日、竹内ななみが受験勉強に専念するため、同日より活動を休止[74]。
- 9月4日 - 11日、オーディション第2次審査開始。計10名が最終候補者となった[75]。
- 10月10日、樋口なづなが12月をもって卒業することを発表[76]。
- 12月21日、1stミニ・アルバム『超絶☆HAPPY 〜ミンナニサチアレ!!!!!〜』を発売。
- 12月29日、デビュー12周年記念ライブを開催予定だったが、新型コロナウイルス感染症の流行の影響で開催延期となった[77]。また、12月末をもって卒業予定だった長尾しおり・金澤有希・樋口なづなの卒業も延期となった[78]。

#### 2023年
- 1月29日、延期されていたデビュー12周年記念ライブを開催。オーディション最終審査を通過した鎌田彩樺・柏綾菜・河村果歩・櫻井陽夏・羽渕花恋が加入[31]。
- 2月15日、長尾しおり・金澤有希・樋口なづなが卒業。
- 2月16日、11人体制として"第6章"がスタートした。
- 3月3日、活動を休止していた竹内ななみが活動を再開。
- 4月6日、オフィシャルファンクラブ「SUPPORT PRODUCERS CLUB」を年会費制にリニューアル[79]。
- 4月26日、デジタルシングル「蒼い炎!!!!!!」の配信を開始。
- 6月10日、結成13周年記念ライブを開催。阿部夢梨が12月末をもって卒業することを発表[80]。
- 7月12日、29thシングル「リボン」を発売。
- 7月28日 - 8月9日、FUJIFILM WONDER PHOTO SHOPで「SUPER☆GiRLS「リボン」リリース記念写真展 〜夏スパガ！私は今が一番好き〜」を開催[81]。
- 8月13日、萩田帆風が体調不良のため、同日より活動を休止[82]。
- 9月25日、坂林佳奈が体調不良のため、同日より活動を休止[83]。
- 12月20日、30thシングル「Heart Diamond」を発売。
- 12月29日、デビュー13周年記念ライブを開催。竹内ななみの7代目リーダー就任、および門林有羽のステージリーダー就任を発表[32]。
- 12月31日、阿部夢梨が卒業。10人体制となる。

#### 2024年
- 1月18日 - 31日、池袋ロフトで「SUPER☆GiRLS Debut 13th Anniversary 写真展 〜君とスパガのHeart Diamond〜」を開催。
- 2月28日、活動休止中だった萩田帆風が翌29日をもって卒業することを発表[84]。
- 2月29日、萩田帆風が卒業[33]。9人体制となる。
- 3月19日、休養中だった坂林佳奈が一部活動を再開[85]。
- 6月9日 - 30日、埼玉・大阪・名古屋・東京の4都市でライブハウスツアーを開催[86]。
- 7月17日、31stシングル「とびきりだれより夏っぽいこと」を発売。
- 10月1日、櫻井陽夏が膝の治療に専念するため、同日より活動を休止[87]。
- 10月28日、休養中だった櫻井陽夏が活動を再開[注 7]。
- 11月2日 - 23日、名古屋・東京・大阪の3都市でツーマンライブツアー及びライブツアーを開催。
- 12月22日、デビュー14周年記念ライブを開催。
- 12月31日、羽渕花恋が脱退[34]。8人体制となる。

#### 2025年
- 1月20日、デジタルシングル「もっともっと♡」の配信を開始。
- 4月14日、結成記念日である6月12日が「SUPER☆GiRLSの日」として日本記念日協会に認定されたことを発表[88]。
- 4月15日、デジタルシングル「Re Star☆T!!!!!!」の配信を開始。
- 6月12日、デジタルシングル「可愛いだけじゃいられない」の配信を開始。
- 6月15日・22日、大阪・東京で結成15周年記念ライブを開催[89]。

## メンバー
| S☆G 加入期 | 氏名                           | 生年月日                                                                                                | 出身地         | 血液型         | 愛称                            | 超絶カラー           | 備考 |
| S☆G 加入期 | 氏名                           | キャッチコピー                                                                                          | キャッチコピー | キャッチコピー | キャッチコピー                  | キャッチコピー       | キャッチコピー                                                                                                  |
| ---------- | ------------------------------ | --- | -------------- | -------------- | ------------------------------- | -------------------- | --- |
| 4期        | 坂林佳奈 （さかばやし かな）   | 1997年1月26日（28歳）                                                                                   | 兵庫県         | A型            | かなぽん かな かなやん やんさん | スプリング・グリーン | 『超オーディション!!!!』MBSラジオルート通過者                                                                   |
| 4期        | 坂林佳奈 （さかばやし かな）   | 「ライブで全力出し切ります、スイッチマックスオン！」                                                    |                |                |                                 |                      | |
| 4期        | 門林有羽 （かどばやし ゆう）   | 1998年10月28日（26歳）                                                                                  | 大阪府         | B型            | ゆうちゃん                      | アクア・ブルー       | ステージリーダー（2023年12月29日 - ） 『超オーディション!!!!』MBSラジオルート通過者                             |
| 4期        | 門林有羽 （かどばやし ゆう）   | 「羽のある女の子といえば～？（有羽ちゃん！）ふわふわあなたの元へ羽ばたきます。目指せ 正統派アイドル！」 |                |                |                                 |                      | |
| 5期        | 竹内ななみ （たけうち ななみ） | 2004年10月2日（20歳）                                                                                   | 兵庫県         | A型            | ななみん                        | ラブリーレッド       | 7代目リーダー（2023年12月29日 - ） 元エイベックス・マネジメント所属モデル 元SKE48の竹内ななみとは同姓同名の別人 |
| 5期        | 竹内ななみ （たけうち ななみ） | - |                |                |                                 |                      | |
| 5期        | 田中想 （たなか ここな）       | 2005年7月19日（20歳）                                                                                   | 大阪府         | A型            | ここ ここちゃん                 | ドリームブルー       | 元エイベックス・アーティストアカデミー受講生                                                                    |
| 5期        | 田中想 （たなか ここな）       | - |                |                |                                 |                      | |
| 6期        | 鎌田彩樺 （かまた あやか）     | 2003年4月29日（22歳）                                                                                   | 広島県         | O型            | あやち                          | サファイア・ネイビー | 元レプロエンタテインメント所属                                                                                  |
| 6期        | 鎌田彩樺 （かまた あやか）     | - |                |                |                                 |                      | |
| 6期        | 柏綾菜 （かしわ あやな）       | 2005年7月20日（20歳）                                                                                   | 埼玉県         | O型            | 柏ちゃん あやなん               | ピュアリー・パープル | 元Si☆Stellaメンバー(2014年12月 - 2019年12月) 元Si☆4メンバー(2018年8月 - 2022年4月)                              |
| 6期        | 柏綾菜 （かしわ あやな）       | - |                |                |                                 |                      | |
| 6期        | 河村果歩 （かわむら かほ）     | 2007年6月17日（18歳）                                                                                   | 岐阜県         | A型            | かほっち                        | パール・ホワイト     | 「シン・おはガール」のメンバーも兼任（2022年9月 - 2024年3月）                                                   |
| 6期        | 河村果歩 （かわむら かほ）     | - |                |                |                                 |                      | |
| 6期        | 櫻井陽夏 （さくらい ひなた）   | 2007年7月6日（18歳）                                                                                    | 北海道深川市   | AB型           | ひなちゃん 櫻井ちゃん           | スノー・グリーン     | 元アクターズスタジオ北海道受講生(櫻井穂夏 名義)                                                                 |
| 6期        | 櫻井陽夏 （さくらい ひなた）   | - |                |                |                                 |                      | |

### 元メンバー
2023年4月1日時点で卒業後もエイベックスに在籍しているのは浅川のみである。残りの芸能活動を続けている元メンバーは所属事務所を移籍もしくはフリーランスで活動を続けている。一方、芸能活動を行っていないのは八坂・志村・勝田・後藤・内村・渡邉幸・木戸口・石橋・長尾・井上・樋口・松本・萩田・羽渕である。
| 氏名                             | 生年月日 | 出身地         | 血液型         | 愛称                           | 超絶カラー                 | 加入期         | 活動終了日     | 備考 |
| 氏名                             | キャッチコピー                                                                                                  | キャッチコピー | キャッチコピー | キャッチコピー                 | キャッチコピー             | キャッチコピー | キャッチコピー | キャッチコピー |
| -------------------------------- | --- | -------------- | -------------- | ------------------------------ | -------------------------- | -------------- | -------------- | --- |
| 秋田恵里 （あきた えり）         | 1993年4月2日（32歳）                                                                                            | 愛知県         | A型            | えりりん                       | グリーン                   | 1期            | 2012年2月5日   | 同時に芸能界も引退。その後、2021年8月からフリーランスの司会業として活動中。 |
| 秋田恵里 （あきた えり）         | 「笑いは地球を救う♥！ 笑顔の源っっ」                                                                            |                |                |                                |                            |                |                | |
| 稼農楓 （かのう かえで）         | 1992年10月6日（32歳）                                                                                           | 埼玉県         | A型            | かえぴょん                     | ブルー                     | 1期            | 2013年1月16日  | 同時に芸能界も引退。その後、2015年に「藤本かえで」と改名し再出発。エイベックス・マネジメント所属（2015年 - 2020年）、De-LIGHT所属（2021年2月 - 同年10月）、リオンズインク所属（2022年1月 - ）を経て、2023年11月からトーチ・リンク所属の女優として活動中。                                      |
| 稼農楓 （かのう かえで）         | 「不可能を稼農（可能）にする無敵アイドル！」                                                                    |                |                |                                |                            |                |                | |
| 八坂沙織 （やさか さおり）       | 1989年2月16日（36歳）                                                                                           | 東京都文京区   | A型            | さおりーぬ                     | スカイブルー               | 1期            | 2014年2月23日  | 初代リーダー（結成時 - 2014年2月23日） 卒業後はエイベックス・ヴァンガード所属の女優・フリーランスの女優として活動した。その後、2024年3月に会社を設立し、女性アイドルグループ「終末のアンセム」のプロデューサーとして活動中。                                                                   |
| 八坂沙織 （やさか さおり）       | 「日本の未来にゆるさと萌え〜を届けるまである」                                                                  |                |                |                                |                            |                |                | |
| 後藤彩 （ごとう あや）           | 1997年3月5日（28歳）                                                                                            | 兵庫県         | AB型           | ごっちゃん                     | マンダリンオレンジ         | 1期            | 2015年3月31日  | 同時に芸能界も引退。 |
| 後藤彩 （ごとう あや）           | 「謎めくセクシーボイス、どーんとかかってこいやー！」                                                            |                |                |                                |                            |                |                | |
| 勝田梨乃 （かつた りの）         | 1994年7月10日（31歳）                                                                                           | 北海道札幌市   | AB型           | かっちゃん                     | プレシャスネイビー         | 1期            | 2016年6月25日  | 同時に芸能界も引退。 |
| 勝田梨乃 （かつた りの）         | 「自称見た目は中の中! でもー…！勝田が一番（かーわーいーいー）。こう見えても女子大生！world wide目指します！」   |                |                |                                |                            |                |                | |
| 荒井玲良 （あらい れいら）       | 1994年9月25日（30歳）                                                                                           | 東京都         | AB型           | れいちぇる                     | ラベンダーパープル         | 1期            | 2016年6月25日  | 卒業後はエイベックス・マネジメント所属のタレント、ウォークゼロ所属のタレント（2021年5月 - 2023年3月）を経て、2023年5月からトリプルエー所属として活動中。 |
| 荒井玲良 （あらい れいら）       | 「生まれも育ちも東京都! だけど心はアメリカ人?!」                                                                |                |                |                                |                            |                |                | |
| 前島亜美 （まえしま あみ）       | 1997年11月22日（27歳）                                                                                          | 埼玉県         | B型            | あみた                         | ローズピンク               | 1期            | 2017年3月31日  | 3代目リーダー（2016年6月25日 - 2017年3月31日） 卒業後はエイベックス・マネジメント所属の女優（2017年4月 - 2022年11月）、芸能活動休止期間（2022年12月 - 2023年8月）を経て、2023年9月からボイスキット所属として活動中。                                                                           |
| 前島亜美 （まえしま あみ）       | 「変な声でも優等生。空手キックで、がんばるやいっ！」                                                            |                |                |                                |                            |                |                | |
| 木戸口桜子 （きどぐち さくらこ） | 1999年10月18日（25歳）                                                                                          | 北海道         | B型            | さく                           | ファンシー・ネイビー       | 3期            | 2017年9月30日  | 元ストリート生3期生（e-Street SAPPORO、e-Street TOKYO(5代目リーダー)） 同時に芸能界も引退。 |
| 木戸口桜子 （きどぐち さくらこ） | 「外はさくっと、中はほわっと、不思議なスイーツ」                                                                |                |                |                                |                            |                |                | |
| 尾澤ルナ （おざわ ルナ）         | 2002年7月2日（23歳）                                                                                            | 愛知県         | A型            | るなちゅー                     | キャンディ・オレンジ       | 3期            | 2018年1月31日  | 元ストリート生4期生（w-Street NAGOYA） 同時に芸能界も引退。その後、2020年に「尾澤るな」と改名し再出発。スペースクラフト所属（2020年3月 - 2023年7月）を経て、2023年8月からフリーランスとして活動中。                                                                                            |
| 尾澤ルナ （おざわ ルナ）         | 「ゲームが1番(大好きちゅー)、スパガのことが(大好きちゅー)、るなちゅーのことが(大好きちゅー)」                   |                |                |                                |                            |                |                | |
| 田中美麗 （たなか みれい）       | 1996年10月14日（28歳）                                                                                          | 埼玉県         | B型            | みれい                         | プレミアムブラック         | 1期            | 2018年3月31日  | 元エイベックス・アーティストアカデミー受講生 同時に芸能界も引退。その後、ネクシード所属（2018年8月 - 2021年7月）を経て、2021年8月からフリーランスの女優として活動中。 |
| 田中美麗 （たなか みれい）       | 「みなさん私のこと見えてますか…私はここにいます。カメラ大好き超ネガティブアイドル、今日もなんとかやっています」 |                |                |                                |                            |                |                | |
| 志村理佳 （しむら りか）         | 1992年10月2日（32歳）                                                                                           | 神奈川県横浜市 | A型            | りかたそ                       | ピュアホワイト             | 1期            | 2018年6月24日  | 2代目リーダー（2014年2月23日 - 2016年6月25日） 初代副リーダー（結成時 - 2014年2月23日） 同時に芸能界も引退。 |
| 志村理佳 （しむら りか）         | 「志村と言ったら？（アイーン）…じゃなくて、おバカでキュートな腹筋番長」                                         |                |                |                                |                            |                |                | |
| 渡邉ひかる （わたなべ ひかる）   | 1994年2月15日（31歳）                                                                                           | 北海道札幌市   | A型            | ぴかるん                       | シャンパンゴールド         | 1期            | 2019年1月11日  | 卒業後はエイベックス・マネジメント所属のタレントを経て、2020年7月からWaVE所属の女優として活動中。 |
| 渡邉ひかる （わたなべ ひかる）   | 「時間の流れがみんなと別次元！ 普段はゆる〜いGAP激熱パフォーマー」                                              |                |                |                                |                            |                |                | |
| 宮崎理奈 （みやざき りな）       | 1994年2月21日（31歳）                                                                                           | 福岡県         | AB型           | みやり                         | レモンイエロー             | 1期            | 2019年1月11日  | 卒業後はエイベックス・マネジメント所属を経て、2023年4月からフリーランスの女優として活動中。 |
| 宮崎理奈 （みやざき りな）       | 「走り出したら（止まんない！）しゃべると残念。博多の小さな暴走機関車」                                          |                |                |                                |                            |                |                | |
| 溝手るか （みぞて るか）         | 1997年1月25日（28歳）                                                                                           | 大阪府         | A型            | るか                           | ビビッドレッド             | 1期            | 2019年1月11日  | 4代目リーダー（2017年6月17日 - 2018年12月19日） 元エイベックス・アーティストアカデミー受講生 卒業後は事務所を退所し、フリーランスの歌手として活動中。 |
| 溝手るか （みぞて るか）         | 「背はおっきいけど気はちっちゃい。ピュアなハートと歌声で笑顔の花を咲かせます。」                                |                |                |                                |                            |                |                | |
| 浅川梨奈 （あさかわ なな）       | 1999年4月3日（26歳）                                                                                            | 埼玉県         | B型            | なぁぽん                       | ミントグリーン             | 2期            | 2019年1月11日  | 元ストリート生3期生（e-Street TOKYO） 卒業後はエイベックス・マネジメント所属の女優として活動中。 |
| 浅川梨奈 （あさかわ なな）       | 「アイスト1のアイドルヲタク!私の辞書に沈黙の文字はないのだーっ！」                                              |                |                |                                |                            |                |                | |
| 内村莉彩 （うちむら りさ）       | 2000年6月20日（25歳）                                                                                           | 宮崎県         | A型            | りさ                           | ロイヤルブルー             | 2期            | 2019年1月11日  | 元ストリート生3期生（w-Street FUKUOKA、e-Street TOKYO） 同時に芸能界も引退。 |
| 内村莉彩 （うちむら りさ）       | 「アイドル界をどげんかせんといかーん！常夏マンゴーの国から、スパガにやってきましたー！」                        |                |                |                                |                            |                |                | |
| 石橋蛍 （いしばし ほたる）       | 2002年4月7日（23歳）                                                                                            | 京都府京都市   | O型            | ほたる                         | フェアリー・グリーン       | 3期            | 2019年12月31日 | 元エイベックス・アーティストアカデミー受講生 期間限定アイドルユニット「緑だってはじけ隊」のメンバーも兼任（2017年12月 - 2018年3月） 同時に芸能界も引退。 |
| 石橋蛍 （いしばし ほたる）       | 「みなさんスパガへおこしやす 蛍のように輝いてあなたに光を届けます」                                             |                |                |                                |                            |                |                | |
| 石丸千賀 （いしまる ちか）       | 1996年3月29日（29歳）                                                                                           | 福岡県久留米市 | A型            | ちかぴ                         | シュプリーム・ブルー       | 4期            | 2020年12月31日 | 『超オーディション!!!!』SHOWROOMルート通過者 卒業後は事務所を退所し、フリーランス、オブジェクト預かり所属の声優、De-PRO所属のタレント、再びフリーランスを経て、2023年12月26日からディファレンスに所属。                                                                                        |
| 石丸千賀 （いしまる ちか）       | - |                |                |                                |                            |                |                | |
| 渡邉幸愛 （わたなべ こうめ）     | 1998年3月17日（27歳）                                                                                           | 宮城県仙台市   | A型            | コウメ コウメちゃん            | シャイン･レッド            | 2期            | 2021年6月30日  | 5代目リーダー（2018年12月19日 - 2021年6月12日） 元Party Rocketsメンバー（初代リーダー） 同時に芸能界も引退。その後、2021年10月から321所属のライバーとして活動した。 |
| 渡邉幸愛 （わたなべ こうめ）     | 「私の名前は〜？（コウメ） ちょっぴりすっぱい〜？（コウメ） 幸せと愛満タンはっぴーらぶ」                        |                |                |                                |                            |                |                | |
| 松本愛花 （まつもと あいか）     | 2002年5月3日（23歳）                                                                                            | 大阪府         | B型            | あいか あいちゃん              | オーロラ・オレンジ         | 4期            | 2021年6月30日  | 『超オーディション!!!!』SHOWROOMルート通過者 姉は松本日向（元HKT48） 同時に芸能界も引退。 |
| 松本愛花 （まつもと あいか）     | - |                |                |                                |                            |                |                | |
| 井上真由子 （いのうえ まゆこ）   | 1997年5月26日（28歳）                                                                                           | 兵庫県神戸市   | O型            | まゆちゃん まゆまゆ            | ウルトラ・マリン           | 4期            | 2021年12月31日 | 『超オーディション!!!!』MBSラジオルート通過者 CanCam it girlも兼任（2020年 - 2021年） 同時に芸能界も引退。 |
| 井上真由子 （いのうえ まゆこ）   | 「こんな声でも地声です。オシャレ大好きファッション担当井上真由子です」                                          |                |                |                                |                            |                |                | |
| 長尾しおり （ながお しおり）     | 2003年11月9日（21歳）                                                                                           | 岐阜県岐阜市   | B型            | しおり しおりん                | キューティ・ヴァイオレット | 3期            | 2023年2月15日  | 元ストリート生8期生（w-Street NAGOYA） 東海選抜アイドルユニット「7☆3ギュッと。」のメンバーも兼任（2018年1月 - 2018年9月） 同時に芸能界も引退。 |
| 長尾しおり （ながお しおり）     | 「天然ふわふわ ちょっぴり泣き虫 大人っぽいけど最年少 みんなにHappyをお届けしたい いつも笑顔のしおりんです」     |                |                |                                |                            |                |                | |
| 金澤有希 （かなざわ ゆうき）     | 1993年5月1日（32歳）                                                                                            | 北海道苫小牧市 | AB型           | ゆうきりん ゆうきちゃん ちりん | サン・イエロー             | 4期            | 2023年2月15日  | 『超オーディション!!!!』FRESH LIVEルート通過者 元ストリート生3期生（e-Street SAPPORO、e-Street TOKYO） 元GEMメンバー（リーダー） 卒業後は事務所を退所し、フリーランスのタレントと、女性アイドルグループ「きゅ〜くる」のプロデューサーを兼任して活動中。                                        |
| 金澤有希 （かなざわ ゆうき）     | 「北海道が大好き、最年長でも全力で！」                                                                          |                |                |                                |                            |                |                | |
| 樋口なづな （ひぐち なづな）     | 2001年8月28日（23歳）                                                                                           | 静岡県伊東市   | B型            | なづち なちゃん                | ジュエリー・ホワイト       | 4期            | 2023年2月15日  | 『超オーディション!!!!』SHOWROOMルート通過者 『@JAM EXPO 2020』限定アイドルユニット「るかりな」のメンバーも兼任 (2020年5月 - 2020年8月) 同時に芸能界も引退。2024年10月から女性アイドルグループ「ROOKEY♡ROOKEYS」のプロデューサーとして活動中。                                                 |
| 樋口なづな （ひぐち なづな）     | 「スパガの女子力担当です！」                                                                                    |                |                |                                |                            |                |                | |
| 阿部夢梨 （あべ ゆめり）         | 2002年7月29日（23歳）                                                                                           | 石川県金沢市   | A型            | ゆめり あべちゃん              | ベビーピンク               | 3期            | 2023年12月31日 | 6代目リーダー（2021年6月12日 - 2023年12月29日） 元ストリート生8期生（e-Street TOKYO） 『@JAM EXPO 2017』限定アイドルユニット「サクラノユメ。」のメンバーも兼任（2017年5月 - 2017年8月） 同時に芸能活動を一時休止。 2024年4月から9月までBSフジ『週刊プライムオンラインS』第44期学生キャスター。 |
| 阿部夢梨 （あべ ゆめり）         | 「石川県からやってきたスパガ1の食いしん坊」                                                                     |                |                |                                |                            |                |                | |
| 萩田帆風 （はぎた ほのか）       | 2000年9月29日（24歳）                                                                                           | 静岡県磐田市   | A型            | ぴぴ ほのかちゃん              | スウィートオレンジ         | 5期            | 2024年2月29日  | 元エイベックス・マネジメント所属女優 同時に芸能界も引退。 |
| 萩田帆風 （はぎた ほのか）       | - |                |                |                                |                            |                |                | |
| 羽渕花恋 （はぶち かれん）       | 2009年2月28日（16歳）                                                                                           | 千葉県         | B型            | かれん はぶっちゃん ばぶち     | サン・フラワー             | 6期            | 2024年12月31日 | 元ナナイロ☆ドロップス TEAM THURSDAYメンバー（2019年10月 - 2022年11月） 同時に芸能界も引退。 |
| 羽渕花恋 （はぶち かれん）       | - |                |                |                                |                            |                |                | |

### 歴代リーダー
| 代 | 名前       | 期間                           | 章                           | 備考                   |
| -- | ---------- | ------------------------------ | ---------------------------- | ---------------------- |
| 1  | 八坂沙織   | 2010年6月12日 - 2014年2月23日  | 第1章                        | 【副リーダー】志村理佳 |
| 2  | 志村理佳   | 2014年2月23日 - 2016年6月25日  | 第2章                        |                        |
| 3  | 前島亜美   | 2016年6月25日 - 2017年3月31日  | 第3章                        |                        |
| -  | (不在)     | 2017年4月1日 - 2017年6月16日   | 第3章                        |                        |
| 4  | 溝手るか   | 2017年6月17日 - 2018年12月19日 | 第3章                        |                        |
| 5  | 渡邉幸愛   | 2018年12月19日 - 2021年6月12日 | 第4章                        |                        |
| 6  | 阿部夢梨   | 2021年6月12日 - 2023年12月29日 | 第5章                        |                        |
| 6  | 阿部夢梨   | 2021年6月12日 - 2023年12月29日 | 第6章                        |                        |
| 7  | 竹内ななみ | 2023年12月29日 - 現在          | 【ステージリーダー】門林有羽 |                        |

## 受賞歴
- 第53回日本レコード大賞「新人賞」（2011年）
- SHOWROOM AWARD 2018「SHOWROOM特別賞 女性部門」（2018年）

## 作品
順位はオリコン週間ランキング最高位。
ゴールドディスク認定は日本レコード協会による。

### シングル
| #  | 発売日         | タイトル                                        | 順位 | 販売形態                | 規格品番                                                              | 備考 |
| -- | -------------- | ----------------------------------------------- | ---- | ----------------------- | --------------------------------------------------------------------- | --- |
| 1  | 2011年4月20日  | がんばって 青春                                 | 05位 | CD+DVD CD+DVD CD        | AVCD-39004/B AVCD-39005/B AVCD-39006 AVCD-39007 AVCD-39008 AVC1-39009 | 「がんばって 青春」MV収録 「初恋グラフィティ」MV収録 「CDドラマA」収録 「CDドラマB」収録 通常盤 イベント会場・mu-moショップ限定盤                                                        |
| 2  | 2011年6月15日  | MAX!乙女心/ Happy GO Lucky!〜ハピ☆ラキでゴー!〜 | 05位 | CD+DVD CD               | AVCD-39010/B AVCD-39011 AVCD-39012 AVC1-39013 AVC1-39026X〜37X        | 「MAX!乙女心」MV収録 CDドラマ収録 通常盤 イベント会場・セブンネットショッピング限定盤 mu-moショップ限定盤（12種）                                                                        |
| 3  | 2011年10月5日  | 女子力←パラダイス                               | 02位 | CD+DVD CD               | AVCD-39039/B AVCD-39040 AVCD-39041 AVC1-39042 AVC1-39043〜54          | 「女子力←パラダイス」MV収録 CDドラマ収録 通常盤 イベント会場・mu-moショップ限定盤 mu-moショップ限定盤（12種）                                                                            |
| 4  | 2012年4月18日  | 1,000,000☆スマイル                              | 05位 | CD+DVD CD               | AVCD-39062/B AVCD-39063 AVCD-39064 AVC1-39065 AVC1-39065B〜M          | 「1,000,000☆スマイル」MV収録 ボーナストラック収録 通常盤 イベント会場・mu-moショップ限定盤 イベント会場・mu-moショップ限定盤（11種）                                                     |
| 5  | 2012年7月4日   | プリプリ♥SUMMERキッス                           | 04位 | CD+DVD CD               | AVCD-39066/B AVCD-39067/B AVCD-39068 AVC1-39069 AVC1-39070〜80        | 「プリプリ♥SUMMERキッス」MV収録 「明日へSTEP! 」MV収録 通常盤 イベント会場・mu-moショップ限定盤 イベント会場・mu-moショップ限定盤（11種） ゴールドディスク認定                           |
| 6  | 2012年10月24日 | 赤い情熱                                        | 02位 | CD+DVD CD               | AVCD-39084/B AVCD-39085 AVCD-39086 AVC1-39087 AVC1-39088〜98          | 「赤い情熱」MV収録 ボーナストラック収録 通常盤 イベント会場・mu-moショップ限定盤 mu-moショップ限定盤（11種）                                                                             |
| -  | 2013年1月5日   | Celebration 〜Music Ribbon ver.〜               | N/A  | CD ダウンロード         | AVCS-13751                                                            | 「Music Ribbon」イベント無料配布盤 「Music Ribbon」特設サイト期間限定配信 |
| 7  | 2013年6月12日  | 常夏ハイタッチ                                  | 03位 | CD+DVD CD               | AVCD-39118/B AVCD-39119/B AVCD-39120 AVC1-39121 AVC1-39122〜31        | 「常夏ハイタッチ」MV収録 「PAN-PAKA-PAN!」MV収録 通常盤 イベント会場・mu-moショップ限定盤 mu-moショップ限定盤（10種） ゴールドディスク認定                                               |
| 8  | 2013年12月4日  | 年下の男の子                                    | 11位 | CD+DVD CD               | AVCD-39149/B AVCD-39150 AVC1-39151                                    | キャンディーマキアート from SUPER☆GiRLS名義 「年下の男の子」MV収録 通常盤 イベント会場・mu-moショップ限定盤                                                                              |
| 8  | 2013年12月4日  | センチメンタル・ジャーニー                      | 12位 | CD+DVD CD               | AVCD-39152/B AVCD-39153 AVC1-39154                                    | 前島亜美 from SUPER☆GiRLS名義 「センチメンタル・ジャーニー」MV収録 通常盤 イベント会場・mu-moショップ限定盤                                                                              |
| 8  | 2013年12月4日  | ジン ジン ジングルベル                          | 10位 | CD+DVD CD               | AVCD-39155/B AVCD-39156 AVC1-39157                                    | トゥィンクルヴェール from SUPER☆GiRLS名義 「ジン ジン ジングルベル」MV収録 通常盤 イベント会場・mu-moショップ限定盤                                                                      |
| 9  | 2014年2月12日  | 空色のキセキ                                    | 02位 | CD+DVD CD MU-CA         | AVCD-39160/B AVCD-39161 AVC1-39162 AQZ1-76216〜26                     | 「空色のキセキ」MV収録 通常盤 イベント会場・mu-moショップ限定盤 イベント会場・mu-moショップ限定品（11種）                                                                                |
| 10 | 2014年5月14日  | 花道!!ア〜ンビシャス                            | 03位 | CD+BD CD MU-CA          | AVCD-39174/B AVCD-39175 AVC1-39176 AVC1-39177〜88 AQZ1-76280〜91      | 「花道!!ア〜ンビシャス」MV収録 通常盤 イベント会場・mu-moショップ限定盤 mu-moショップ限定盤（12種） イベント会場・mu-moショップ限定品（12種）                                            |
| 11 | 2014年8月13日  | アッハッハ!〜超絶爆笑音頭〜                     | 04位 | CD+BD CD MU-CA          | AVCD-39192/B AVCD-39193 AVC1-39194 AQZ1-76485〜554                    | 「アッハッハ!〜超絶爆笑音頭〜」MV収録 通常盤 イベント会場・mu-moショップ限定盤 イベント会場・mu-moショップ限定品（70種）                                                                 |
| 12 | 2015年2月18日  | ギラギラRevolution                              | 03位 | CD+BD CD MU-CA          | AVCD-39200/B AVCD-39201 AVCD-39202 AVC1-39203 AQZ1-76863〜75          | 「ギラギラRevolution」MV収録 通常盤 EXPO盤（数量限定商品） イベント会場・mu-moショップ限定盤 イベント会場・mu-moショップ限定品（13種）                                                   |
| 13 | 2015年8月19日  | イッチャって♪ ヤッチャって♪                     | 05位 | CD+BD CD                | AVCD-39208/B AVCD-39209 AVC1-39210 AVC1-39211〜22 AVC1-39223〜34      | 「イッチャって♪ ヤッチャって♪」MV収録 通常盤 イベント会場・mu-moショップ限定盤 イベント会場・mu-moショップ限定盤（12種） イトーヨーカドー限定盤（12種・トレカ付き） ゴールドディスク認定 |
| 14 | 2016年8月31日  | ラブサマ!!!                                     | 02位 | CD+BD CD                | AVCD-39282/B AVCD-39283 AVC1-39284〜98                                | 「ラブサマ!!!」MV収録 通常盤 イベント会場・mu-moショップ限定盤（15種） ゴールドディスク認定                                                                                              |
| 15 | 2016年12月21日 | 恋☆煌メケーション!!!                            | 07位 | CD+BD CD CD+BD          | AVCD-39309/B AVCD-39310 AVC1-39311〜25 AVCD-39326/B                   | 「恋☆煌メケーション!!!」MV収録、初回限定盤 通常盤 イベント会場・mu-moショップ限定盤（15種） 「恋☆煌メケーション!!!」MV収録、通常盤                                                       |
| 16 | 2017年4月26日  | スイート☆スマイル                               | 11位 | CD+BD CD                | AVCD-39364/B AVCD-39365 AVC1-39366                                    | 「スイート☆スマイル」MV収録 通常盤 イベント会場・mu-moショップ限定盤 |
| 17 | 2017年11月29日 | 汗と涙のシンデレラストーリー                    | 27位 | CD+DVD CD+BD CD MU-CA   | AVCD-39387/B AVCD-39388/B AVCD-39389 AVZ1-39390〜1                    | 「汗と涙のシンデレラストーリー」MV収録 通常盤 イベント会場・mu-moショップ限定品（2種）                                                                                                   |
| 18 | 2018年5月2日   | キラキラ☆Sunshine                               | 14位 | CD+BD CD MU-CA          | AVCD-39410/B AVCD-39411 AVZ1-39412〜15                                | 「キラキラ☆Sunshine」MV収録 通常盤 イベント会場・mu-moショップ限定品（4種） |
| 19 | 2018年8月15日  | ばぶりんスカッシュ!                             | 12位 | CD+BD CD CD+BD CD MU-CA | AVCD-39424/B AVCD-39425 AVCD-39426/B AVCD-39427 AVZ1-39428〜37        | 「ばぶりんスカッシュ!」MV収録、初回限定盤 初回限定盤 「ばぶりんスカッシュ!」MV収録、通常盤 通常盤 イベント会場・mu-moショップ限定品（10種）                                              |
| 20 | 2018年11月14日 | わがまま GiRLS ROAD                             | 08位 | CD+BD CD MU-CA          | AVCD-39446/B AVCD-39447 AVZ1-39448〜58                                | 「わがまま GiRLS ROAD」MV収録 通常盤 イベント会場・mu-moショップ限定品（11種） |
| 21 | 2019年2月27日  | コングラCHUレーション!!!!                       | 06位 | CD+BD CD                | AVCD-39467/B AVCD-39468/B AVCD-39469/B AVCD-39470 AVC1-39471〜81      | 新メンバードキュメンタリー映像収録 ライブ映像収録 「コングラCHUレーション!!!!」MV収録 通常盤 イベント会場・mu-moショップ限定盤（11種）                                                   |
| 22 | 2019年6月12日  | ナツカレ★バケーション                           | 06位 | CD+BD CD MU-CA          | AVCD-39482/B AVCD-39483 AVZ1-39484〜95                                | 「ナツカレ★バケーション」MV収録 通常盤 イベント会場・mu-moショップ限定品、「オシバト」仕様（60種）                                                                                       |
| -  | 2019年7月17日  | White Melody/ POP!! POP!! POP!!                 | N/A  | MU-CA                   | AVZ1-39552                                                            | イベント会場・mu-moショップ限定品、「オシバト」仕様 |
| -  | 2019年7月17日  | POP!! POP!! POP!!/ White Melody                 | N/A  | MU-CA                   | AVZ1-39553                                                            | イベント会場・mu-moショップ限定品、「オシバト」仕様 |
| -  | 2019年8月21日  | 情熱RUNNER/ NIJI色SKY                           | N/A  | MU-CA                   | AVZ1-39554                                                            | イベント会場・mu-moショップ限定品、「オシバト」仕様 |
| -  | 2019年8月21日  | NIJI色SKY/ 情熱RUNNER                           | N/A  | MU-CA                   | AVZ1-39555                                                            | イベント会場・mu-moショップ限定品、「オシバト」仕様 |
| 23 | 2019年9月18日  | 片想いのシンデレラ                              | 13位 | CD+BD CD MU-CA          | AVCD-39556/B AVCD-39557 AVZ1-39558〜70                                | 「片想いのシンデレラ」MV収録 通常盤 イベント会場・mu-moショップ限定品、「オシバト」仕様（13種）                                                                                          |
| -  | 2019年10月23日 | 感情キャンバス/ Please stay with me             | N/A  | MU-CA                   | AVZ1-39571                                                            | イベント会場・mu-moショップ限定品、「オシバト」仕様 |
| -  | 2019年10月23日 | Please stay with me/ 感情キャンバス             | N/A  | MU-CA                   | AVZ1-39572                                                            | イベント会場・mu-moショップ限定品、「オシバト」仕様 |
| -  | 2019年11月20日 | 青春キラリ/ 太陽の雫                            | N/A  | MU-CA                   | AVZ1-39581                                                            | イベント会場・mu-moショップ限定品、「オシバト」仕様 |
| -  | 2019年11月20日 | 太陽の雫/ 青春キラリ                            | N/A  | MU-CA                   | AVZ1-39582                                                            | イベント会場・mu-moショップ限定品、「オシバト」仕様 |
| -  | 2019年12月25日 | ときめきHighレンジ!!!/ 夜空にMerryX'mas         | N/A  | MU-CA                   | AVZ1-39583                                                            | イベント会場・mu-moショップ限定品、「オシバト」仕様 |
| -  | 2019年12月25日 | 夜空にMerryX'mas/ ときめきHighレンジ!!!         | N/A  | MU-CA                   | AVZ1-39584                                                            | イベント会場・mu-moショップ限定品、「オシバト」仕様 |
| 24 | 2020年3月18日  | 忘れ桜                                          | 13位 | CD+BD CD                | AVCD-39594/B AVCD-39595                                               | 「忘れ桜」MV収録 通常盤 |
| 25 | 2020年8月5日   | 明日を信じてみたいって思えるよ                  | 07位 | CD+BD CD MU-CA          | AVCD-39599/B AVCD-39600 AVZ1-39601〜10                                | 「明日を信じてみたいって思えるよ」MV収録 通常盤 イベント会場・mu-moショップ限定品（10種）                                                                                                |
| 26 | 2021年4月21日  | はじまりエール                                  | 11位 | CD+BD CD                | AVCD-39634/B AVCD-39635                                               | 「はじまりエール」MV収録 通常盤 |
| 27 | 2021年8月25日  | WELCOME☆夏空ピース!!!!!                         | 21位 | CD+BD MU-CA             | AVCD-39636/B AVZ1-39637〜39647                                        | 「WELCOME☆夏空ピース!!!!!」MV収録 イベント会場・mu-moショップ限定品（11種） |
| 28 | 2022年7月6日   | Summer Lemon                                    | 07位 | CD+BD CD                | AVCD-39657/B AVCD-39658                                               | 「Summer Lemon」MV収録 通常盤 |
| 29 | 2023年7月12日  | リボン                                          | 06位 | CD+BD CD                | AVCD-39666/B AVCD-39667                                               | 「リボン」MV収録 通常盤 |
| 30 | 2023年12月20日 | Heart Diamond                                   | 05位 | CD+BD CD                | AVCD-39670/B AVCD-39671                                               | 「Heart Diamond」MV収録 通常盤 |
| 31 | 2024年7月17日  | とびきりだれより夏っぽいこと                    | 09位 | CD+BD CD                | AVCD-39675/B AVCD-39676                                               | 「とびきりだれより夏っぽいこと」MV収録 通常盤 |

#### 配信シングル
| #  | 発売日         | タイトル                                     | 販売形態                    | 備考 |
| -- | -------------- | -------------------------------------------- | --------------------------- | --- |
| 1  | 2010年8月4日   | NIJIIROスター☆                               | ダウンロード                | オーディション課題曲。着うた（メンバー12名のソロver.も同時配信）、同11日より着うたフルの配信を開始。「プロフィールブック（CD付き）」にも収録されている。「絆デイズ」はアルバム『超絶少女』に収録されている超絶バージョンとは異なる。現在はiTunes Store、moraで配信。 |
| 1  | 2010年8月4日   | 絆デイズ                                     | ダウンロード ストリーミング | オーディション課題曲。着うた（メンバー12名のソロver.も同時配信）、同11日より着うたフルの配信を開始。「プロフィールブック（CD付き）」にも収録されている。「絆デイズ」はアルバム『超絶少女』に収録されている超絶バージョンとは異なる。現在はiTunes Store、moraで配信。 |
| 1  | 2010年8月4日   | Be with you                                  | ダウンロード                | オーディション課題曲。着うた（メンバー12名のソロver.も同時配信）、同11日より着うたフルの配信を開始。「プロフィールブック（CD付き）」にも収録されている。「絆デイズ」はアルバム『超絶少女』に収録されている超絶バージョンとは異なる。現在はiTunes Store、moraで配信。 |
| 2  | 2010年12月22日 | Be with you <EURO GiRLS MIX>                 | ダウンロード                | 同日発売のアルバム『超絶少女』には収録されていないバージョン。現在はiTunes Store、moraで配信。 |
| 3  | 2013年1月5日   | SUPER☆GiRLS 超絶SINGLEパック                 | ダウンロード ストリーミング | 「MAX!乙女心」、「プリプリ♥SUMMERキッス」及び「女子力←パラダイス」を収録。iTunes StoreおよびAWAでは配信されていない。 |
| 4  | 2013年8月7日   | Survival                                     | ダウンロード ストリーミング | メンバー出演のドラマ『超絶☆絶叫ランド』のOAに合わせ配信限定でリリースされた。ジャケットは「超絶☆絶叫ランド」の番組告知用ポスターである。2013年12月4日発売のシングル「年下の男の子」、「センチメンタル・ジャーニー」及び「ジン ジン ジングルベル」のc/wで収録。       |
| 5  | 2020年10月21日 | 明日を信じてみたいって思えるよ EUROBEAT ver. | ダウンロード ストリーミング | |
| 6  | 2022年4月20日  | がんばって 青春 2022                         | ダウンロード ストリーミング | |
| 7  | 2023年4月26日  | 蒼い炎!!!!!!                                 | ダウンロード ストリーミング | "SUPER☆GiRLS 第6章"最初の楽曲として配信限定でリリースされた。2023年7月12日発売のシングル「リボン」のc/wで収録。 |
| 8  | 2025年1月20日  | もっともっと♡                                | ダウンロード ストリーミング | |
| 9  | 2025年4月15日  | Re Star☆T!!!!!!                              | ダウンロード ストリーミング | |
| 10 | 2025年6月12日  | 可愛いだけじゃいられない                     | ダウンロード ストリーミング | |

### アルバム

#### フルアルバム
| # | 発売日         | タイトル                            | 順位 | 販売形態       | 規格品番                                            | 備考                                                                                   |
| - | -------------- | ----------------------------------- | ---- | -------------- | --------------------------------------------------- | -------------------------------------------------------------------------------------- |
| 1 | 2010年12月22日 | 超絶少女                            | 32位 | CD+DVD CD      | AVCD-39000/B AVCD-39001/B AVCD-39002 AVC1-39003     | 初回限定「超絶盤」 通常盤 セブンネットショッピング限定生産盤                           |
| 2 | 2012年2月1日   | EveryBody JUMP!!                    | 05位 | CD+DVD CD      | AVCD-39055/B AVCD-39056/B AVCD-39057 AVC1-39058B〜O | 初回限定「超絶盤」 通常盤 イベント会場・mu-moショップ限定盤（13種）                    |
| 3 | 2013年2月20日  | Celebration                         | 03位 | CD+DVD CD      | AVCD-39106/B AVCD-39107/B AVCD-39108 AVC1-39109     | 初回限定「超絶盤」 通常盤 イベント会場・mu-moショップ限定盤（メンバーver. 11枚セット） |
| 4 | 2016年3月9日   | SUPER★CASTLE                        | 03位 | CD+BD CD       | AVCD-39256/B AVCD-39257                             | 初回限定「超絶盤」 通常盤                                                              |
| 5 | 2019年12月25日 | 超絶★学園 〜ときめきHighレンジ!!!〜 | 20位 | CD+BD CD CD+BD | AVCD-39585/B AVCD-39586 AVC1-39587/B                | 通常盤 イベント会場・mu-moショップ限定盤                                               |

#### ミニ・アルバム
| # | 発売日         | タイトル                             | 順位 | 販売形態 | 規格品番                | 備考   |
| - | -------------- | ------------------------------------ | ---- | -------- | ----------------------- | ------ |
| 1 | 2022年12月21日 | 超絶☆HAPPY 〜ミンナニサチアレ!!!!!〜 | 10位 | CD+BD CD | AVCD-39661/B AVCD-39662 | 通常盤 |

#### ベスト・アルバム
| # | 発売日         | タイトル                     | 順位 | 販売形態          | 規格品番                                       | 備考                                     |
| - | -------------- | ---------------------------- | ---- | ----------------- | ---------------------------------------------- | ---------------------------------------- |
| 1 | 2014年3月26日  | 超絶少女☆BEST 2010〜2014     | 35位 | CD+BD CD+DVD CD   | AVCD-39168/B AVCD-39169/B AVCD-39170           | 初回限定「超絶盤」 通常盤                |
| 2 | 2020年12月23日 | 超絶少女☆COMPLETE 2010〜2020 | 44位 | 2CD+BD 2CD 3CD+BD | AVCD-39619〜20/B AVCD-39621〜2 AVC1-39623〜5/B | 通常盤 イベント会場・mu-moショップ限定盤 |

#### 配信アルバム
| # | 発売日         | タイトル                                | 販売形態                        | 備考 |
| - | -------------- | --------------------------------------- | ------------------------------- | --- |
| 1 | 2011年4月20日  | 超絶少女 〜SUPER☆iNSTRUMENTAL〜         | ダウンロード                    | iTunes Store、mora、Amazon Musicで配信。 |
| 2 | 2012年12月12日 | EveryBody JUMP!! 〜SUPER☆iNSTRUMENTAL〜 | ダウンロード ストリーミング     | |
| 3 | 2019年8月2日   | 超絶少女☆BEST #夏スパガ                 | ストリーミング                  | 歴代の「夏曲」を集めたストリーミング限定アルバム。 |
| 4 | 2020年6月12日  | 超絶少女☆BEST 〜POWER OF MUSIC〜        | ストリーミング （ダウンロード） | 結成10周年を記念して、「元気が出るスパガの楽曲」をテーマにメンバー全員で選曲したサブスク限定のベストアルバム。 公式にはストリーミング限定となっているが、レコチョクでダウンロード販売を行っている。 |

### 映像作品
| #  | 発売日         | タイトル | 順位           | 販売形態   | 規格品番                            |
| -- | -------------- | --- | -------------- | ---------- | ----------------------------------- |
| 1  | 2011年9月28日  | ファーストコンサート〜超絶少女が止まンないっ!〜                                                                | 14位           | DVD        | AVBD-39038                          |
| 2  | 2012年3月28日  | SUPER☆GiRLS 超絶少女2012 メモリアル at 日本青年館                                                              | 23位           | DVD        | AVBD-39061                          |
| 3  | 2012年9月19日  | SUPER☆GiRLS生誕2周年記念SP & アイドルストリートカーニバル2012                                                  | 68位           | BD+DVD DVD | AVXD-39082/B AVBD-39083             |
| 4  | 2012年12月12日 | 超絶☆学園〜未来へのSTEP〜                                                                                      | 47位           | 3DVD       | AVBD-39099〜101                     |
| -  | 2013年1月9日   | 第3回SUPER☆GiRLS超絶バスツアー 〜アイドルストリート大運動会〜in山梨                                            | N/A            | DVD        | AVB1-39113                          |
| 5  | 2013年3月20日  | SUPER☆GiRLSの超絶アドベンチャー！                                                                              | N/A            | 3BD        | AVXD-39110〜112                     |
| 6  | 2013年8月7日   | SUPER☆GiRLS Live Tour 2013 〜Celebration〜 at 渋谷公会堂                                                       | 85位           | BD+DVD DVD | AVXD-39132/B AVBD-39133             |
| 7  | 2013年11月6日  | SUPER☆GiRLS 生誕3周年記念SP アイドルストリートカーニバル 日本武道館〜超絶少女たちの挑戦2013〜                  | 67位           | BD+DVD DVD | AVXD-39142C AVBD-39143C             |
| 8  | 2014年6月18日  | SUPER☆GiRLS LIVE 2014 〜超絶革命〜 at パシフィコ横浜国立大ホール                                               | 53位           | BD 2DVD    | AVXD-39189 AVBD-39190〜1            |
| 9  | 2014年7月2日   | 「SUPER☆GiRLSのヒミツ合宿2014 冬」朝 「SUPER☆GiRLSのヒミツ合宿2014 冬」昼 「SUPER☆GiRLSのヒミツ合宿2014 冬」夜 | 77位 76位 75位 | DVD        | AVBF-74459X AVBF-74460X AVBF-74461X |
| -  | 2015年3月1日   | 第4回 秋の大運動会2014 〜アイドルの汗が眩しすぎンだよぉ!!〜                                                    | N/A            | DVD        | FCKK-260001                         |
| 10 | 2015年6月17日  | SUPER☆GiRLS LIVE 2015                                                                                          | 35位           | DVD        | AVBD-39207                          |

- 21stシングル「コングラCHUレーション!!!!」(TYPE-B)のBlu-ray Discには『SUPER☆GiRLS 超LIVE 2019 〜新たなる道へ〜』の映像が収録されている。

#### 配信映像作品
UULA
- BELIEVE IN LOVE（2013年12月7日） - LINDBERGのカバー。八坂・渡邉ひ・勝田・溝手・後藤のユニット。
- アジアの純真（2014年1月10日） - PUFFYのカバー。志村・宮﨑・荒井・田中・前島のユニット。
  - 「BELIEVE IN LOVE」・「アジアの純真」とも『超絶少女☆BEST 2010〜2014』のジャケットB盤にMVが、ジャケットC盤に音源が収録されている。その後、両曲ともMVのショートバージョンがGYAO!で配信される。一方、UULAは2017年3月末をもってサービスが終了した（dTVへの移行もない）[138]。

Lemino(旧dTV)
「新型コロナウイルス感染症の流行」により、2020年3月以降、SUPER☆GiRLSもライブやイベントの開催を自粛することになった。これに伴い、自宅でも楽しめるように過去のライブ映像を有料公開した。しかし、Leminoがミュージックビデオの配信を2025年3月24日から順次終了させることになり、これらの配信も終了した。
- 『SUPER☆GiRLS ファーストコンサート〜超絶少女が止まンないっ!〜』
- 『SUPER☆GiRLS 超絶少女2012 メモリアル at 日本青年館』
- 『SUPER☆GiRLS生誕2周年記念SP & アイドルストリートカーニバル2012』
- 『SUPER☆GiRLS Live Tour 2013 〜Celebration〜 at 渋谷公会堂』
- 『SUPER☆GiRLS 生誕3周年記念SP アイドルストリートカーニバル 日本武道館〜超絶少女たちの挑戦2013〜』(本作は2021年2月6日より1年間U-NEXTでも有料配信されていた)
- 『SUPER☆GiRLS LIVE 2014 〜超絶革命〜 at パシフィコ横浜国立大ホール』
- 『SUPER☆GiRLS LIVE 2015』

YouTube（SUPER☆GiRLS公式チャンネル）
「新型コロナウイルス感染症の流行」により、2020年3月以降、SUPER☆GiRLSもライブやイベントの開催を自粛することになった。これに伴い、自宅でも楽しめるように過去のライブ映像を無料公開している。
- 『SUPER☆GiRLS ノンストップ全力ライブ 2019』1部公演
- 『SUPER☆GiRLS ノンストップ全力ライブ 2019』2部公演
- 『SUPER☆GiRLS 超絶★学園LIVE 〜私を愛してくれませんか〜』
- 『SUPER☆GiRLS 超絶★学園LIVE 〜ときめきフェスティバル〜』2部公演
- 『SUPER☆GiRLS NEW ALBUM SHOWCASE』
- 『SUPER☆GiRLS Debut 9th Anniversary 〜ROAD TO 2020〜』
- 『SUPER☆GiRLS ワンマンライブ 2020 〜STARTIN' 10 STARS〜』2部公演
- 『エイベックス・マネジメント スペシャルライブ』SUPER☆GiRLS出演部分

mu-mo LIVE
「新型コロナウイルス感染症の流行」により、2020年3月以降、SUPER☆GiRLSもライブやイベントの開催を自粛することになった。これに伴い、配信用に事前収録したライブを有料公開している。
- 『SUPER☆GiRLS 新春ライブ2021 〜あけおめことよろ冬スパガ〜』（2021年1月1日）
- 『SUPER☆GiRLS オンラインライブ 7.18 #夏スパガ』（2021年1月18日） - アンコール配信

### 参加作品
| 発売日         | 作品名                                                            | 参加楽曲                              | 備考                                                                                               |
| -------------- | ----------------------------------------------------------------- | ------------------------------------- | -------------------------------------------------------------------------------------------------- |
| 2010年12月29日 | SUPER EUROBEAT VOL.210                                            | Be with you [EURO GiRLS MIX]          | |
| 2011年7月30日  | a-nation 10th Anniversary Best Selection CD                       | Be with you                           | |
| 2012年12月19日 | TRFリスペクトアイドルトリビュート!!                               | Love & Peace Forever                  | 「iDOL Street（SUPER☆GiRLS / Cheeky Parade / ストリート生）」名義。 八坂・宮﨑・溝手・後藤が参加。 |
| 2017年9月27日  | ハロ・クリダンス                                                  | ハロ・クリダンス 赤ずきんちゃん無用心 | ユニット「妖ベックス連合軍」名義。 渡邉幸・浅川・内村が参加。                                      |
| 2018年6月27日  | TETSUYA KOMURO ARCHIVES "T"                                       | Celebration 〜Music Ribbon ver.〜     | |
| 2019年4月10日  | TETSUYA KOMURO ARCHIVES T SELECTION                               | Celebration                           | 配信限定リリース 「Celebration」に収録されているバージョンが配信されている。                       |
| 2019年4月10日  | TETSUYA KOMURO ARCHIVES EX                                        | Be with you                           | 配信限定リリース                                                                                   |
| 2020年7月4日   | エイベのアイドル夏祭りコンピレーションアルバム                    | MAX!乙女心 2019 ナツカレ★バケーション | 配信限定リリース                                                                                   |
| 2021年12月1日  | TK WORKS 〜TETSUYA KOMURO HITS NONSTOP MIX〜                      | Celebration 〜Music Ribbon ver.〜     | DJ KOO with ゆけむりDJsによるリミックスバージョンが収録されている。                                |
| 2021年12月1日  | TK WORKS 〜TETSUYA KOMURO HITS NONSTOP MIX〜 <Limited Collection> | Celebration 〜Music Ribbon ver.〜     | 配信限定リリース                                                                                   |
| 2022年2月23日  | SUPER BEST HITS a-mix                                             | Celebration                           | ゆけむりDJs with DJ BLUE によるリミックスバージョンが収録されている。                              |
| 2022年2月23日  | SUPER BEST HITS a-mix <ORIGINAL COLLECTION>                       | Celebration                           | 配信限定リリース 「Celebration」に収録されているバージョンが配信されている。                       |

#### 参加映像作品
- amazing tunes〜00's MEGA HITS VISUAL MIX〜（2012年3月14日、avex trax）
  - 26曲目に「みらくるが止まンないっ!」のミュージックビデオが収録されている。
- 超絶☆絶叫ランド（2013年11月20日、エイベックス・マーケティング）

### その他

#### 他の歌手によるカバー
- アイドル バイブレーション!!（2011年11月2日、D-topia）
  - 9曲目に「MAX!乙女心」のカバーが収録されている。

#### BLUE☆BiRDS
SUPER☆GiRLSの一部楽曲において作詞・作曲・編曲を担当する、tearbridge productionのサウンドチーム。当初はSUPER☆GiRLSのための音楽制作集団であったが、AAAの「777 〜We can sing a song!〜」で編曲を担当したことで、SUPER☆GiRLS専属の名義では無くなった。

## タイアップ
| 楽曲                                  | タイアップ                                                                                        | 収録作品 |
| ------------------------------------- | ------------------------------------------------------------------------------------------------- | --- |
| Be with you                           | TBS系列系『ランク王国』2010年12月・2011年1月オープニングテーマ                                    | 1stアルバム『超絶少女』                                                                                      |
| みらくるが止まンないっ!               | TBS系列『有田とマツコと男と女』2010年12月・2011年1月エンディングテーマ                            | 1stアルバム『超絶少女』                                                                                      |
| みらくるが止まンないっ!               | ABC TV『ビーバップ!ハイヒール』2011年1月エンディングテーマ                                        | 1stアルバム『超絶少女』                                                                                      |
| みらくるが止まンないっ!               | イトーヨーカドー「美楽OOL」CMソング                                                               | 1stアルバム『超絶少女』                                                                                      |
| 夢の引力                              | イトーヨーカドー「春のザ・セール」CMソング                                                        | 1stアルバム『超絶少女』                                                                                      |
| 夢の引力〜IY ver.〜                   | イトーヨーカドー「ハッピーデー」CMソング                                                          | 「アリオ上田オープン記念 SUPER☆GiRLSの超絶バスツアー2011」の特典SDメモリーカードに収録されている。CD未収録。 |
| がんばって 青春                       | YTV・NTV系列系『ダウンタウンDX』2011年2月・3月エンディングテーマ                                  | 1stシングル「がんばって 青春」                                                                               |
| 初恋グラフィティ                      | NTV『情報満喫バラエティ 週末にしたい10のこと!』2011年4月・5月エンディングテーマ                   | 1stシングル「がんばって 青春」                                                                               |
| 初恋グラフィティ                      | ABC TV『今ちゃんの「実は…」』2011年2月エンディングテーマ                                          | 1stシングル「がんばって 青春」                                                                               |
| MAX!乙女心                            | イトーヨーカドー「恋☆水着」「恋☆浴衣」CMソング                                                    | 2ndシングル「MAX!乙女心/Happy GO Lucky!〜ハピ☆ラキでゴー!〜」                                                |
| MAX!乙女心                            | NTV系列『音龍門 〜MUSIC DRAGON GATE〜』エンディングテーマ                                         | 2ndシングル「MAX!乙女心/Happy GO Lucky!〜ハピ☆ラキでゴー!〜」                                                |
| MAX!乙女心                            | NTV『情報満喫バラエティ 週末にしたい10のこと!』2011年6月 - 12月エンディングテーマ                 | 2ndシングル「MAX!乙女心/Happy GO Lucky!〜ハピ☆ラキでゴー!〜」                                                |
| MAX!乙女心                            | テレビ北海道『遊びなDJサタデー』2011年6月エンディングテーマ                                       | 2ndシングル「MAX!乙女心/Happy GO Lucky!〜ハピ☆ラキでゴー!〜」                                                |
| Happy GO Lucky!〜ハピ☆ラキでゴー!〜   | TXN系列・BSジャパン『プリティーリズム・オーロラドリーム』エンディングテーマ                       | 2ndシングル「MAX!乙女心/Happy GO Lucky!〜ハピ☆ラキでゴー!〜」                                                |
| キラ・ピュア・POWER!〜Cheer Up!ver.〜 | テレビ埼玉『LIONS CHANNEL』・『ライオンズアワー』エンディングテーマ                               | 2ndシングル「MAX!乙女心/Happy GO Lucky!〜ハピ☆ラキでゴー!〜」イベント会場/セブンネットショッピング限定盤     |
| 女子力←パラダイス                     | イトーヨーカドー「good day」CMソング                                                              | 3rdシングル「女子力←パラダイス」                                                                             |
| 女子力←パラダイス                     | ABC TV・EX系列『Oh!どや顔サミット』2011年10月・11月エンディングテーマ                             | 3rdシングル「女子力←パラダイス」                                                                             |
| WAKE UP!〜オンナノコのチカラ〜        | Beeマンガ『今日、恋をはじめます』主題歌                                                           | 3rdシングル「女子力←パラダイス」                                                                             |
| Dear〜未来の地図〜                    | テレビ埼玉『ニュース930』・『WEEKEND930』2012年1月 - 3月エンディングテーマ                        | 2ndアルバム『EveryBody JUMP!!』                                                                              |
| EveryBody JUMP!!                      | TXN系列『ピラメキーノ』2012年2月エンディングテーマ                                                | 2ndアルバム『EveryBody JUMP!!』                                                                              |
| EveryBody JUMP!!                      | イトーヨーカドー「大創業祭」CMソング                                                              | 2ndアルバム『EveryBody JUMP!!』                                                                              |
| 笑顔の羽根                            | イトーヨーカドー「顔が見える食品」CMソング                                                        | 2ndアルバム『EveryBody JUMP!!』                                                                              |
| 1,000,000☆スマイル                    | イトーヨーカドー「good day by AMERICAN COLORS」・「新生活」・「春のザ・セール」CMソング           | 4thシングル「1,000,000☆スマイル」                                                                            |
| プリプリ♥SUMMERキッス                 | イトーヨーカドー「恋☆水着」・「good day@home」CMソング                                            | 5thシングル「プリプリ♥SUMMERキッス」                                                                         |
| プリプリ♥SUMMERキッス                 | サンガリア「氷晶」CMソング                                                                        | 5thシングル「プリプリ♥SUMMERキッス」                                                                         |
| プリプリ♥SUMMERキッス                 | 中京テレビ・NTV系列『フットンダ』2012年6月エンディングテーマ                                      | 5thシングル「プリプリ♥SUMMERキッス」                                                                         |
| プリプリ♥SUMMERキッス                 | NTV系列『ゲーマーズTV 夜遊び三姉妹』2012年6月・7月エンディングテーマ                              | 5thシングル「プリプリ♥SUMMERキッス」                                                                         |
| プリプリ♥SUMMERキッス                 | NTV系列『芸能★BANG+』2012年7月エンディングテーマ                                                  | 5thシングル「プリプリ♥SUMMERキッス」                                                                         |
| プリプリ♥SUMMERキッス                 | ディノス「フジテレビフラワーネット」2012年7月 - 8月イメージソング                                 | 5thシングル「プリプリ♥SUMMERキッス」                                                                         |
| 南風パヤパヤ                          | イトーヨーカドー「夏のザ・バーゲン」CMソング                                                      | 5thシングル「プリプリ♥SUMMERキッス」                                                                         |
| 南風パヤパヤ                          | 「an」×「a-nation Charge ? Go! ウイダーinゼリー musicweek & stadium fes.」キャンペーンCMソング    | 5thシングル「プリプリ♥SUMMERキッス」                                                                         |
| 南風パヤパヤ                          | 東宝配給映画『悪の教典』劇中歌                                                                    | 5thシングル「プリプリ♥SUMMERキッス」                                                                         |
| 明日へSTEP!                           | エイチ・アイ・エスCMソング                                                                        | 5thシングル「プリプリ♥SUMMERキッス」                                                                         |
| 明日へSTEP!                           | オリジナルムービー『超絶☆学園〜未来へのSTEP〜』テーマソング                                       | 5thシングル「プリプリ♥SUMMERキッス」                                                                         |
| 赤い情熱                              | イトーヨーカドー「北海道フェア」・「goodday Powder Feel Denim」CMソング                           | 6thシングル「赤い情熱」                                                                                      |
| 赤い情熱                              | 中京テレビ・NTV系列『フットンダ』2012年10月エンディングテーマ                                     | 6thシングル「赤い情熱」                                                                                      |
| 赤い情熱                              | NTV系列『ハッピーMusic』2012年10月POWER PLAY                                                      | 6thシングル「赤い情熱」                                                                                      |
| 赤い情熱                              | NTV『ゲーマーズTV 夜遊び三姉妹』2012年10月エンディングテーマ                                      | 6thシングル「赤い情熱」                                                                                      |
| 赤い情熱                              | NTV系列『ポシュレデパート深夜店』2012年10月エンディングテーマ                                     | 6thシングル「赤い情熱」                                                                                      |
| 赤い情熱                              | 札幌テレビ『ジョシスタ』2012年10月オープニングテーマ                                              | 6thシングル「赤い情熱」                                                                                      |
| シアワセワンダーランド                | イトーヨーカドー「ハッピーデー」CMソング                                                          | 6thシングル「赤い情熱」                                                                                      |
| Celebration                           | TBS「サカスポ!」テーマソング                                                                      | 3rdアルバム『Celebration』                                                                                   |
| Celebration                           | 中京テレビ・NTV系列『フットンダ』2013年2月エンディングテーマ                                      | 3rdアルバム『Celebration』                                                                                   |
| Celebration                           | NTV系列『ハッピーMusic』2013年2月度POWER PLAY                                                     | 3rdアルバム『Celebration』                                                                                   |
| Celebration                           | NTV系列『ポシュレデパート深夜店』2013年2月エンディングテーマ                                      | 3rdアルバム『Celebration』                                                                                   |
| Celebration                           | 札幌テレビ『ジョシスタ』2013年2月オープニングテーマ                                               | 3rdアルバム『Celebration』                                                                                   |
| Celebration                           | イトーヨーカドー「春のザ・セール」CMソング                                                        | 3rdアルバム『Celebration』                                                                                   |
| 恋愛マニフェスト                      | イトーヨーカドー「顔が見える食品」CMソング                                                        | 3rdアルバム『Celebration』                                                                                   |
| EXIT                                  | イトーヨーカドー「イトーヨーカドーレイングッズ」・「STRETCH PANTS」CMソング                       | 3rdアルバム『Celebration』                                                                                   |
| PAN-PAKA-PAN!                         | NHKアニメ「はなかっぱ」2013年度オープニングテーマ、並びに短編映画主題歌                           | 7thシングル「常夏ハイタッチ」                                                                                |
| 常夏ハイタッチ                        | イトーヨーカドー「恋☆水着」CMソング                                                               | 7thシングル「常夏ハイタッチ」                                                                                |
| 常夏ハイタッチ                        | NTV系列『全国高等学校クイズ選手権』応援ソング                                                     | 7thシングル「常夏ハイタッチ」                                                                                |
| 常夏ハイタッチ                        | NTV系列『ミュージックドラゴン』POWER PLAY                                                         | 7thシングル「常夏ハイタッチ」                                                                                |
| 常夏ハイタッチ                        | NTV系列『ポシュレデパート深夜店』2013年6月オープニングテーマ                                      | 7thシングル「常夏ハイタッチ」                                                                                |
| 常夏ハイタッチ                        | tvk『カナガワニエン』2013年6月エンディング                                                        | 7thシングル「常夏ハイタッチ」                                                                                |
| Survival                              | CBC・TBS系列『超絶☆絶叫ランド』主題歌                                                             | 8thシングル「年下の男の子」・「センチメンタル・ジャーニー」・「ジン ジン ジングルベル」                      |
| センチメンタル・ジャーニー            | TBS『エン活!』2013年12月オープニングテーマ                                                        | 8thシングル「年下の男の子」・「センチメンタル・ジャーニー」・「ジン ジン ジングルベル」                      |
| センチメンタル・ジャーニー            | 千葉テレビ『ナイツのHIT商品会議室』2013年12月Monthly Recommend                                    | 8thシングル「年下の男の子」・「センチメンタル・ジャーニー」・「ジン ジン ジングルベル」                      |
| センチメンタル・ジャーニー            | TBS『ツボ娘』2013年12月エンディングテーマ（12月4日放送回）                                        | 8thシングル「年下の男の子」・「センチメンタル・ジャーニー」・「ジン ジン ジングルベル」                      |
| 年下の男の子                          | TBS『ツボ娘』2013年12月エンディングテーマ（12月11日放送回）                                       | 8thシングル「年下の男の子」・「センチメンタル・ジャーニー」・「ジン ジン ジングルベル」                      |
| ジン ジン ジングルベル                | TBS『ツボ娘』2013年12月エンディングテーマ（12月18日放送回）                                       | 8thシングル「年下の男の子」・「センチメンタル・ジャーニー」・「ジン ジン ジングルベル」                      |
| 空色のキセキ                          | 中京テレビ・NTV系列『フットンダ』2014年2月エンディングテーマ                                      | 9thシングル「空色のキセキ」                                                                                  |
| 空色のキセキ                          | NTV系列『ミュージックドラゴン』POWER PLAY                                                         | 9thシングル「空色のキセキ」                                                                                  |
| Catch The Dream                       | デジタル推進協会「BS21社共同キャンペーン あなたの"SUPER"がある。」CMソング                        | 9thシングル「空色のキセキ」                                                                                  |
| 花道!!ア〜ンビシャス                  | EX系列『musicるTV』2014年5月オープニングテーマ                                                    | 10thシングル「花道!!ア〜ンビシャス」                                                                         |
| 花道!!ア〜ンビシャス                  | FM NACK5 2014年5月前期パワープレイ                                                                | 10thシングル「花道!!ア〜ンビシャス」                                                                         |
| 花道!!ア〜ンビシャス                  | ロッテリア 「3枚級挑戦キャンペーン」CMソング                                                      | 10thシングル「花道!!ア〜ンビシャス」                                                                         |
| 花道!!ア〜ンビシャス                  | イトーヨーカドー「恋☆水着」CMソング                                                               | 10thシングル「花道!!ア〜ンビシャス」                                                                         |
| 初恋☆ラビリンス                       | LIXIL住宅研究所 フィアスホーム「大事なもの」篇 CMソング                                           | 10thシングル「花道!!ア〜ンビシャス」                                                                         |
| ギラギラRevolution                    | オートバックス おクルマ大商談会静岡 CMソング                                                      | 12thシングル「ギラギラRevolution」                                                                           |
| ギラギラRevolution                    | 東急リゾートサービス「冬しか行けない旅がある」PRキャンペーンタイアップソング                      | 12thシングル「ギラギラRevolution」                                                                           |
| ギラギラRevolution                    | EX系列『お願い!ランキング』2015年2月エンディングテーマ                                            | 12thシングル「ギラギラRevolution」                                                                           |
| イッチャって♪ ヤッチャって♪           | イトーヨーカドー「恋☆水着」CMソング                                                               | 13thシングル「イッチャって♪ ヤッチャって♪」                                                                  |
| イッチャって♪ ヤッチャって♪           | EX系列『musicるTV』2015年8月オープニングテーマ                                                    | 13thシングル「イッチャって♪ ヤッチャって♪」                                                                  |
| 胸キュンLove Song                     | TXN系列『プリパラ』第5クール エンディングテーマ                                                   | 13thシングル「イッチャって♪ ヤッチャって♪」                                                                  |
| ラブサマ!!!                           | 中京テレビ・NTV系列『ビックラコイタ箱』2016年8月エンディングテーマ                                | 14thシングル「ラブサマ!!!」                                                                                  |
| ラブサマ!!!                           | ロッテリア「今年のロッテリアは夏エビ!夏リブ!篇」CMソング                                          | 14thシングル「ラブサマ!!!」                                                                                  |
| スイート☆スマイル                     | エイベックス・グループ・ホールディングス『キラチャレ2017』CMソング                                | 16thシングル「スイート☆スマイル」                                                                            |
| It's only you                         | 森永乳業 pino「ピノが起こす魔法」篇 CMソング                                                      | 17thシングル「汗と涙のシンデレラストーリー」                                                                 |
| Hero                                  | 映画『トウキョウ・リビング・デッド・アイドル』主題歌                                              | 19thシングル「ばぶりんスカッシュ!」                                                                          |
| ナツカレ★バケーション                 | サンテレビ『バキバキビートII』2019年6月エンディングテーマ                                         | 22ndシングル「ナツカレ★バケーション」                                                                        |
| ナツカレ★バケーション                 | テレビ埼玉『HOTWAVE』2019年6月エンディングテーマ                                                  | 22ndシングル「ナツカレ★バケーション」                                                                        |
| ナツカレ★バケーション                 | tvk『TiARY TV かまってちゃん』2019年6月エンディングテーマ                                         | 22ndシングル「ナツカレ★バケーション」                                                                        |
| ナツカレ★バケーション                 | TBCラジオ2019年6月イチオシパワープレイ                                                            | 22ndシングル「ナツカレ★バケーション」                                                                        |
| ナツカレ★バケーション                 | CBC・TBS系列『本能Z』2019年7月エンディングテーマ                                                  | 22ndシングル「ナツカレ★バケーション」                                                                        |
| 片想いのシンデレラ                    | CBC・TBS系列『本能Z』2019年10月エンディングテーマ                                                 | 23rdシングル「片想いのシンデレラ」                                                                           |
| Please stay with me                   | Alpen「SPORTS DEPO」店舗内BGM                                                                     | 5thアルバム『超絶★学園 〜ときめきHighレンジ!!!〜』                                                           |
| ときめきHighレンジ!!!                 | tvk『TiARY TV kirari』2019年12月エンディングテーマ                                                | 5thアルバム『超絶★学園 〜ときめきHighレンジ!!!〜』                                                           |
| ときめきHighレンジ!!!                 | 日テレプラス『@JAM TV powered by LIVE DAM Ai』2020年1月エンディングテーマ                         | 5thアルバム『超絶★学園 〜ときめきHighレンジ!!!〜』                                                           |
| 明日を信じてみたいって思えるよ        | TOKYO MX『楽遊のさきどり☆アイドル塾』オープニングテーマ                                           | 25thシングル「明日を信じてみたいって思えるよ」                                                               |
| キミニサチアレ!!                      | テレビ埼玉・岐阜放送・テレビ和歌山『Dセレクション』2023年2月・3月・4月エンディングテーマ          | 1stミニ・アルバム『超絶☆HAPPY 〜ミンナニサチアレ!!!!!〜』                                                    |
| Heart Diamond                         | テレビ埼玉・千葉テレビ・群馬テレビほか『モーターゾーンTV』2023年12月度エンディングテーマ          | 30thシングル「Heart Diamond」                                                                                |
| 今、空は何色だろうか？                | 学校法人滋慶学園 東京情報デザイン専門職大学「新しい夢が始まる」篇 CMソング                        | 31stシングル「とびきりだれより夏っぽいこと」                                                                 |
| Re Star☆T!!!!!!                       | 学校法人滋慶学園 京都デザイン&テクノロジー専門学校・名古屋デザイン＆テクノロジー専門学校 CMソング | デジタルシングル「Re Star☆T!!!!!!」                                                                          |

※その他、新曲は冠番組のテーマ曲に使用されヘヴィー・ローテーションとなることもある。

## ライブ・イベント

### 単独ライブ・主催ライブ
| 2010年               | 2010年                                                       | 2010年              | 2010年     | 2010年 |
| 公演日               | 公演名                                                       | 会場                | 形態       | 備考 |
| -------------------- | ------------------------------------------------------------ | ------------------- | ---------- | --- |
| 10月2日              | SUPER☆GiRLS 〜汐留AX復活!サプライズLIVE〜                    | 汐留AX              | ミニライブ | 2回公演。メジャーデビュー決定が発表された。                                                                      |
| 10月23日             | SUPER☆GiRLS mini LIVE 2010 〜夢の引力〜                      | 原宿ASTRO HALL      | ミニライブ | 2回公演 |
| 11月21日             | SUPER☆GiRLS mini LIVE 2010 〜夢の引力〜 アンコール公演       | 原宿ASTRO HALL      | ミニライブ | 2回公演 |
| 12月21日             | SUPER☆GiRLS ファーストコンサート 〜超絶少女が止まンないっ!〜 | SHIBUYA-AX          | フルライブ | 2010年12月23日・2011年1月9日の公演は、当初予定していた目標動員人数に達する見込みがないと判断され、中止となった。 |
| 12月23日（中止）     | SUPER☆GiRLS ファーストコンサート 〜超絶少女が止まンないっ!〜 | なんばHatch         | フルライブ | 2010年12月23日・2011年1月9日の公演は、当初予定していた目標動員人数に達する見込みがないと判断され、中止となった。 |
| 2011年1月9日（中止） | SUPER☆GiRLS ファーストコンサート 〜超絶少女が止まンないっ!〜 | 日本青年館 大ホール | フルライブ | 2010年12月23日・2011年1月9日の公演は、当初予定していた目標動員人数に達する見込みがないと判断され、中止となった。 |

| 2011年                                                       | 2011年                                                                             | 2011年       | 2011年     | 2011年 |
| 公演日                                                       | 公演名                                                                             | 会場         | 形態       | 備考 |
| ------------------------------------------------------------ | ---------------------------------------------------------------------------------- | ------------ | ---------- | --- |
| 1月29日・2月6日・12日・19日・26日・3月6日・3月12日 → 4月10日 | 超絶少女2011 〜がんばって 青春〜                                                   | 汐留AX       | ミニライブ | 3月6日・21日は1回公演、それ以外の日は2回公演。田中は膝の怪我により、2月6日は不参加（握手会と2回目のユニット曲のみ参加）。3月6日の公演はファンの人気投票をもとにセットリストが組まれ、上位9曲が披露された。3月12日・21日の公演は東日本大震災の影響により中止・延期となった。 |
| 3月21日（中止）                                              | 超絶少女2011 〜がんばって 青春〜                                                   | 新宿BLAZE    | フルライブ | 『超絶少女が止まンないっ!』のリバイバル公演 |
| 5月22日・28日・6月4日                                        | SUPER☆GiRLS 超絶少女2011 〜MAX!乙女心〜                                            | 汐留AX       | ミニライブ | 各日とも2回公演 |
| 6月12日                                                      | SUPER☆GiRLS 生誕記念コンサート 〜超絶少女が止まンないっ!リバイバル〜 iDOL Street祭 | ステラボール | フルライブ | iDOL Streetの第2期生（ストリート生）15名がお披露目された。 |
| 7月25日 - 31日                                               | 「汐留☆アイドルカーニバル!2011」in SHIODOME-AX「汐留AX 7日間フルバトル公演」       | 汐留AX       | ミニライブ | 各日とも2回公演。ストリート生が各公演のオープニングアクトを務めた。秋田は30日・31日は不参加。宮﨑は30日・31日の1回目は不参加 |
| 8月7日                                                       | SUPER☆GiRLS 超絶少女2011 SPECIAL〜@AKIHABARA〜                                     | マップ劇場   | ミニライブ | 秋田は不参加。同公演のチケットは、マップ劇場オープン以来最高の倍率を記録した。ライブの模様は、10月1日・2日にエンタ!371・Pigoo HDにて放送された。 |
| 9月19日・10月9日・12月10日                                   | SUPER☆GiRLS 超絶少女2011 〜女子力←パラダイス〜                                     | 新宿BLAZE    | ミニライブ | 各日とも2回公演。ストリート生が各公演のオープニングアクトを務めた。10月9日の2回目の公演で通算ライブイベント数が100回に到達した。 |
| 12月24日                                                     | SUPER☆GiRLS 超絶少女2011 FINAL 〜Xmas Special〜                                    | 新宿BLAZE    | ミニライブ | 2回公演。ストリート生が各公演のオープニングアクトを務めた。 |

| 2012年                    | 2012年 | 2012年                          | 2012年     | 2012年 |
| 公演日                    | 公演名 | 会場                            | 形態       | 備考 |
| ------------------------- | --- | ------------------------------- | ---------- | --- |
| 1月5日・6日               | SUPER☆GiRLS 〜New Year Concert 2012〜                                                                                    | 新宿BLAZE                       | ミニライブ | 両日とも2回公演。ストリート生が各公演のオープニングアクトを務めた。 |
| 2月5日                    | SUPER☆GiRLS 超絶少女2012 メモリアル@日本青年館                                                                           | 日本青年館 大ホール             | フルライブ | 集客不足のため中止となった『ファーストコンサート 〜超絶少女が止まンないっ!〜』（2011年1月9日）のリベンジ公演。この公演をもって秋田がグループを卒業した。ライブの模様はDMM.comで生中継された。 |
| 4月4日                    | SUPER☆GiRLS 1st Live Tour 〜エビバディSMiLE!!〜                                                                          | 【東京】SHIBUYA-AX              | ツアー     | 29日の最終公演にはCheeky Paradeも出演し、「My dream」（渡辺・永井）と「みらくるが止まンないっ!」（全員）でバックダンサーを務めた。                                                            |
| 4月6日                    | SUPER☆GiRLS 1st Live Tour 〜エビバディSMiLE!!〜                                                                          | 【愛知】THE BOTTOM LINE         | ツアー     | 29日の最終公演にはCheeky Paradeも出演し、「My dream」（渡辺・永井）と「みらくるが止まンないっ!」（全員）でバックダンサーを務めた。                                                            |
| 4月7日                    | SUPER☆GiRLS 1st Live Tour 〜エビバディSMiLE!!〜                                                                          | 【大阪】amHALL                  | ツアー     | 29日の最終公演にはCheeky Paradeも出演し、「My dream」（渡辺・永井）と「みらくるが止まンないっ!」（全員）でバックダンサーを務めた。                                                            |
| 4月29日                   | SUPER☆GiRLS 1st Live Tour 〜エビバディSMiLE!!〜                                                                          | 【東京】日比谷野外大音楽堂      | ツアー     | 29日の最終公演にはCheeky Paradeも出演し、「My dream」（渡辺・永井）と「みらくるが止まンないっ!」（全員）でバックダンサーを務めた。                                                            |
| 6月12日                   | SUPER☆GiRLS生誕2周年記念SP & アイドルストリートカーニバル2012                                                            | 中野サンプラザ コンサートホール | フルライブ | Cheeky Parade・ストリート生も出演。iDOL Streetの第3期生29名がお披露目された。6月21日にはUstreamのアイドル専門番組「アイドル推し増しTV」にて記者会見の模様が放送された。                       |
| 7月25日・26日・28日・29日 | SUPER☆GiRLSフルバトル公演2012 夏〜今年はちょっと押さえ気味!?4日間連続でプリプリしちゃった後の投げキッスはたまらないっ!〜 | 新宿BLAZE                       | ミニライブ | 各日とも2回公演。企画・構成は志村が担当した。またストリート生が各公演のオープニングアクトを務めた。                                                                                           |
| 12月25日                  | SUPER☆GiRLS EveryBody JUMP!! 2012 FINAL 〜X'mas Special〜 Vol.1 Vol.2                                                    | 中野サンプラザ コンサートホール | フルライブ | 2回公演。Cheeky Parade（渡辺・永井）・GEM・ストリート生も出演。 |

| 2013年        | 2013年                                                                                         | 2013年                            | 2013年     | 2013年 |
| 公演日        | 公演名                                                                                         | 会場                              | 形態       | 備考 |
| ------------- | ---------------------------------------------------------------------------------------------- | --------------------------------- | ---------- | --- |
| 1月12日・13日 | SUPER☆GiRLS 新春LIVE アイドルストリートカーニバル2013                                          | 日本青年館 大ホール               | フルライブ | 13日は2回公演。Cheeky Parade・GEM・ストリート生も出演。荒井は13日はインフルエンザのため不参加。                                                                         |
| 3月23日       | SUPER☆GiRLS Live Tour 2013 〜Celebration〜                                                     | 【東京】渋谷公会堂                | ツアー     | 各日とも2回公演。GEMスターが各公演のオープニングアクトを務めた。このツアーを取り上げた特別番組が、同年3月31日にTBSチャンネル2、同年6月1日にTBSチャンネル1で放送された。 |
| 3月24日       | SUPER☆GiRLS Live Tour 2013 〜Celebration〜                                                     | 【大阪】NHK大阪ホール             | ツアー     | 各日とも2回公演。GEMスターが各公演のオープニングアクトを務めた。このツアーを取り上げた特別番組が、同年3月31日にTBSチャンネル2、同年6月1日にTBSチャンネル1で放送された。 |
| 4月3日        | SUPER☆GiRLS Live Tour 2013 〜Celebration〜                                                     | 【広島】アステールプラザ 中ホール | ツアー     | 各日とも2回公演。GEMスターが各公演のオープニングアクトを務めた。このツアーを取り上げた特別番組が、同年3月31日にTBSチャンネル2、同年6月1日にTBSチャンネル1で放送された。 |
| 4月5日        | SUPER☆GiRLS Live Tour 2013 〜Celebration〜                                                     | 【福岡】Zepp Fukuoka              | ツアー     | 各日とも2回公演。GEMスターが各公演のオープニングアクトを務めた。このツアーを取り上げた特別番組が、同年3月31日にTBSチャンネル2、同年6月1日にTBSチャンネル1で放送された。 |
| 4月7日        | SUPER☆GiRLS Live Tour 2013 〜Celebration〜                                                     | 【愛知】名鉄ホール                | ツアー     | 各日とも2回公演。GEMスターが各公演のオープニングアクトを務めた。このツアーを取り上げた特別番組が、同年3月31日にTBSチャンネル2、同年6月1日にTBSチャンネル1で放送された。 |
| 4月13日       | SUPER☆GiRLS Live Tour 2013 〜Celebration〜                                                     | 【岩手】岩手県民会館 中ホール     | ツアー     | 各日とも2回公演。GEMスターが各公演のオープニングアクトを務めた。このツアーを取り上げた特別番組が、同年3月31日にTBSチャンネル2、同年6月1日にTBSチャンネル1で放送された。 |
| 4月14日       | SUPER☆GiRLS Live Tour 2013 〜Celebration〜                                                     | 【宮城】仙台市青年文化センター    | ツアー     | 各日とも2回公演。GEMスターが各公演のオープニングアクトを務めた。このツアーを取り上げた特別番組が、同年3月31日にTBSチャンネル2、同年6月1日にTBSチャンネル1で放送された。 |
| 5月12日       | SUPER☆GiRLS Live Tour 2013 〜Celebration〜                                                     | 【埼玉】戸田市文化会館            | ツアー     | 各日とも2回公演。GEMスターが各公演のオープニングアクトを務めた。このツアーを取り上げた特別番組が、同年3月31日にTBSチャンネル2、同年6月1日にTBSチャンネル1で放送された。 |
| 6月11日       | SUPER☆GiRLS 生誕3周年記念SP アイドルストリートカーニバル 日本武道館 〜超絶少女たちの挑戦2013〜 | 日本武道館                        | フルライブ | Cheeky Parade・GEM・ストリート生も出演。ライブに密着した特別番組が同年7月28日にTBSチャンネル1で放送された。                                                             |
| 12月22日      | iDOL Street Carnival 2013 WINTER X'mas Special 〜これが私のアイドル道〜                        | TOKYO DOME CITY HALL              | フルライブ | 2回公演。八坂が2014年2月23日をもって卒業することが発表された。 |

| 2014年  | 2014年                                                                 | 2014年                       | 2014年     | 2014年 |
| 公演日  | 公演名                                                                 | 会場                         | 形態       | 備考 |
| ------- | ---------------------------------------------------------------------- | ---------------------------- | ---------- | --- |
| 2月23日 | SUPER☆GiRLS LIVE 2014 〜超絶革命〜 atパシフィコ横浜国立大ホール        | パシフィコ横浜 国立大ホール  | フルライブ | この公演をもって八坂がグループを卒業、浅川・内村・渡邉幸が加入。                                              |
| 4月26日 | SUPER☆GiRLS 第二章開幕 〜はじめまして、新生スパガです!!〜 キャンペーン | 【埼玉】三郷市文化会館       | フルライブ | 各日とも2回公演。各地域のストリート生がオープニングアクトとして出演（5月25日・31日は出演なし）。              |
| 5月3日  | SUPER☆GiRLS 第二章開幕 〜はじめまして、新生スパガです!!〜 キャンペーン | 【宮城】Rensa                | フルライブ | 各日とも2回公演。各地域のストリート生がオープニングアクトとして出演（5月25日・31日は出演なし）。              |
| 5月5日  | SUPER☆GiRLS 第二章開幕 〜はじめまして、新生スパガです!!〜 キャンペーン | 【北海道】Zepp Sapporo       | フルライブ | 各日とも2回公演。各地域のストリート生がオープニングアクトとして出演（5月25日・31日は出演なし）。              |
| 5月11日 | SUPER☆GiRLS 第二章開幕 〜はじめまして、新生スパガです!!〜 キャンペーン | 【大阪】堂島リバーフォーラム | フルライブ | 各日とも2回公演。各地域のストリート生がオープニングアクトとして出演（5月25日・31日は出演なし）。              |
| 5月24日 | SUPER☆GiRLS 第二章開幕 〜はじめまして、新生スパガです!!〜 キャンペーン | 【愛知】THE BOTTOM LINE      | フルライブ | 各日とも2回公演。各地域のストリート生がオープニングアクトとして出演（5月25日・31日は出演なし）。              |
| 5月25日 | SUPER☆GiRLS 第二章開幕 〜はじめまして、新生スパガです!!〜 キャンペーン | 【石川】EIGHT HALL           | フルライブ | 各日とも2回公演。各地域のストリート生がオープニングアクトとして出演（5月25日・31日は出演なし）。              |
| 5月31日 | SUPER☆GiRLS 第二章開幕 〜はじめまして、新生スパガです!!〜 キャンペーン | 【広島】ブルーライブ広島     | フルライブ | 各日とも2回公演。各地域のストリート生がオープニングアクトとして出演（5月25日・31日は出演なし）。              |
| 6月1日  | SUPER☆GiRLS 第二章開幕 〜はじめまして、新生スパガです!!〜 キャンペーン | 【京都】京都FANJ             | フルライブ | 各日とも2回公演。各地域のストリート生がオープニングアクトとして出演（5月25日・31日は出演なし）。              |
| 6月8日  | SUPER☆GiRLS 第二章開幕 〜はじめまして、新生スパガです!!〜 キャンペーン | 【福岡】スカラエスパシオ     | フルライブ | 各日とも2回公演。各地域のストリート生がオープニングアクトとして出演（5月25日・31日は出演なし）。              |
| 6月21日 | SUPER☆GiRLS生誕4周年記念SP アイドルストリートカーニバル2014            | TOKYO DOME CITY HALL         | フルライブ | 2回公演。Cheeky Parade・GEM・ストリート生も出演。ニコニコ生放送とUstreamを使い「舞台裏3次元生中継」を行った。 |

| 2015年         | 2015年                                                                             | 2015年                                      | 2015年     | 2015年 |
| 公演日         | 公演名                                                                             | 会場                                        | 形態       | 備考 |
| -------------- | ---------------------------------------------------------------------------------- | ------------------------------------------- | ---------- | --- |
| 1月10日        | SUPER☆GiRLS LIVE 2015                                                              | TOKYO DOME CITY HALL                        | フルライブ | 2回公演。Vol.1にて後藤が3月末をもって卒業することが発表された。ストリート生（高橋・田中・前田・沓掛・金城・米満・松脇・荒川・遠藤・河合・三品・沖本）もサポートメンバーとして出演。 |
| 3月1日         | SUPER☆GiRLS Special ONE day 〜Thank you 510〜                                      | 品川インターシティーホール                  | フルライブ | 2回公演。この公演が後藤のラストステージとなる。 |
| 4月29日        | iDOL Street Carnival 2015 〜GOLDEN PARADE!!!!!〜                                   | NHKホール                                   | フルライブ | Cheeky Parade・GEM・わーすた・ストリート生（工藤・沓掛・遠藤・木戸口・井柳・北島・木下）も出演                                                                                      |
| 5月5日         | SUPER☆GiRLS LIVE 2015 5th Anniversary TOUR 〜SUPER☆CASTLE〜                        | 【大阪】サンケイホールブリーゼ              | ツアー     | 各日とも2回公演。東京公演のみわーすたがオープニングアクトとして出演。 |
| 5月6日         | SUPER☆GiRLS LIVE 2015 5th Anniversary TOUR 〜SUPER☆CASTLE〜                        | 【愛知】青少年文化センター アートピアホール | ツアー     | 各日とも2回公演。東京公演のみわーすたがオープニングアクトとして出演。 |
| 6月20日        | SUPER☆GiRLS LIVE 2015 5th Anniversary TOUR 〜SUPER☆CASTLE〜                        | 【東京】TOKYO DOME CITY HALL                | ツアー     | 各日とも2回公演。東京公演のみわーすたがオープニングアクトとして出演。 |
| 7月29日 - 31日 | 走るひと Presents「ノンストップ全力ライブ」supported by adidas / New Balance       | 新宿BLAZE                                   | ミニライブ | スポーツウェアを着用して60分間ノンストップでパフォーマンスを行った。8月25日は田中が不参加。                                                                                         |
| 8月25日        | 走るひと Presents「ノンストップ全力ライブ」supported by adidas / New Balance       | 大丸心斎橋劇場                              | ミニライブ | スポーツウェアを着用して60分間ノンストップでパフォーマンスを行った。8月25日は田中が不参加。                                                                                         |
| 12月7日 - 9日  | 第2回 走るひと Presents「ノンストップ全力ライブ」supported by adidas / New Balance | 新宿BLAZE                                   | ミニライブ | 7日は荒井が不参加。 |

| 2016年              | 2016年                                                                     | 2016年                          | 2016年     | 2016年 |
| 公演日              | 公演名                                                                     | 会場                            | 形態       | 備考 |
| ------------------- | -------------------------------------------------------------------------- | ------------------------------- | ---------- | --- |
| 1月16日             | SUPER☆GiRLS 日本列島縦断の旅・感謝記念公演〜歩み続ける少女たち〜           | 中野サンプラザ コンサートホール | フルライブ | 『iDOL Street5周年記念 日本列島縦断の旅 〜歩み続ける少女たち〜』で行われたグループ対抗企画バトルを制したSUPER☆GiRLSの単独公演。                                        |
| 1月17日             | iDOL Street Carnival 2016〜新春!開運!歌祭り!〜                             | 中野サンプラザ コンサートホール | フルライブ | Cheeky Parade・GEM・わーすた・ストリート生（工藤・横山・沓掛・阿部・木戸口・井柳・北島・森川・木下）・松永寧音も出演。ニコニコ生放送で「舞台裏生中継」も行った。       |
| 5月1日              | SUPER☆GiRLS Live Tour 2016 〜SUPER★CASTLE 華麗なる11人のプリンセスたち〜   | 【大阪】松下IMPホール           | ツアー     | 各日とも2回公演（愛知・東京を除く）。東京公演はニコニコ生放送で生配信が行われた。                                                                                      |
| 5月2日              | SUPER☆GiRLS Live Tour 2016 〜SUPER★CASTLE 華麗なる11人のプリンセスたち〜   | 【愛知】Zepp Nagoya             | ツアー     | 各日とも2回公演（愛知・東京を除く）。東京公演はニコニコ生放送で生配信が行われた。                                                                                      |
| 5月4日              | SUPER☆GiRLS Live Tour 2016 〜SUPER★CASTLE 華麗なる11人のプリンセスたち〜   | 【宮城】Rensa                   | ツアー     | 各日とも2回公演（愛知・東京を除く）。東京公演はニコニコ生放送で生配信が行われた。                                                                                      |
| 5月14日             | SUPER☆GiRLS Live Tour 2016 〜SUPER★CASTLE 華麗なる11人のプリンセスたち〜   | 【福岡】DRUM LOGOS              | ツアー     | 各日とも2回公演（愛知・東京を除く）。東京公演はニコニコ生放送で生配信が行われた。                                                                                      |
| 6月25日             | SUPER☆GiRLS Live Tour 2016 〜SUPER★CASTLE 華麗なる11人のプリンセスたち〜   | 【東京】TOKYO DOME CITY HALL    | ツアー     | 各日とも2回公演（愛知・東京を除く）。東京公演はニコニコ生放送で生配信が行われた。                                                                                      |
| 6月25日             | iDOL Street Carnival 2016 6th Anniversary 〜RE:Я｜LOAD〜                   | TOKYO DOME CITY HALL            | フルライブ | この公演をもって勝田・荒井がグループを卒業、木戸口・石橋・尾澤・阿部・長尾が加入。Cheeky Parade・GEM・わーすた・ストリート生も出演。ニコニコ生放送で生配信が行われた。 |
| 8月22日・23日・25日 | 走るひと Presents 「ノンストップ全力ライブ 2016」 supported by New Balance | 新宿BLAZE                       | ミニライブ | 渡邉幸・浅川は不参加。 |
| 9月29日             | SUPER☆GiRLS スーパーライブ2016 〜STARTING〜 @AKASAKA BLITZ                 | 赤坂BLITZ                       | フルライブ | |
| 12月22日            | スーパーガールズ六周年記念公演                                             | 日本橋三井ホール                | フルライブ | 2回公演。ライブの模様はニコニコ生放送で生中継された。 |

| 2017年                                                                                                   | 2017年                                                                 | 2017年                     | 2017年     | 2017年 |
| 公演日                                                                                                   | 公演名                                                                 | 会場                       | 形態       | 備考 |
| --- | ---------------------------------------------------------------------- | -------------------------- | ---------- | --- |
| 3月20日                                                                                                  | 森永乳業 presents SUPER☆GiRLS 3期メンバー 〜修行中〜                   | 【大阪】心斎橋FAN J        | ツアー     | 3期メンバーが出演。 |
| 3月25日                                                                                                  | 森永乳業 presents SUPER☆GiRLS 3期メンバー 〜修行中〜                   | 【東京】青山RizM           | ツアー     | 3期メンバーが出演。 |
| 4月1日                                                                                                   | 森永乳業 presents SUPER☆GiRLS 3期メンバー 〜修行中〜                   | 【愛知】SPADE BOX          | ツアー     | 3期メンバーが出演。 |
| 4月7日                                                                                                   | 森永乳業 presents SUPER☆GiRLS 3期メンバー 〜修行中〜                   | 【神奈川】横浜ベイホール   | ツアー     | 3期メンバーが出演。 |
| 3月31日                                                                                                  | 前島亜美 〜Graduation☆Ceremony〜                                       | EX THEATER ROPPONGI        | ミニライブ | この公演をもって前島がグループを卒業。公演の模様は公演当日の夜にテレ朝チャンネル1にて放送された。 |
| 4月23日                                                                                                  | SUPER☆GiRLS LIVE TOUR 2017〜スイート☆スマイル〜                        | 【広島】広島クラブクアトロ | ツアー     | 大阪・東京公演は2回公演。 |
| 4月30日                                                                                                  | SUPER☆GiRLS LIVE TOUR 2017〜スイート☆スマイル〜                        | 【愛知】THE BOTTOM LINE    | ツアー     | 大阪・東京公演は2回公演。 |
| 5月4日                                                                                                   | SUPER☆GiRLS LIVE TOUR 2017〜スイート☆スマイル〜                        | 【宮城】Rensa              | ツアー     | 大阪・東京公演は2回公演。 |
| 5月6日                                                                                                   | SUPER☆GiRLS LIVE TOUR 2017〜スイート☆スマイル〜                        | 【福岡】DRUM LOGOS         | ツアー     | 大阪・東京公演は2回公演。 |
| 5月13日                                                                                                  | SUPER☆GiRLS LIVE TOUR 2017〜スイート☆スマイル〜                        | 【大阪】松下IMPホール      | ツアー     | 大阪・東京公演は2回公演。 |
| 5月17日                                                                                                  | SUPER☆GiRLS LIVE TOUR 2017〜スイート☆スマイル〜                        | 【東京】LIQUIDROOM         | ツアー     | 大阪・東京公演は2回公演。 |
| 6月17日                                                                                                  | SUPER☆GiRLS 7th Anniversary LIVE                                       | Zepp DiverCity(TOKYO)      | フルライブ | 2回公演。溝手が新リーダーを務めることが発表された。1部はストリート生（荒川・武井）とエイベックス・アーティストアカデミー生がバックダンサーとして出演。公演の模様はテレ朝チャンネル1にて放送された。 |
| 9月29日                                                                                                  | SUPER☆GiRLS ノンストップ全力ライブ 2017                                | 新宿BLAZE                  | ミニライブ | 2回公演。ライブの模様はニコニコ生放送で生中継された。 |
| 10月8日                                                                                                  | SUPER☆GiRLS LIVE 〜超絶☆レインボー〜 in台湾                            | 台湾・杰克音樂 Jack Studio | ミニライブ | |
| 10月10日・11月14日・12月12日・2018年1月12日・1月23日・2月2日・2月16日・3月9日・3月30日・4月23日・5月15日 | SUPER☆GiRLS 超絶☆定期公演                                              | TOKYO FM HALL              | フルライブ | 11月のVol.2からメンバープロデュース公演になり、Vol.2のテーマは浅川担当の「超絶☆女学園 学園祭2017」、Vol.3は志村担当の「志村家の超絶☆クリスマスパーティー」、Vol.4は渡邉ひ担当の「あけましておめでにょす！2018年全力疾走スペシャル!!」（浅川は不参加）、Vol.5は長尾担当の「超絶☆しおりんワンダーランド」（浅川・石橋は不参加）、Vol.6は宮崎担当の「開運！豆撒き！恵方巻！愛振りまきまーす！」（田中・浅川・阿部は不参加）、Vol.7は内村担当の「超絶☆バレンタイン 〜私達からの愛を受けとって♡〜」（浅川は不参加）、Vol.8は石橋担当の「イシバシ 春のファン祭り 2018」（田中・浅川・阿部は不参加）、Vol.9は溝手担当の「PREMIUM BLACK FRIDAY〜Welcome to Room 301〜」、Vol.10は阿部担当の「あざとい女の子は嫌いですか？」（浅川は不参加）、Vol.11は渡邉幸担当の「これからも、ずっと」（浅川は不参加）だった。11月14日・2月16日・3月30日のライブの模様はFRESH!で生配信された。2月16日のVol.7公演で、田中が3月31日をもって、志村が6月24日をもって、それぞれ卒業することが発表された。 |
| 12月22日                                                                                                 | 森永乳業 presents SUPER☆GiRLS デビュー7周年記念ライブ〜SUPER☆RAINBOW〜 | NEW PIER HALL              | フルライブ | 2回公演。サプライズゲストで松本伊代が出演し、阿部とともに「センチメンタル・ジャーニー」を歌唱披露した。2部のライブの模様はFRESH!で生配信された。 |

| 2018年   | 2018年                                                                | 2018年                  | 2018年     | 2018年 |
| 公演日   | 公演名                                                                | 会場                    | 形態       | 備考 |
| -------- | --------------------------------------------------------------------- | ----------------------- | ---------- | --- |
| 5月20日  | 森永乳業 presents SUPER☆GiRLS LIVE TOUR 2018                          | 【宮城】Rensa           | ツアー     | 大阪・東京公演は2回公演。最終公演をもって志村がグループを卒業。最終公演の模様はテレ朝チャンネル1で8月に放送された。                                |
| 5月26日  | 森永乳業 presents SUPER☆GiRLS LIVE TOUR 2018                          | 【愛知】THE BOTTOM LINE | ツアー     | 大阪・東京公演は2回公演。最終公演をもって志村がグループを卒業。最終公演の模様はテレ朝チャンネル1で8月に放送された。                                |
| 6月17日  | 森永乳業 presents SUPER☆GiRLS LIVE TOUR 2018                          | 【大阪】umeda TRAD      | ツアー     | 大阪・東京公演は2回公演。最終公演をもって志村がグループを卒業。最終公演の模様はテレ朝チャンネル1で8月に放送された。                                |
| 6月24日  | 森永乳業 presents SUPER☆GiRLS LIVE TOUR 2018                          | 【東京】ディファ有明    | ツアー     | 大阪・東京公演は2回公演。最終公演をもって志村がグループを卒業。最終公演の模様はテレ朝チャンネル1で8月に放送された。                                |
| 9月1日   | SUPER☆GiRLSノンストップ全力ライブ 2018                                | 新宿BLAZE               | ミニライブ | 2部ではオーディション2次審査通過者の一部が登壇し、お披露目された。                                                                                 |
| 9月1日   | SUPER☆GiRLS ワンマンライブ                                            | 新宿BLAZE               | フルライブ | 2部ではオーディション2次審査通過者の一部が登壇し、お披露目された。                                                                                 |
| 11月4日  | SUPER☆GiRLS 超LIVE 2018 & 超オーディション!!!!                        | AiiA 2.5 Theater Tokyo  | フルライブ | オーディション最終審査とワンマンライブが行われた。オーディションの模様はSHOWROOMとFRESH LIVEで生配信され、ライブの模様はFRESH LIVEで生配信された。 |
| 12月19日 | SUPER☆GiRLS 超LIVE 2018 8th DEBUT Anniversary 〜NEW GENERATIONS!!!!〜 | TSUTAYA O-EAST          | フルライブ | 金澤・石丸・坂林・井上・門林・樋口・松本が加入。ライブの模様はニコニコ生放送で生配信された。                                                       |

| 2019年   | 2019年                                                   | 2019年                                    | 2019年     | 2019年 |
| 公演日   | 公演名                                                   | 会場                                      | 形態       | 備考 |
| -------- | -------------------------------------------------------- | ----------------------------------------- | ---------- | --- |
| 1月11日  | SUPER☆GiRLS 超LIVE 2019 〜新たなる道へ〜                 | Zepp DiverCity(TOKYO)                     | フルライブ | この公演をもって渡邉ひ・宮崎・溝手・浅川・内村が卒業。ライブの模様は21stシングルに映像収録された他、3月にテレ朝チャンネル1でも放送された。 |
| 3月24日  | IDOL RAVE FACTORY〜LIVE 2019 in Spring〜 DAY-4           | Mt.RAINIER HALL SHIBUYA PLEASURE PLEASURE | フルライブ | 1部に出演 |
| 5月3日   | SHIZUOKA MUSIC GENIC 2019 〜スパガの超LIVE☆GOLD〜        | LIVE ROXY SHIZUOKA                        | フルライブ | |
| 6月14日  | SUPER☆GiRLS 9th Birthday Live                            | 渋谷ストリームホール                      | フルライブ | |
| 8月31日  | SUPER☆GiRLS ノンストップ全力ライブ 2019                  | ランドマークホール                        | ミニライブ | 2回公演。石橋は体調不良のため不参加。 |
| 9月14日  | SUPER☆GiRLS 超絶★学園LIVE 〜私を愛してくれませんか〜     | 品川インターシティーホール                | フルライブ | 2回公演 |
| 10月19日 | SUPER☆GiRLS 超絶★学園LIVE 〜ときめきフェスティバル〜     | 北とぴあ さくらホール                     | フルライブ | 2回公演 |
| 11月2日  | SUPER☆GiRLS ワンマンライブ新体制"大阪"初上陸スパガやで！ | ESAKA MUSE                                | フルライブ | 2回公演 |
| 12月22日 | SUPER☆GiRLS NEW ALBUM SHOWCASE                           | 横浜ベイホール                            | フルライブ | 1部はファンクラブ会員限定。 |
| 12月22日 | SUPER☆GiRLS Debut 9th Anniversary〜ROAD TO 2020〜        | 横浜ベイホール                            | フルライブ | 1部はファンクラブ会員限定。 |

| 2020年          | 2020年                                                     | 2020年             | 2020年     | 2020年                                                             |
| 公演日          | 公演名                                                     | 会場               | 形態       | 備考                                                               |
| --------------- | ---------------------------------------------------------- | ------------------ | ---------- | ------------------------------------------------------------------ |
| 2月24日         | SUPER☆GiRLS ワンマンライブ 2020 〜STARTIN' 10 STARS〜      | ザ・ガーデンホール | フルライブ | 2回公演                                                            |
| 6月11日（中止） | SUPER☆GiRLS ワンマンライブ 2020 〜10周年も止まンないっ！〜 | 日本青年館ホール   | フルライブ | 新型コロナウイルス感染症の流行の影響で中止。                       |
| 7月18日         | SUPER☆GiRLS オンラインライブ 7.18 #夏スパガ                | -                  | ミニライブ | 無観客ライブをmu-moライヴで生配信した。                            |
| 12月22日        | SUPER☆GiRLS 10周年LIVE〜ありがとうが止まンないっ！〜       | KT Zepp Yokohama   | フルライブ | 渡邉が2021年6月をもって卒業することが発表された。「Bloom」初披露。 |

| 2021年   | 2021年                                                                | 2021年                | 2021年     | 2021年 |
| 公演日   | 公演名                                                                | 会場                  | 形態       | 備考 |
| -------- | --------------------------------------------------------------------- | --------------------- | ---------- | --- |
| 6月12日  | SUPER☆GiRLS 11th Anniversary 〜Cha11enge〜                            | Zepp DiverCity(TOKYO) | フルライブ | この公演の1部で萩田・竹内・田中が加入。この公演の2部が渡邉・松本のラストステージとなった。ライブの模様はテレ朝チャンネル1で生放送された。「WELCOME☆夏空ピース!!!!!」初披露。 |
| 6月12日  | SUPER☆GiRLS 渡邉幸愛卒業ライブ 〜Happy Love Bloom〜                   | Zepp DiverCity(TOKYO) | フルライブ | この公演の1部で萩田・竹内・田中が加入。この公演の2部が渡邉・松本のラストステージとなった。ライブの模様はテレ朝チャンネル1で生放送された。「WELCOME☆夏空ピース!!!!!」初披露。 |
| 9月20日  | SUPER☆GiRLS ワンマンライブ 〜はじめまして! 第5章 新生スパガです!〜    | Zepp DiverCity(TOKYO) | フルライブ | ライブの模様はPIA LIVE STREAMで生配信された。 |
| 9月20日  | SUPER☆GiRLS Chapter5 1st Live 〜PRIDE OF PLACE〜                      | Zepp DiverCity(TOKYO) | フルライブ | ライブの模様はPIA LIVE STREAMで生配信された。 |
| 12月25日 | SUPER☆GiRLS リクエストアワー2021 ベスト15                             | 山野ホール            | フルライブ | ライブの模様はmu-mo LIVEで生配信された。 |
| 12月25日 | SUPER☆GiRLS デビュー11周年クリスマスライブ〜WELCOME☆冬空ピース!!!!!〜 | 山野ホール            | フルライブ | ライブの模様はmu-mo LIVEで生配信された。 |

| 2022年           | 2022年                                                           | 2022年                     | 2022年     | 2022年                                             |
| 公演日           | 公演名                                                           | 会場                       | 形態       | 備考                                               |
| ---------------- | ---------------------------------------------------------------- | -------------------------- | ---------- | -------------------------------------------------- |
| 3月12日          | SUPER☆GiRLS ノンストップ全力ライブ 2022                          | 【神奈川】横浜ベイホール   | ツアー     | 2回公演                                            |
| 3月13日          | SUPER☆GiRLS ノンストップ全力ライブ 2022                          | 【愛知】THE BOTTOM LINE    | ツアー     | 2回公演                                            |
| 3月19日          | SUPER☆GiRLS ノンストップ全力ライブ 2022                          | 【大阪】梅田クラブクアトロ | ツアー     | 2回公演                                            |
| 6月11日          | SUPER☆GiRLS SUMMER CARNIVAL 〜だって夏だもん！かもんニジスト！〜 | NEW PIER HALL              | フルライブ |                                                    |
| 6月11日          | SUPER☆GiRLS 12th Anniversary Live 〜叶えたい Success Story〜     | NEW PIER HALL              | フルライブ | 長尾・金澤が12月をもって卒業することが発表された。 |
| 12月29日（延期） | SUPER☆GiRLS 12th Anniversary 〜MEMORY UP↑DATE〜                  | 品川インターシティホール   | フルライブ | 新型コロナウイルス感染症の流行の影響で延期。       |
| 12月29日（延期） | SUPER☆GiRLS 青春の卒業式 〜ミンナニサチアレ!!〜                  | 品川インターシティホール   | フルライブ | 新型コロナウイルス感染症の流行の影響で延期。       |

| 2023年   | 2023年                                                                         | 2023年                   | 2023年     | 2023年 |
| 公演日   | 公演名                                                                         | 会場                     | 形態       | 備考 |
| -------- | ------------------------------------------------------------------------------ | ------------------------ | ---------- | --- |
| 1月29日  | SUPER☆GiRLS 12th Anniversary 〜MEMORY UP↑DATE〜                                | 神田明神ホール           | フルライブ | 鎌田・柏・河村・櫻井・羽渕が加入。「蒼い炎!!!!!!」初披露。                                                               |
| 1月29日  | SUPER☆GiRLS 第6章 お披露目ライブ                                               | 神田明神ホール           | フルライブ | 第6章メンバーが出演。 |
| 2月10日  | SUPER☆GiRLS 12th Anniversary 〜MEMORY UP↑DATE〜 アンコール公演                 | 日本橋三井ホール         | フルライブ | ライブの模様はテレ朝チャンネル1で生放送された。                                                                          |
| 2月10日  | SUPER☆GiRLS 青春の卒業式 〜ミンナニサチアレ!!〜                                | 日本橋三井ホール         | フルライブ | 第5章メンバーが出演。この公演が長尾・金澤・樋口のラストステージとなった。ライブの模様はテレ朝チャンネル1で生放送された。 |
| 6月10日  | SUPER☆GiRLS ワンマンライブ スパガの夏開き 〜13周年目の夏もよっしゃいくぞー！〜 | 山野ホール               | フルライブ | |
| 6月10日  | SUPER☆GiRLS Anniversary Live 〜13周年目もスパガが1番好き〜                     | 山野ホール               | フルライブ | 阿部が12月末をもって卒業することが発表された。                                                                           |
| 6月24日  | SUPER☆GiRLS ワンマンライブ スパガの夏開き 〜13周年目の夏もほないくで！〜       | ESAKA MUSE               | フルライブ | |
| 6月24日  | SUPER☆GiRLS Anniversary Live 〜13周年目のスパガもいっちゃん好っきゃねん〜      | ESAKA MUSE               | フルライブ | |
| 12月29日 | SUPER☆GiRLS Debut 13th Anniversary 〜♡君とスパガのHeart Diamond♡〜             | 品川インターシティホール | フルライブ | |
| 12月29日 | SUPER☆GiRLS 阿部夢梨卒業ライブ 〜これからもずーっと、大好きです♡〜             | 品川インターシティホール | フルライブ | この公演が阿部のラストステージとなった。ライブの模様はテレ朝チャンネル1で生放送された。                                  |

| 2024年   | 2024年                                                                          | 2024年                              | 2024年     | 2024年                                                                                     |
| 公演日   | 公演名                                                                          | 会場                                | 形態       | 備考                                                                                       |
| -------- | ------------------------------------------------------------------------------- | ----------------------------------- | ---------- | ------------------------------------------------------------------------------------------ |
| 3月23日  | SUPER☆GiRLS 6期超絶☆129％ライブ                                                 | Spotify O-WEST                      | ミニライブ | 6期メンバーが出演。門林・竹内・田中はゲストとして出演。                                    |
| 3月23日  | スパガ新体制ミニライブ『掴め！超絶☆No.1』                                       | Spotify O-WEST                      | ミニライブ |                                                                                            |
| 6月9日   | SUPER☆GiRLSライブハウスツアー2024 〜200%の恋とかどうです？〜                    | 【埼玉】HEAVEN'S ROCK KUMAGAYA VJ-1 | ツアー     |                                                                                            |
| 6月9日   | SUPER☆GiRLSライブハウスツアー2024 〜とびきりスパガは夏っぽい〜                  | 【埼玉】HEAVEN'S ROCK KUMAGAYA VJ-1 | ツアー     | 坂林は体調不良のため途中退出した。                                                         |
| 6月15日  | SUPER☆GiRLSライブハウスツアー2024 〜200%の恋とかどうです？〜                    | 【大阪】ESAKA MUSE                  | ツアー     | 坂林は一部楽曲に参加。                                                                     |
| 6月15日  | SUPER☆GiRLSライブハウスツアー2024 〜とびきりスパガは夏っぽい〜                  | 【大阪】ESAKA MUSE                  | ツアー     | 坂林は一部楽曲に参加。                                                                     |
| 6月16日  | SUPER☆GiRLSライブハウスツアー2024 〜200%の恋とかどうです？〜                    | 【愛知】NAGOYA JAMMIN'              | ツアー     | 坂林は一部楽曲に参加。                                                                     |
| 6月16日  | SUPER☆GiRLSライブハウスツアー2024 〜とびきりスパガは夏っぽい〜                  | 【愛知】NAGOYA JAMMIN'              | ツアー     | 坂林は一部楽曲に参加。                                                                     |
| 6月30日  | SUPER☆GiRLSライブハウスツアー2024 〜200%の恋とかどうです？〜                    | 【東京】duo MUSIC EXCHANGE          | ツアー     | 坂林は一部楽曲に参加。                                                                     |
| 6月30日  | SUPER☆GiRLSライブハウスツアー2024 〜とびきりスパガは夏っぽい〜                  | 【東京】duo MUSIC EXCHANGE          | ツアー     | 坂林は一部楽曲に参加。                                                                     |
| 11月2日  | 手羽先センセーション×SUPER☆GiRLS ツーマンライブ「超絶☆センセーション」          | 【愛知】THE BOTTOM LINE             | ツアー     |                                                                                            |
| 11月2日  | SUPER☆GiRLS ノンストップ全力ライブ2024                                          | 【愛知】THE BOTTOM LINE             | ツアー     |                                                                                            |
| 11月9日  | #Mooove!×SUPER☆GiRLS ツーマンライブ「超絶☆1mmムーブ」                           | 【東京】Spotify O-WEST              | ツアー     |                                                                                            |
| 11月9日  | SUPER☆GiRLS ノンストップ全力ライブ2024                                          | 【東京】Spotify O-WEST              | ツアー     |                                                                                            |
| 11月23日 | カラフルスクリーム×SUPER☆GiRLS ツーマンライブ「超絶☆スクリーム」                | 【大阪】ESAKA MUSE                  | ツアー     |                                                                                            |
| 11月23日 | SUPER☆GiRLS ノンストップ全力ライブ2024                                          | 【大阪】ESAKA MUSE                  | ツアー     |                                                                                            |
| 12月22日 | SUPER☆GiRLSデビュー14周年記念ワンマンライブ〜こんなスパガは今だけ、そうでしょ〜 | 山野ホール → 大手町三井ホール       | フルライブ | 会場都合により急遽会場が変更された。ライブの模様はテレ朝チャンネル1で25年2月に放送された。 |
| 12月22日 | SUPER☆GiRLSデビュー14周年記念ワンマンライブ〜とびきり超絶X'mas Party〜          | 山野ホール → 大手町三井ホール       | フルライブ | 会場都合により急遽会場が変更された。ライブの模様はテレ朝チャンネル1で25年2月に放送された。 |

| 2025年  | 2025年                                                             | 2025年               | 2025年     | 2025年                                                                 |
| 公演日  | 公演名                                                             | 会場                 | 形態       | 備考                                                                   |
| ------- | ------------------------------------------------------------------ | -------------------- | ---------- | ---------------------------------------------------------------------- |
| 6月15日 | SUPER☆GiRLS ワンマンライブ〜4,5,6章も愛は無限大∞公演〜             | ESAKA MUSE           | フルライブ | アコースティックパートがあり、サポートギターをキタムラチカラが務めた。 |
| 6月15日 | SUPER☆GiRLS ワンマンライブ〜1,2,3章へGO!!超絶☆タイムトラベル公演〜 | ESAKA MUSE           | フルライブ | アコースティックパートがあり、サポートギターをキタムラチカラが務めた。 |
| 6月22日 | SUPER☆GiRLS ワンマンライブ〜4,5,6章も愛は無限大∞公演〜             | 渋谷ストリームホール | フルライブ | アコースティックパートがあり、サポートギターをキタムラチカラが務めた。 |
| 6月22日 | SUPER☆GiRLS ワンマンライブ〜1,2,3章へGO!!超絶☆タイムトラベル公演〜 | 渋谷ストリームホール | フルライブ | アコースティックパートがあり、サポートギターをキタムラチカラが務めた。 |

### 単独イベント・主催イベント
楽曲プロモーションイベントについては各頁を参照
| 2010年  | 2010年                                     | 2010年               | 2010年 |
| 公演日  | 公演名                                     | 会場                 | 備考   |
| ------- | ------------------------------------------ | -------------------- | ------ |
| 8月15日 | イトーヨーカドー安城店 SUPER☆GiRLSイベント | イトーヨーカドー安城 |        |

| 2011年         | 2011年                                                            | 2011年               | 2011年                      |
| 公演日         | 公演名                                                            | 会場                 | 備考                        |
| -------------- | ----------------------------------------------------------------- | -------------------- | --------------------------- |
| 4月23日・24日  | アリオ上田オープン記念 SUPER☆GiRLSの超絶バスツアー2011            | アリオ上田           | イベント&オープン記念ライブ |
| 8月14日        | イトーヨーカドー presents「SUPER☆GiRLS 夏祭り〜サマーフェスタ〜」 | イトーヨーカドー安城 |                             |
| 11月26日・27日 | 第2回 SUPER☆GiRLS 〜超絶バスツアー〜                              | 千葉県               | 宮﨑は27日は不参加          |

| 2012年         | 2012年                                                                 | 2012年                  | 2012年 |
| 公演日         | 公演名                                                                 | 会場                    | 備考 |
| -------------- | ---------------------------------------------------------------------- | ----------------------- | --- |
| 1月9日         | SUPER☆GiRLS 2012年飛躍宣言 〜ご来場者全員とハイタッチ会〜              | 代々木公園 野外ステージ | 秋田は体調不良により不参加                                                                                                 |
| 8月18日・19日  | SUPER☆GiRLS presents 超絶☆夏まつり                                     | シネマメディアージュ    | 11人それぞれのオリジナルショートムービーとトークショーを中心としたイベント。2日間で計121回（各メンバー11回ずつ）開催した。 |
| 10月8日        | ニッポン放送 SUPER☆GiRLS 超絶パーティー 秋の大感謝祭!!                 | Zepp DiverCity(TOKYO)   | ライブ・公開収録 |
| 11月23日・24日 | 第3回 SUPER☆GiRLS 超絶バスツアー〜アイドルストリート大運動会〜 in 山梨 | 山梨県                  | |
| 12月12日       | S.P.C 〜恋する乙女たちの女子会〜                                       | アキバ☆ソフマップ1号店  | 抽選で選ばれたS.P.C女性会員100名が招待された。渡邉ひ・荒井・田中・溝手・後藤・前島が出演。                                 |
| 12月13日       | S.P.C 〜ちょっと暑苦しいかもしれない男子会〜                           | アキバ☆ソフマップ1号店  | 抽選で選ばれたS.P.C男性会員100名が招待された。八坂・志村・稼農・宮﨑・田中・溝手・後藤が出演。                             |

| 2013年   | 2013年                                                                                              | 2013年                               | 2013年 |
| 公演日   | 公演名                                                                                              | 会場                                 | 備考 |
| -------- | --------------------------------------------------------------------------------------------------- | ------------------------------------ | --- |
| 1月5日   | SUPER☆GiRLS 2013年 芽吹き 〜今年はチキパ、スト生も一緒だよ!! ご来場者全員とハイタッチ会〜           | 代々木公園 野外ステージ              | 稼農は不参加 |
| 1月18日  | 音楽でつながろう! Music Ribbonキャンペーン                                                          | 【北海道】SAPPORO FACTORY アトリウム | 志村・宮﨑・勝田・田中・後藤・前島が出演                                                                                                  |
| 1月19日  | 音楽でつながろう! Music Ribbonキャンペーン                                                          | 【宮城】タワーレコード仙台パルコ店   | 八坂・宮﨑・荒井・溝手が出演 |
| 1月25日  | 音楽でつながろう! Music Ribbonキャンペーン                                                          | 【京都】京都駅前広場                 | 八坂・志村・宮﨑・荒井・田中・溝手・後藤・前島が出演                                                                                      |
| 1月26日  | 音楽でつながろう! Music Ribbonキャンペーン                                                          | 【愛知】オアシス21 銀河の広場        | 八坂・志村・渡邉ひ・宮﨑・勝田・田中・溝手・後藤・前島が出演                                                                              |
| 1月27日  | 音楽でつながろう! Music Ribbonキャンペーン                                                          | 【大阪】アリオ鳳                     | 八坂・志村・渡邉ひ・宮﨑・勝田・田中・溝手・後藤・前島が出演                                                                              |
| 1月28日  | 音楽でつながろう! Music Ribbonキャンペーン                                                          | 【兵庫】阪急西宮ガーデンズ           | 八坂・志村・宮﨑・荒井・田中・溝手・後藤・前島が出演                                                                                      |
| 2月3日   | 音楽でつながろう! Music Ribbonキャンペーン                                                          | 【愛媛】エミフルMASAKI               | 八坂・志村・渡邉ひ・宮﨑・田中・溝手・後藤・前島が出演                                                                                    |
| 2月15日  | 音楽でつながろう! Music Ribbonキャンペーン                                                          | 【広島】エールエール地下広場         | 八坂・志村・渡邉ひ・宮﨑・荒井・田中・溝手・後藤・前島が出演                                                                              |
| 2月16日  | 音楽でつながろう! Music Ribbonキャンペーン                                                          | 【福岡】キャナルシティ博多           | |
| 5月4日   | イトーヨーカドー presents「Dream5&SUPER☆GiRLS スペシャルライブ 〜いってみヨーカドー!!〜」           | アリオ八尾                           | Dream5と共演 |
| 5月5日   | イトーヨーカドー presents「Dream5&SUPER☆GiRLS スペシャルライブ 〜いってみヨーカドー!!〜」           | アリオ亀有                           | Dream5と共演 |
| 7月20日  | 7thシングル「常夏ハイタッチ」発売記念「SUPER☆GiRLS リクエストLiVE 2013」                            | ステラボール                         | 「常夏ハイタッチ」3形態を購入して応募した中から当選者が招待された。                                                                       |
| 9月23日  | SUPER☆GiRLS Special Live 〜ファン感謝祭 2013 秋〜                                                   | NEW PIER HALL                        | S.P.C会員先行販売で売り切れたため一般発売はなかった。事実上のファンクラブ会員限定イベント。                                               |
| 10月5日  | SUPER☆GiRLS "超絶夢らんど" 〜in Sanrio Puroland                                                     | サンリオピューロランド               | |
| 10月14日 | アイドル収穫祭 〜iDOL Street EXPO 2013〜                                                            | 日本青年館                           | 大ホールでのライブ、中ホールでのイベントへの入場・参加はいずれも抽選制。S.P.C会員のみ抽選対象。ライブの模様はAmeba Studioで生中継された。 |
| 12月29日 | イトーヨーカドーpresents SUPER☆GiRLS 年忘れ「スペシャル福引き大会」〜今年最後のいってみヨーカドー〜 | イトーヨーカドー葛西                 | ミニライブ・福引き |

| 2014年                                   | 2014年                                                                                            | 2014年                 | 2014年                                                                                                 |
| 公演日                                   | 公演名                                                                                            | 会場                   | 備考                                                                                                   |
| ---------------------------------------- | ------------------------------------------------------------------------------------------------- | ---------------------- | --- |
| 1月8日                                   | イトーヨーカドーpresents SUPER☆GiRLS 初夢「スペシャル福引き大会」〜今年最初のいってみヨーカドー〜 | アリオ西新井           | ミニライブ・福引き                                                                                     |
| 4月29日                                  | SUPER☆GiRLSの超絶アドベンチャー! presents「超アド☆感謝祭2014」                                    | AKIBAカルチャーズ劇場  | 2回公演                                                                                                |
| 7月31日                                  | SUPER☆GiRLS・iDOL Street NEXT STREET 2014                                                         | AKIBAカルチャーズ劇場  | イベントの模様はSHOWROOMの番組「アキバで逢いまShowroom」で生配信された                                 |
| 10月1日                                  | SUPER☆GiRLS NEXT STREET 2014 〜Sponsored Press 1st Seasson〜                                      | AKIBAカルチャーズ劇場  | 公開記者会見・ミニライブ                                                                               |
| 10月17日・11月14日・28日・12月12日・26日 | iDOL Street 超絶みちくさ公演〜探検・発見・ストリート〜                                            | AKIBAカルチャーズ劇場  | 10月17日は志村を除く11名、11月14日・28日は渡邉ひ、12月12日は勝田・渡邉幸、26日は前島を除く11名が出演。 |
| 10月25日                                 | SUPER☆GiRLS "超絶ハロウィン" 〜in Sanrio Puroland                                                 | サンリオピューロランド | |
| 11月23日                                 | 第4回 iDOL Street 秋の大運動会 2014 〜アイドルの汗が眩しすぎンだよぉ!!〜                          | NEW PIER HALL          | |
| 12月22日                                 | iDOL Street Thankyou 2014〜デビュー4周年記念トークショー〜                                        | DDD青山クロスシアター  | 「ギラギラRevolution」が初披露された                                                                   |

| 2015年   | 2015年                                                                                  | 2015年                                          | 2015年                                                                                                |
| 公演日   | 公演名                                                                                  | 会場                                            | 備考                                                                                                  |
| -------- | --------------------------------------------------------------------------------------- | ----------------------------------------------- | --- |
| 1月4日   | iDOL Street 2015 新春イベント 〜おめぇーさんは、ひつじ年!?〜                            | アキバ☆ソフマップ1号店                          | 同店をiDOL Streetが一日ジャックして、各グループによるミニライブやトークショー、握手会などが行われた。 |
| 1月11日  | iDOL Street 2015 ストリートは進化する 〜ご来場者全員とハイタッチ会〜                    | 代々木公園 野外ステージ                         | |
| 3月14日  | SUPER☆GiRLSの超絶アドベンチャー! presents「超アド☆感謝祭2015」                          | AKIBAカルチャーズ劇場                           | 2回公演                                                                                               |
| 6月12日  | SUPER☆GiRLS 5th Anniversary 〜生誕祭はイトーヨーカドーで、イッチャって♪ ヤッチャって♪〜 | アリオ西新井                                    | 「イッチャって♪ ヤッチャって♪」が初披露された。イベントの模様はSHOWROOMで生中継された。               |
| 7月5日   | イトーヨーカドー presents SUPER☆GiRLS Special 1Day in よみうりランド                    | よみうりランド 日テレらんらんホール             | ミニライブ・握手会・トークイベントなど                                                                |
| 7月12日  | Girls Street EXPO 2015 in 新木場STUDIO COAST                                            | STUDIO COAST                                    | ミニライブや握手会、トークステージ、DJブースなどがあった。                                            |
| 7月18日  | iDOL Street5周年記念 日本列島縦断の旅 〜歩み続ける少女たち〜                            | 【東京】アリオ西新井                            | 東北かけはしプロジェクトのPR活動も兼ねている。9月5日・6日は前島が体調不良のため不参加。               |
| 7月19日  | iDOL Street5周年記念 日本列島縦断の旅 〜歩み続ける少女たち〜                            | 【愛知】イトーヨーカドー尾張旭                  | 東北かけはしプロジェクトのPR活動も兼ねている。9月5日・6日は前島が体調不良のため不参加。               |
| 7月26日  | iDOL Street5周年記念 日本列島縦断の旅 〜歩み続ける少女たち〜                            | 【千葉】アリオ市原                              | 東北かけはしプロジェクトのPR活動も兼ねている。9月5日・6日は前島が体調不良のため不参加。               |
| 8月9日   | iDOL Street5周年記念 日本列島縦断の旅 〜歩み続ける少女たち〜                            | 【北海道】アリオ札幌                            | 東北かけはしプロジェクトのPR活動も兼ねている。9月5日・6日は前島が体調不良のため不参加。               |
| 8月23日  | iDOL Street5周年記念 日本列島縦断の旅 〜歩み続ける少女たち〜                            | 【大阪】アリオ八尾                              | 東北かけはしプロジェクトのPR活動も兼ねている。9月5日・6日は前島が体調不良のため不参加。               |
| 9月5日   | iDOL Street5周年記念 日本列島縦断の旅 〜歩み続ける少女たち〜                            | 【長野】アリオ上田                              | 東北かけはしプロジェクトのPR活動も兼ねている。9月5日・6日は前島が体調不良のため不参加。               |
| 9月6日   | iDOL Street5周年記念 日本列島縦断の旅 〜歩み続ける少女たち〜                            | 【新潟】イトーヨーカドー直江津                  | 東北かけはしプロジェクトのPR活動も兼ねている。9月5日・6日は前島が体調不良のため不参加。               |
| 9月18日  | iDOL Street5周年記念 日本列島縦断の旅 〜歩み続ける少女たち〜                            | 【岡山】イトーヨーカドー岡山                    | 東北かけはしプロジェクトのPR活動も兼ねている。9月5日・6日は前島が体調不良のため不参加。               |
| 9月19日  | iDOL Street5周年記念 日本列島縦断の旅 〜歩み続ける少女たち〜                            | 【広島】イトーヨーカドー福山                    | 東北かけはしプロジェクトのPR活動も兼ねている。9月5日・6日は前島が体調不良のため不参加。               |
| 9月20日  | iDOL Street5周年記念 日本列島縦断の旅 〜歩み続ける少女たち〜                            | 【愛媛】ヴィレッジヴァンガード エミフルMASAKI店 | 東北かけはしプロジェクトのPR活動も兼ねている。9月5日・6日は前島が体調不良のため不参加。               |
| 9月21日  | iDOL Street5周年記念 日本列島縦断の旅 〜歩み続ける少女たち〜                            | 【大分】ヴィレッジヴァンガード わさだタウン店   | 東北かけはしプロジェクトのPR活動も兼ねている。9月5日・6日は前島が体調不良のため不参加。               |
| 9月22日  | iDOL Street5周年記念 日本列島縦断の旅 〜歩み続ける少女たち〜                            | 【福岡】リバーウォーク北九州                    | 東北かけはしプロジェクトのPR活動も兼ねている。9月5日・6日は前島が体調不良のため不参加。               |
| 9月23日  | iDOL Street5周年記念 日本列島縦断の旅 〜歩み続ける少女たち〜                            | 【宮崎】ヴィレッジヴァンガード 宮崎MRT店        | 東北かけはしプロジェクトのPR活動も兼ねている。9月5日・6日は前島が体調不良のため不参加。               |
| 9月26日  | iDOL Street5周年記念 日本列島縦断の旅 〜歩み続ける少女たち〜                            | 【宮城】イトーヨーカドー石巻あけぼの            | 東北かけはしプロジェクトのPR活動も兼ねている。9月5日・6日は前島が体調不良のため不参加。               |
| 10月31日 | ハロウィンパーティin イトーヨーカドー葛西店                                             | イトーヨーカドー葛西                            | ミニライブ・ハロウィン仮装コンテスト・握手会など。宮﨑は不参加。                                      |

| 2016年      | 2016年                                                | 2016年                 | 2016年                                          |
| 公演日      | 公演名                                                | 会場                   | 備考                                            |
| ----------- | ----------------------------------------------------- | ---------------------- | ----------------------------------------------- |
| 2月13日     | iDOL Street『超絶バレンタイン』〜in Sanrio Puroland〜 | サンリオピューロランド |                                                 |
| 6月12日     | SUPER☆GiRLS 生誕6周年イベント 〜スパガプロデュース    | 新宿BLAZE              |                                                 |
| 7月9日      | SUPER☆GiRLS 新メンバー夏の強化合宿 〜初陣〜           | HMV&BOOKS TOKYO        | ミニライブ・握手会・撮影会。3期メンバーが出演。 |
| 7月10日     | SUPER☆GiRLS 新メンバー夏の強化合宿 〜初陣〜           | HMVエソラ池袋          | ミニライブ・握手会・撮影会。3期メンバーが出演。 |
| 7月22日     | SUPER☆GiRLS 新メンバー夏の強化合宿 〜初陣〜           | HMV栄                  | ミニライブ・握手会・撮影会。3期メンバーが出演。 |
| 7月25日     | SUPER☆GiRLS 新メンバー夏の強化合宿 〜初陣〜           | イオンモール各務原     | ミニライブ・握手会・撮影会。3期メンバーが出演。 |
| 7月26日     | SUPER☆GiRLS 新メンバー夏の強化合宿 〜初陣〜           | あべのキューズモール   | ミニライブ・握手会・撮影会。3期メンバーが出演。 |
| 7月27日     | SUPER☆GiRLS 新メンバー夏の強化合宿 〜初陣〜           | HMVグランフロント      | ミニライブ・握手会・撮影会。3期メンバーが出演。 |
| 7月28日     | SUPER☆GiRLS 新メンバー夏の強化合宿 〜初陣〜           | 阪急西宮ガーデンズ     | ミニライブ・握手会・撮影会。3期メンバーが出演。 |
| 8月8日・9日 | SUPER☆GiRLS 新メンバー夏の強化合宿 〜初陣〜           | Zirco Tokyo            | ミニライブ・握手会・撮影会。3期メンバーが出演。 |
| 8月15日     | SUPER☆GiRLS 新メンバー夏の強化合宿 〜初陣〜           | ららぽーと富士見       | ミニライブ・握手会・撮影会。3期メンバーが出演。 |
| 8月16日     | SUPER☆GiRLS 新メンバー夏の強化合宿 〜初陣〜           | ららぽーと柏の葉       | ミニライブ・握手会・撮影会。3期メンバーが出演。 |
| 8月17日     | SUPER☆GiRLS 新メンバー夏の強化合宿 〜初陣〜           | イオンモール与野       | ミニライブ・握手会・撮影会。3期メンバーが出演。 |
| 8月18日     | SUPER☆GiRLS 新メンバー夏の強化合宿 〜初陣〜           | 大宮アルシェ           | ミニライブ・握手会・撮影会。3期メンバーが出演。 |
| 8月19日     | SUPER☆GiRLS 新メンバー夏の強化合宿 〜初陣〜           | HMV仙台 E BeanS        | ミニライブ・握手会・撮影会。3期メンバーが出演。 |
| 10月29日    | SUPER☆GiRLS 〜アップルの旅〜                          | 群馬県                 | ファンクラブ会員限定バスツアー                  |

| 2017年         | 2017年                                                     | 2017年                                                | 2017年 |
| 公演日         | 公演名                                                     | 会場                                                  | 備考 |
| -------------- | ---------------------------------------------------------- | ----------------------------------------------------- | --- |
| 1月22日        | イオンモール土浦イベント                                   | イオンモール土浦                                      | 3期メンバーが出演。 |
| 2月26日        | iDOL Street Dream Party 2017 in サンリオピューロランド     | サンリオピューロランド                                | 前島は体調不良のため不参加。 |
| 7月15日        | SUPER☆GiRLS ファン参加型メンバー別チーム対抗ボウリング大会 | ラウンドワン市川鬼高店                                | ファンクラブ会員限定で、4月から行われていたラウンドワンとのコラボパックを利用すると応募資格が得られた。尾澤は体調不良のため不参加。 |
| 8月23日 - 25日 | スパガ☆カフェ スペシャルイベント                           | Theater Cafe & Dining "STORIA" powered by SQUARE ENIX | 8月16日から31日までオープンしたコラボカフェのスペシャルイベント。各日2部制で参加者とのゲーム企画等が行われた。                      |

| 2018年         | 2018年                                                                       | 2018年                   | 2018年                                               |
| 公演日         | 公演名                                                                       | 会場                     | 備考                                                 |
| -------------- | ---------------------------------------------------------------------------- | ------------------------ | ---------------------------------------------------- |
| 10月27日・28日 | SUPER☆GiRLS 超絶☆秋のバスツアー ミニ運動会！地引き網！海鮮BBQ！房総半島2日間 | 千葉県                   | ファンクラブ会員限定バスツアー                       |
| 11月7日        | #週4休みのひかるちゃん＜フル稼働＞キャンペーン                               | タワーレコード池袋       | 渡邉ひが出演。トーク・ポスターお渡し会。             |
| 11月8日        | #週4休みのひかるちゃん＜フル稼働＞キャンペーン                               | タワーレコード高崎オーパ | 渡邉ひ・溝手が出演。ミニライブ・トーク。             |
| 11月21日       | #週4休みのひかるちゃん＜フル稼働＞キャンペーン                               | タワーレコード福岡パルコ | 渡邉ひ・宮崎・溝手・内村が出演。ミニライブ・トーク。 |
| 11月22日       | #週4休みのひかるちゃん＜フル稼働＞キャンペーン                               | ららぽーと磐田           | 渡邉ひ・溝手・浅川・内村が出演。ミニライブ・トーク。 |
| 11月30日       | #週4休みのひかるちゃん＜フル稼働＞キャンペーン                               | HMV札幌ステラプレイス    | 渡邉ひ・宮崎・溝手が出演。ミニライブ・トーク。       |
| 11月30日       | #週4休みのひかるちゃん＜フル稼働＞キャンペーン                               | タワーレコード札幌ピヴォ | 渡邉ひ・宮崎・溝手が出演。ミニライブ・トーク。       |

| 2019年  | 2019年                                                                   | 2019年                       | 2019年 |
| 公演日  | 公演名                                                                   | 会場                         | 備考 |
| ------- | ------------------------------------------------------------------------ | ---------------------------- | --- |
| 2月1日  | S.P.C 4期メンバー WELCOME PARTY                                          | バグースプレイス             | ファンクラブ会員限定。石橋・阿部・金澤・石丸・坂林・井上・門林・樋口・松本が出演（卒業生の渡邉ひかるもMCとして出演）。 |
| 3月29日 | S.P.C Birthday Party #1 渡邉幸愛&石丸千賀 S.P.C生誕イベント              | J-SQUARE SHINAGAWA           | ファンクラブ会員限定。長尾は開催時間の都合で不参加。                                                                   |
| 4月12日 | S.P.C Birthday Party #2 石橋蛍 S.P.C生誕イベント                         | J-SQUARE SHINAGAWA           | ファンクラブ会員限定。長尾は開催時間の都合で不参加。                                                                   |
| 5月24日 | S.P.C Birthday Party #3 金澤有希・井上真由子・松本愛花 S.P.C生誕イベント | J-SQUARE SHINAGAWA           | ファンクラブ会員限定                                                                                                   |
| 7月26日 | S.P.C Birthday Party #4 阿部夢梨 S.P.C生誕イベント                       | J-SQUARE SHINAGAWA           | ファンクラブ会員限定                                                                                                   |
| 8月23日 | S.P.C Birthday Party #5 樋口なづな 生誕祭                                | J-SQUARE SHINAGAWA           | ファンクラブ会員限定。石橋は体調不良のため不参加。                                                                     |
| 11月3日 | S.P.C バスツアー&お食事会                                                | 大阪府                       | ファンクラブ会員限定                                                                                                   |
| 11月3日 | S.P.C Birthday Party #6 門林有羽&長尾しおり 生誕祭                       | 新大阪ワシントンホテルプラザ | ファンクラブ会員限定                                                                                                   |

| 2020年          | 2020年                                  | 2020年                    | 2020年 |
| 公演日          | 公演名                                  | 会場                      | 備考 |
| --------------- | --------------------------------------- | ------------------------- | --- |
| 1月30日         | S.P.C Birthday Party #7 坂林佳奈 生誕祭 | J-SQUARE SHINAGAWA        | ファンクラブ会員限定 |
| 2月29日（中止） | S.P.Cファンクラブイベント               | ATCホール                 | ファンクラブ会員限定。新型コロナウイルス感染症の流行の影響で中止。 |
| 3月27日（中止） | S.P.C BIRTHDAY PARTY「石丸千賀 生誕祭」 | J-SQUARE SHINAGAWA        | ファンクラブ会員限定。新型コロナウイルス感染症の流行の影響で中止。 |
| 11月23日        | SUPER☆GiRLS ファンクラブS.P.C限定ライブ | SHIBUYA PLEASURE PLEASURE | ファンクラブ会員限定。3回公演で、1部は渡邉考案の「お久しぶりです。スパガです！」、2部は門林考案の「Please stay with me〜In the future〜」、3部は石丸考案の「私たちのNIJIIROロード☆」が副題だった。 |

| 2021年   | 2021年                                                   | 2021年         | 2021年 |
| 公演日   | 公演名                                                   | 会場           | 備考 |
| -------- | -------------------------------------------------------- | -------------- | --- |
| 7月18日  | SUPER☆GiRLS 5期メンバー WELCOME☆PARTY!!!!!               | パームス秋葉原 | ファンクラブ会員限定。2回公演で、1部は長尾・坂林・門林・樋口・萩田・竹内・田中が、2部は長尾・金澤・門林・樋口・萩田・竹内・田中が出演。 |
| 8月19日  | 女性限定！ガールズトークショー                           | パームス秋葉原 | 1部は女性限定イベント。両部共に阿部・金澤・坂林・門林・樋口・萩田が出演。                                                               |
| 8月19日  | 樋口なづな生誕祭〜はたちのお誕生日会は萌え萌えきゅん！〜 | パームス秋葉原 | 1部は女性限定イベント。両部共に阿部・金澤・坂林・門林・樋口・萩田が出演。                                                               |
| 10月1日  | SUPER GiRLS SHOW TiME 10.01                              | パームス秋葉原 | 1部は坂林・門林・萩田・田中が、2部は阿部・坂林・門林・萩田・竹内・田中が出演。                                                          |
| 10月1日  | 萩田帆風&竹内ななみ 生誕イベント                         | パームス秋葉原 | 1部は坂林・門林・萩田・田中が、2部は阿部・坂林・門林・萩田・竹内・田中が出演。                                                          |
| 11月13日 | 門林有羽 生誕イベント                                    | パームス秋葉原 | 阿部・坂林・門林・樋口・萩田・田中が出演。                                                                                              |
| 11月13日 | 長尾しおり生誕2021 シンデレラタイム解禁会♡               | パームス秋葉原 | 阿部・長尾・坂林・門林・樋口・萩田・田中が出演。                                                                                        |
| 12月26日 | SUPER☆GiRLS 年末大感謝祭2021                             | パームス秋葉原 | 2回公演。第3部として特典会も行われた。                                                                                                  |

| 2022年   | 2022年                                                                                          | 2022年                               | 2022年 |
| 公演日   | 公演名                                                                                          | 会場                                 | 備考 |
| -------- | ----------------------------------------------------------------------------------------------- | ------------------------------------ | --- |
| 1月22日  | SUPER☆GiRLS 大新年会 2022                                                                       | パームス秋葉原                       | 2回公演 |
| 2月13日  | バレンタイン☆トークショーイベント                                                               | アキバホール                         | 4回公演 |
| 5月3日   | 4期トークショーイベント                                                                         | パームス秋葉原                       | 金澤・坂林・門林・樋口・田中が出演。 |
| 5月3日   | 金澤有希生誕祭〜20代ラストだよ！全員集合〜                                                      | パームス秋葉原                       | 金澤・坂林・門林・樋口が出演。 |
| 5月3日   | よんき、げんき、よき！4期の神4がお送りするEternal Party in Earth                                | パームス秋葉原                       | 金澤・坂林・門林・樋口が出演。 |
| 6月12日  | 「Summer Lemon」最速先行公開！ミュージックビデオ上映会                                          | パームス秋葉原                       | 阿部は体調不良のため不参加。 |
| 6月12日  | 結成12周年記念イベント＋0611スパガワンマンお土産サイン会                                        | パームス秋葉原                       | 2回公演。阿部は体調不良のため不参加。 |
| 7月16日  | 田中想 生誕祭 〜seventeenになっても甘やかしてくれますか？〜                                     | パームス秋葉原                       | 萩田・竹内・田中が出演。 |
| 8月27日  | 樋口なづな生誕イベント「なづちゃん21歳のお誕生日会！おかえりなさいませ！ご主人様お嬢様♡」       | パームス秋葉原                       | 金澤・坂林・門林・樋口が出演。 |
| 9月25日  | 萩田帆風生誕イベント 〜22歳もHAPPYをお届けしちゃうぞBirthday bash！〜                           | パームス秋葉原                       | 阿部・坂林・萩田・田中が出演。 |
| 10月1日  | SUPER☆GiRLS 超絶☆秋のバスツアー2022                                                             | 千葉県                               | |
| 10月10日 | 金澤有希 プロデュース公演 "ありがとう 〜これが私のアイスト道〜"                                 | duo MUSIC EXCHANGE                   | SUPER☆GiRLSメンバーの他、伊藤千咲美、森岡悠、南ななこ、熊代珠琳、平野沙羅、西田ひらりがゲスト出演し、GEM (アイドルグループ)の楽曲を披露した。 |
| 10月10日 | 長尾しおりソロライブ ♡Cosmic Discord?!♡                                                         | duo MUSIC EXCHANGE                   | 長尾・坂林が出演。 |
| 10月10日 | SUPER☆GiRLS AUTUMN MiNi LiVE                                                                    | duo MUSIC EXCHANGE                   | 樋口が12月をもって卒業することが発表された。                                                                                                  |
| 10月29日 | SUPER☆GiRLS 4期 Presents 秋の大収穫祭〜トリックオアトリート 来てくれてもいたずらしちゃうぞっ♡〜 | パームス秋葉原                       | 金澤・坂林・門林・樋口が出演。 |
| 10月29日 | 門林有羽ちゃんのお誕生日会〜24歳もみんなとニコニコしていたい〜                                  | パームス秋葉原                       | 金澤・坂林・門林・樋口が出演。 |
| 11月12日 | 長尾しおり生誕ライブ2022 〜最後まで好き放題させてよラストティーン〜                             | パームス秋葉原                       | |
| 12月8日  | 4期ちゃんのSUPERお給仕パーティー♡世界でいちばん萌え萌えきゅん！                                 | 秋葉原 LIVE RESTAURANT Heaven's Gate | 2回公演。金澤・坂林・門林・樋口が出演。 |

| 2023年   | 2023年                                                                                     | 2023年                       | 2023年 |
| 公演日   | 公演名                                                                                     | 会場                         | 備考 |
| -------- | ------------------------------------------------------------------------------------------ | ---------------------------- | --- |
| 3月21日  | スパガ6期メンバー！ウェルカムイベント                                                      | パームス秋葉原               | 1部は坂林・門林・鎌田・柏・河村・櫻井・羽渕が出演。ライブパートは羽渕の足の不調により延期された。 3部・4部には「スパガ第6章！全員そろって大特典会！」と称した特典会が行われた。 |
| 3月21日  | ななみんおかえり！SUPER☆GiRLS 6章全員大集合！                                              | パームス秋葉原               | 1部は坂林・門林・鎌田・柏・河村・櫻井・羽渕が出演。ライブパートは羽渕の足の不調により延期された。 3部・4部には「スパガ第6章！全員そろって大特典会！」と称した特典会が行われた。 |
| 4月23日  | スパガ6期メンバー！ウェルカムイベント 〜6期メンバーライブ〜                                | パームス秋葉原               | 6期メンバーが出演。3月21日に予定されていたライブパートの振替公演。 |
| 4月23日  | 鎌田彩樺 生誕パーティー 〜ハタチのアヤチ Can you make me a princess...？♡〜                | パームス秋葉原               | 竹内・鎌田・柏・河村・櫻井・羽渕が出演。 |
| 5月3日   | ファンクラブS.P.Cリニューアル記念イベント                                                  | パームス秋葉原               | ファンクラブ会員限定。2部には「ファンクラブS.P.C会員限定！大特典会」と称した特典会が行われた。                                                                                  |
| 6月17日  | スパガ 6期メンバ－イベント                                                                 | パームス秋葉原               | 鎌田・柏・河村・櫻井・羽渕が出演。 |
| 6月17日  | 河村果歩 生誕イベント〜OHA!!! I'm still 16.〜                                              | パームス秋葉原               | 鎌田・柏・河村・櫻井・羽渕が出演。 |
| 7月23日  | 櫻井陽夏 生誕LIVE 〜♪Wonderful dream♡                                                      | パームス秋葉原               | 柏・櫻井が出演。 |
| 7月23日  | カシワールド☆生誕ソロライブ                                                                | パームス秋葉原               | 柏・櫻井が出演。 |
| 7月23日  | 田中想 18th Anniversary 〜 My ideal 〜                                                     | パームス秋葉原               | 竹内・田中が出演。 |
| 8月12日  | SUPER☆GiRLS SUMMER EVENT                                                                   | パームス秋葉原               | 阿部は不参加。 |
| 8月12日  | SUPER☆GiRLS 5期イベント                                                                    | パームス秋葉原               | 萩田・竹内・田中が出演。 |
| 10月1日  | 竹内ななみ 生誕ソロライブ 〜throw down the gauntlet〜                                      | パームス秋葉原               | 竹内・田中が出演。 |
| 10月14日 | エイベックス 秋のアイドル大運動会2023!! 〜みんな おんなじキモチでV!CTORYいただくにゃー～〜 | J-SOCIETY FOOTBALL PARK 多摩 | 東京女子流・わーすたと共演。 |
| 11月6日  | 阿部夢梨プロデュース公演 ♡iDOL Street memory up♡                                           | AKIBAカルチャーズ劇場        | SUPER☆GiRLSメンバーの他、わーすたがシークレットゲストとして出演。 |
| 11月23日 | SUPER☆GiRLS 超絶☆バスツアー                                                                | 茨城県                       | |

| 2024年  | 2024年                                                                 | 2024年                | 2024年 |
| 公演日  | 公演名                                                                 | 会場                  | 備考 |
| ------- | ---------------------------------------------------------------------- | --------------------- | --- |
| 1月28日 | 東京アイドル劇場 SUPER☆GiRLS 6期 #超絶チャレンジ129 ラストスパート公演 | 内幸町ホール          | 6期メンバーが出演。 |
| 1月29日 | スパガ6期ロッキーになる!!!!!! 129日全力企画イベント                    | パームス秋葉原        | 6期メンバーが出演。 |
| 2月2日  | 超絶未来は無限大 #1                                                    | AKIBAカルチャーズ劇場 | なみだ色の消しごむをゲストに迎えてのツーマンライブ。                                                                                   |
| 3月9日  | 羽渕花恋 生誕祭 〜Everyone happy.Fifteenth Anniversary❤〜              | パームス秋葉原        | 竹内・鎌田・羽渕が出演。 |
| 4月5日  | 超絶未来は無限大 #2                                                    | AKIBAカルチャーズ劇場 | Peel the Appleをゲストに迎えてのツーマンライブ。坂林は不参加。                                                                         |
| 4月29日 | かなぽんおかえり！SUPER☆GiRLS全員そろってトークショー                  | パームス秋葉原        | |
| 4月29日 | 鎌田彩樺 21st Anniversary LIVE 〜 w / あやちをあやち隊！♡ 〜           | パームス秋葉原        | 鎌田・柏・河村・櫻井・羽渕が出演。 |
| 5月3日  | 超絶未来は無限大 #3                                                    | AKIBAカルチャーズ劇場 | Palette Paradeをゲストに迎えてのツーマンライブ。                                                                                       |
| 7月6日  | 河村果歩 生誕イベント ♡かわむらかほちゃんせいちょうちゅー♡             | 表参道GROUND          | 鎌田・柏・河村・櫻井・羽渕が出演。 |
| 7月6日  | 櫻井陽夏生誕ライブ♡ 〜17歳！みんなのヒロインになるのだっ!!〜           | 表参道GROUND          | 柏・河村・櫻井が出演。 |
| 7月7日  | 柏綾菜 生誕イベント 〜welcome☆カシワランド 生誕ソロライブ!!〜          | 表参道GROUND          | 柏・櫻井・柏結菜（実妹）が出演。 |
| 7月7日  | 田中想 生誕祭 19th Anniversary 〜 Like the prom queen ♥ 〜             | 表参道GROUND          | 竹内・田中が出演。 |
| 10月5日 | 竹内ななみ 生誕祭 〜はたち！〜                                         | 表参道GROUND          | 2部は竹内・田中・羽渕が、3部は坂林・門林が出演。1部には「2ショット撮影会〜メンバーが撮影しちゃうってよ！〜」と称した特典会が行われた。 |
| 10月5日 | 門林有羽 生誕祭2024 〜アイドルになって6回目のお誕生日♡〜               | 表参道GROUND          | 2部は竹内・田中・羽渕が、3部は坂林・門林が出演。1部には「2ショット撮影会〜メンバーが撮影しちゃうってよ！〜」と称した特典会が行われた。 |

| 2025年      | 2025年                                                                                 | 2025年           | 2025年 |
| 公演日      | 公演名                                                                                 | 会場             | 備考 |
| ----------- | -------------------------------------------------------------------------------------- | ---------------- | --- |
| 1月25日     | 「もっともっと♡」リリース記念イベント                                                  | 表参道GROUND     | 個別TikTok撮影会・私物サイン会・グループ握手会。                                                                                |
| 2月10日     | 「もっともっと♡」リリース記念イベント                                                  | SHIBUYA SCRAMBLE | ミニライブ・グループ撮影会・グループTikTok撮影会・個別撮影会。1部制。                                                           |
| 3月15日     | 「もっともっと♡」リリース記念イベント                                                  | パームス秋葉原   | ミニライブ・個別握手会・グループTikTok撮影会・プチVIP会。1部制。                                                                |
| 4月6日      | 「Re Star☆T!!!!!!」リリース記念イベント                                                | パームス秋葉原   | ミニライブ2部制・個別握手会1部・グループ握手会1部・個別撮影会1部・3ショット撮影会1部・グループ撮影会1部制。                     |
| 4月29日     | 鎌田彩樺生誕祭2025 〜♡にゃんにゃんだにゃん♡〜                                          | 表参道GROUND     | 2部は竹内・田中・鎌田・柏・河村・櫻井が出演。1部は特典会イベントが行われた。                                                    |
| 5月5日      | 遅れてごめんね！カラオケ配信100曲達成ご褒美ライブ 〜アコースティックもやっちゃいます〜 | 青山月見ル君想フ | 坂林・柏・櫻井が出演。サポートギターをキタムラチカラが務めた。                                                                  |
| 7月5日・6日 | 「可愛いだけじゃいられない」リリース記念イベント                                       | パームス秋葉原   | 5日はミニライブ・グループ撮影会・個別握手会・グループ握手会。1部制。 6日はミニライブ・グループTikTok撮影会・個別握手会。1部制。 |
| 7月6日      | 河村果歩 生誕祭 〜かほっちの青春はここにある！〜                                       | パームス秋葉原   | 全員が出演。 |
| 7月6日      | 櫻井陽夏 生誕祭 〜さくらいちゃんおとなになるって！〜                                   | パームス秋葉原   | 竹内・鎌田・柏・河村・櫻井が出演。                                                                                              |
| 7月19日     | 柏綾菜 生誕祭 〜柏ルールで行きます☆20歳の生誕祭〜                                      | パームス秋葉原   | 坂林・柏・河村・櫻井が出演。 |
| 7月19日     | 田中想 生誕祭 〜Chapter XX〜                                                           | パームス秋葉原   | 竹内・田中・鎌田が出演。 |

## 出演
個人の活動については、それぞれの項を参照のこと。

### テレビ

#### 冠番組
- avexアイドルオーディション2010 〜ケータイ育成アイドル SUPER☆GiRLS誕生〜（2010年8月28日、EX）
- 音楽特集〜SUPER☆GiRLS（2010年12月17日、スカパー! エンタ!371）
- Pigooライブ〜SUPER☆GiRLS（2011年10月1日・2日、エンタ!371・Pigoo HD）
- SUPER☆GiRLS スペシャル（2012年2月2日、100%ヒッツ!スペースシャワーTVプラス）
- EveryBody JUMP!! 〜SUPER☆GiRLS九州初上陸〜（2012年2月24日、九州朝日放送）
- SUPER☆GiRLSの超絶アドベンチャー!（2012年4月3日 - 2015年12月17日 、アイドル専門チャンネルPigoo） - 初の冠レギュラー
- SUPER☆GiRLS Live Tour 2013 〜Celebration〜 独占密着（2013年3月31日、TBSチャンネル2）
- Girls TV! feat.SUPER☆GiRLS（2013年4月2日 - 2015年9月29日、日本海テレビ）
- SUPER☆GiRLS Live Tour 2013 〜Celebration〜 独占密着最新版!（2013年6月1日、TBSチャンネル1）
- SUPER☆GiRLS 生誕3周年記念SP アイドルストリートカーニバル 日本武道館 〜超絶少女たちの挑戦2013〜（2013年7月28日、TBSチャンネル1）
- SUPER☆GiRLSのヒミツ合宿（2014年3月8日、テレ朝動画）
- ワンチャン〜アイドル再起奮闘バラエティ〜（2015年10月8日 - 12月31日、TX）[202]
- SUPER☆GiRLSのカクモク「深堀り居酒屋」（2016年8月4日、Kawaiian TV） - 志村・渡邉ひ・宮﨑・溝手・田中・内村
- スパガの疑心暗鬼（2016年10月27日、Kawaiian TV） - 志村・渡邉ひ・宮崎・溝手・浅川・内村・木戸口
- 前島亜美 〜Graduation☆Ceremony〜（2017年3月31日、テレ朝チャンネル1）
- SUPER☆GiRLS 志村理佳卒業記念！みんなで思い出つくっちゃおうSP（2018年8月18日、テレ朝チャンネル1）
- SUPER☆GiRLS 第3章 最後に思い出つくっちゃおうスペシャル!! Part 2（2019年3月3日、テレ朝チャンネル1）
- 出張スパガ☆Times アイドルが番組をつくったらこうなった（2020年2月28日(27日深夜)、TBC）
- SUPER☆GiRLS 超LIVE 2019 〜新たなる道へ〜（2021年6月6日、歌謡ポップスチャンネル）
- SUPER☆GiRLS 11th Anniversary&渡邉幸愛卒業ライブ はじまりエール5時間スペシャル放送（2021年7月25日、テレ朝チャンネル1）
- SUPER☆GiRLS 卒業ライブ直前！ワタシニサチアレ!!（2023年2月10日、テレ朝チャンネル1）
- SUPER☆GiRLS デビュー12周年記念ライブ超絶完全版（2023年3月26日、テレ朝チャンネル1）
- SUPER☆GiRLS 13周年&阿部卒業ライブ完全版 〜夢梨が卒業までに叶えたい！5時間SP〜（2024年2月3日、テレ朝チャンネル1）

#### テレビドラマ
- 超絶☆絶叫ランド（2013年7月17日 - 9月25日、 CBC）
- トレース〜科捜研の男〜（2019年1月7日、CX）

#### レギュラー番組
- つながるセブン（2011年1月18日 - 9月20日、J:COM） - 火曜レギュラー
- 情報満喫バラエティ 週末にしたい10のこと!（2011年4月8日 - 2012年1月13日、毎週金曜、NTV）
- LIONS CHANNEL（2011年4月25日 - 終了時期不詳、テレビ埼玉） - レギュラーアシスタント（稼農・田中）
- スクールライブショー「SUPER☆GiRLSの超絶☆仕事人」（2012年4月29日 - 終了時期不詳、NHK Eテレ） - コーナーレギュラー
- あいどりゅ☆（2015年10月7日 - 2016年3月30日、日本海テレビ）
- TOKYO IDOL TV（2015年12月10日 - 2016年1月22日、CX） - ゲストMC（志村・荒井・田中・前島・渡邉幸・浅川）
- Nippon Idol Cup（2016年2月18日 - 終了時期不詳、BSスカパー!） - MC（前島・浅川）
- めちゃフル!（2016年4月6日 - 9月28日、日本海テレビ）

#### 音楽番組
- 美少女アイドル大集合!〜かわいさ余ってOTOME100倍!（2010年12月3日、朝日放送） - 初の音楽番組
- ミュージャック（2010年12月17日・2011年8月26日・9月30日・2012年6月29日・10月19日・2013年2月22日・9月13日、関西テレビ） - 2011年8月26日は田中・溝手・後藤・前島が、9月30日は志村・渡邉ひ・宮﨑・荒井・田中・前島が、2012年6月29日は志村・荒井・田中・溝手・後藤が、2013年2月22日は八坂・志村・宮﨑・荒井・田中・後藤・前島が、9月13日は田中・溝手・後藤・前島が出演。
- 激☆音ボケ plus（2010年12月27日・2011年3月28日、TOKYO MX） - 八坂・志村・稼農・前島
- 月刊MelodiX!（2011年3月27日・9月25日・2012年4月29日・6月24日・10月28日、TX）
- MUSIC JAPAN（2011年3月27日・6月19日・10月9日・2012年4月15日・7月8日・10月21日・2014年5月19日・2015年2月10日・9月14日、NHK総合）
- ハッピーMusic（2011年4月2日・6月25日・10月15日・2012年4月21日・7月7日・10月20日・2013年2月23日、NTV）
- ミューサタ（2011年6月3日・10日、CX）
- 魁!音楽番付〜EIGHT〜（2011年7月27日・2012年1月11日・18日・4月11日・18日・6月13日・2013年8月28日、CX）
- HEY!HEY!HEY! MUSIC CHAMP（2011年9月26日・2012年8月6日、CX）
- 第53回 輝く!日本レコード大賞（2011年12月30日、TBS）
- 音龍門 〜MUSIC DRAGON GATE〜（2012年4月9日・16日・2013年2月19日・26日、NTV）
- COUNT DOWN TV（2012年7月8日・2013年6月16日・2014年5月11日、TBS）
- musicる TV（2012年7月10日・2014年5月13日・11月11日、EX） - 八坂・志村・荒井・田中・後藤・前島（2012年7月10日）
- 音楽熱帯夜 - ゆび祭り〜アイドル臨時総会〜 -（2012年7月14日、NHK BSプレミアム/2012年11月15日、NHK総合）
- 新春女子会コンサート（2013年1月2日、NHK総合）
- ミュージックドラゴン 〜音楽龍〜（2013年6月15日・2014年2月15日・5月17日、NTV）
- 1番ソングSHOW（2014年5月7日、NTV） - 荒井・溝手・前島・浅川
- FULL CHORUS 〜音楽は、フルコーラス〜（2015年8月18日、BSスカパー!）
- ONGAX NARITAアイドルFes 2015（2015年9月10日、千葉テレビ）
- やみつきアイドルプロジェクト「NIPPON IDOL CUP 前夜祭〜最後の仲良しパーティー〜」（2015年12月24日、BSスカパー!） - 前島・浅川はMCも担当
- バズリズム（2016年8月27日、NTV）
- アイドルお宝くじ（2017年5月20日、EX）
- アイドルお宝くじ特別編!!バレンタインだよ！愛の名曲カヴァーしNIGHT（2018年2月11日、CSテレ朝チャンネル） - 渡邉ひ・宮崎・田中・溝手・内村・阿部・長尾
- @JAM TV powered by LIVE DAM STADIUM（2019年10月28日、 日テレプラス）
- PLAYLIST（2019年12月18日・2020年12月23日・2021年4月28日・2023年6月28日、TBS）
- 超音波（2023年6月24日、TX）
- 歌のサンセット（2023年7月28日、TX）

#### その他の番組
- 全力坂（2024年2月20日・28日、EX） - 竹内[203][204]

### 映画
- 劇場版 HUNTER×HUNTER -The LAST MISSION-（2013年12月27日 - 、東宝） - 志村・田中・前島（声優）[205]

### ラジオ
- GO!5!SUPER☆GiRLS（2010年7月8日 - 8月26日、毎週木曜、下北ＦＭ）
- サタデーキューティナイト アイドルスタジオNo.1（2010年12月5日、ニッポン放送） - 八坂・宮﨑・荒井・秋田
- SUPER☆GiRLSのオールナイトニッポンR（2010年12月17日深夜、ニッポン放送） - 八坂・志村・荒井・田中・前島
- AV Music Channel「SUPER☆GiRLS通信」（2011年1月5日 - 終了時期不詳、毎週水曜、エフエム北海道） - 渡邉ひ・勝田
- SUPER☆GiRLS 超絶パーティー（2011年4月5日（4日深夜） - 2016年7月29日（28日深夜）、毎週火 - 金曜（月 - 木曜深夜）、ニッポン放送）[注 44]
- 音もん（2011年4月17日 - 2012年3月18日、毎週日曜、朝日放送） - 隔週レギュラー（溝手・後藤）
- 大野勢太郎 HYPER RADIO内ハイパー人生相談（2012年6月1日 - 2013年11月29日、毎週金曜、NACK5） - メンバーが持ち回りで出演
- 文化放送ライオンズナイターSET UPスペシャル「SUPER☆GiRLS 5th ANNIVERSARY RADIO」（2015年5月7日、文化放送） - 志村・荒井・田中
- ラジカントロプスNEXT 2週連続「iDOL Streetスペシャル」（2016年6月20日・27日、ラジオ日本） - 志村（20日）、宮﨑・渡邉幸（27日）
- SUPER☆GiRLSのスーパーラジオ!（2016年10月2日（1日深夜） - 2019年6月29日、MBSラジオ）
- 日清麺職人Presents SUPER☆GiRLSのスーパーラジオSP!!! 〜レギュラー番組開始1か月で早くも公開収録しちゃうんだSP!〜（2016年11月13日、MBSラジオ）
- 2016→2017 SUPER☆GiRLSのスーパーラジオ！にょーす！年越し生放送拡大SP（2016年12月31日、MBSラジオ）
- たこ焼道楽 わなか presents SUPER☆GiRLSのスーパーラジオ! 万博へGO! SP!!!（2017年10月9日、MBSラジオ）
- SUPER☆GiRLSのスーパーラジオ! 〜新たなる道へ〜2時間拡大!!!!（2018年12月29日、MBSラジオ）
- R-ジャック（2020年1月7日（6日深夜）、KBCラジオ） - パーソナリティ（渡邉・石丸）
- GIRLS♥GIRLS♥GIRLS =RED ZONE= SUPER☆GiRLSと超絶☆夜ふかしタイム!!!! (2020年7月1日 - 2021年6月30日、FM FUJI)
- Mラジ Music Treasures「SUPER GiRLS特集」（2022年7月22日・12月14日・2023年7月12日・12月15日、MBSラジオ） - 萩田・竹内（7月22日）、坂林・門林（12月14日）、坂林・門林・鎌田（7月12日）、門林・竹内（12月15日）
- SUPER☆GiRLSのナイスすぱが!（2024年1月7日〈6日深夜〉 - 、ラジオ日本） - 第6期メンバー（鎌田・柏・河村・櫻井・羽渕）[206][注 45]

### CM

#### 全国放送
- イトーヨーカドー[207]

  - 2011年
    - 「ハッピーデー」[注 46]「美楽OOL」「春のザ・セール」「恋☆水着」「恋☆浴衣」「夏のクリアランス」「夏のザ・セール」「敬老の日」「ザ・セール」「good day」
    - 「冬物特別奉仕」 - 稼農・渡邉ひ・田中・溝手・後藤・前島
    - 「冬のザ・セール」 - 稼農・渡邉ひ・田中・溝手・後藤・前島
    - 「おまけつくつく ザ・セール」 - 稼農・渡邉ひ・田中・溝手・後藤・前島

  - 2012年
    - 「ハッピーデー」[注 46]「大創業祭」「恋☆水着」
    - 「初売り」 - 渡邉ひ・勝田・田中・溝手・後藤・前島
    - 「冬のクリアランス」 - 渡邉ひ・勝田・田中・溝手・後藤・前島
    - 「春のザ・セール」 - 八坂・志村・宮﨑・荒井・田中・前島
    - 「good day by AMERICAN COLORS」 - 八坂・荒井・田中[143]
    - 「新生活」 - 八坂・志村・稼農・荒井・田中[143]
    - 「good day@home」 - 渡邉ひ・勝田・溝手
    - 「ネットスーパー」 - 志村・後藤[208]
    - 「お魚調理サービス」 - 志村・後藤[208]
    - 「セブン&アイ誕生祭」 - 八坂・志村・稼農
    - 「goodday Powder Feel Denim」 - 八坂・志村・渡邉ひ・荒井・田中・溝手・後藤
    - 「大北海道収穫祭」 - 八坂・荒井・田中

  - 2013年
    - 「ハッピーデー」[注 46]「恋☆水着」
    - 「初売りクリアランス」 - 八坂・荒井
    - 「冬物半額」 - 志村・稼農・渡邉ひ・宮﨑・勝田・田中・溝手・後藤
    - 「美と健康フェア」 - 八坂・志村・宮﨑・荒井・田中・前島
    - 「STRETCH PANTS」 - 志村・渡邉ひ・溝手/志村・渡邉ひ・荒井・田中・溝手
    - 「レイングッズ」 - 荒井・田中
    - 「北海道フェア」 - 八坂・志村・渡邉ひ・勝田
    - 「冬物特別奉仕」 - 荒井・田中

  - 2014年
    - 「恋☆水着」 - 志村・荒井・田中・後藤・前島

  - 2015年
    - 「恋☆水着」
- エムティーアイ「comic.jp」（2012年） - 溝手・後藤。中村獅童との共演。
- サンガリア「氷晶」（2012年） - 志村・渡邉ひ・田中・溝手・後藤[209]
- ロッテリア
  - 「絶品バトルキャンペーン」（2012年6月）[210][211]
  - 「2枚級挑戦キャンペーン」（2012年12月）
  - 「2倍級バーガーキャンペーン」（2013年5月・12月）[212][213][214]
  - 「3枚級挑戦キャンペーン」（2014年5月）
  - 「濃厚6種チーズの絶品チーズバーガー　店内篇」（2015年11月） - 志村・荒井・田中
  - 「今年のロッテリアは夏エビ!夏リブ!篇」（2016年7月・8月） - 志村・宮﨑・浅川
- ディノス・セシール「フジテレビフラワーネット」（2012年）[145]
- アソビモ 「アヴァベルオンライン」
  - 「アヴァベル総選挙立候補者01」（2015年）
  - 「アヴァベル総選挙グランプリCM編」（2015年） - ゲームユーザーによる投票により出演権を獲得した
- 森永乳業 pino「ピノが起こす魔法篇」（2018年2月）

#### 地域限定放送
- イトーヨーカドー
  - 「月・火 得の市」（2011年7月、長野県） - 志村・田中
  - 「月・火 得の市」（2011年8月、北海道・長野県・山梨県） - 稼農・渡邉ひ・勝田・田中
  - 「お盆大食品祭」（2011年8月、青森県・岩手県・宮城県・福島県） - 渡邉ひ・勝田・溝手・後藤
  - 「石巻あけぼの店改装オープンセール」（2011年11月、宮城県）
  - 「アウターフェア」（2011年11月、北海道・青森県）
  - 「冬靴フェア」（2012年11月、北海道・青森県） - 稼農・渡邉ひ・勝田・田中
  - 「月・火 得の市」（2013年2月、北海道・山梨県・長野県・新潟県） - 勝田・田中・溝手・後藤

読者の選ぶCM大賞
『CM NOW』Vol.154（玄光社）の「読者の選ぶCM大賞2011」で、「恋☆水着」「恋☆浴衣」篇（イトーヨーカドー水着と浴衣夏キャンペーン）が50位（533点）に選ばれた。また、新人タレント部門で6位（75票）に入賞した。

### イメージキャラクター
- 日本貨物鉄道（JR貨物）「コンテナ輸送品質向上キャンペーン」（2011年 - 2013年）
- よみうりランド「SUPER☆COOL"S"」（2012年）
- デジタル推進協会「あなたの"SUPER"がある。」BS21社共同キャンペーン（2013年11月 - 2014年2月）[217]
- ホノルルマラソン
  - ホノルルハーフマラソン・ハパルア2014 盛り上げ隊（2014年）[218]
  - ホノルルハーフマラソン・ハパルア2015 盛り上げ隊（2015年）
- 東急リゾートサービス 東急スノーリゾートアンバサダー（2014年 - 2015年） - 志村・宮﨑・荒井・田中
- マイメロディ40周年アニバーサリーフェア「OMOIYARI TO YOU」イメージビジュアルモデル（2015年） - 溝手・前島
- 森永乳業「pino」バレンタインキャンペーン宣伝大使（2018年）
- UtaTen「チェキチャ」アンバサダー（2020年）[219]
- 「レプタイルズワールド2023」レプガール（2023年） - 坂林・河村[220]

### 舞台
- 時空警察ヴェッカーχ ノエルサンドレ（2011年11月1日 - 6日、荻窪・魁ホール） - 宮﨑（時空刑事リン / 明日香輪 役）・八坂（時空刑事アリサ / 麻宮亜里沙 役）
- 超絶☆歌劇団 旗揚げ公演（2012年9月15日 - 22日、東京タワーフットタウン）
  - 妄想GiRLS（八坂・稼農・荒井・田中・後藤）[221]
  - 回想GiRLS（志村・渡邉ひ・宮﨑・勝田・溝手・前島）[221]
- 超絶☆歌劇団 大阪公演（2013年3月25日、ABCホール）・名古屋公演（2013年4月6日、中電ホール）
  - 妄想GiRLS（八坂・荒井・田中・後藤）
  - 回想GiRLS（志村・渡邉ひ・宮﨑・勝田・溝手・前島）
- 超絶☆歌劇団 2013『SUPER☆WORLD 〜彼女達の冒険〜』（2013年11月2日 - 9日、DDD青山クロスシアター）
- 超絶☆歌劇団 2015『SUPER☆WORLD RETURNS 〜彼女達の冒険〜』（2015年2月11日 - 15日、DDD青山クロスシアター） - 渡邉ひ・勝田・荒井・渡邉幸・浅川[222]
- Girls Street Theater 2015『座・花御代コンチェルト』（2015年11月6日 - 15日、CBGKシブゲキ!!） - 前島・浅川（さくら組）、渡邉幸（すみれ組）
- SUPER☆GiRLS宮崎理奈プロデュース公演『不思議の国のカンタータ 〜泣き声混じりの空想歌〜』（2017年11月22日 - 26日、新宿村LIVE） - 宮崎・渡邉ひ・溝手・内村・尾澤
- オッドエンタテインメント『ゲキドル the STAGE』（2021年3月3日 - 7日、シアターサンモール） - 渡邉幸・長尾
- [Otona Project 第四十八弾] 演劇ユニット【爆走おとな小学生】 第十五回課外授業 朗読劇『シアター』（2023年9月20日 - 24日、シアターグリーン BOX in BOX THEATER） - 柏（浅井順子 役・Wキャスト）[223]
- 朗読劇『散りて尚、』（2024年5月15日 - 19日、劇場MOMO） - 柏（ミツキ 役・Wキャスト）[224]
- 演劇ユニット【メイホリック】メイホリックシアター17 朗読劇『白きは沈黙の街で』（2024年11月13日 - 17日、CBGKシブゲキ!!） - 田中想（カイヤ 役・Wキャスト）[225]
- 演劇ユニット【メイホリック】メイホリックシアター18 朗読劇『美術室に置き去りにされた天使－再演－』（2025年4月2日 - 5日、シアターサンモール） - 柏（椿 役・Wキャスト）[226]

### モデル
- 成人式用振袖カタログ「ふり姫2013」（2012年、日本きものシステム協同組合） - 志村・荒井

### WEB
- ニコニコ生放送
  - アイドルニコ電★SUPER☆GiRLSの1週間ニコ電ジャック♪（2010年12月6日 - 12日、ニコニコ生放送）[227]
  - 「SUPER☆GiRLS」のニコ生SMILE★SHOW!!（2011年4月19日、ニコニコ生放送） - 八坂・志村・稼農・渡邉ひ・宮﨑・荒井[228]
  - 夏直前!★SUPER☆GiRLSと浴衣でニコニコ電話♪（2011年6月14日、ニコニコ生放送） - 志村・宮﨑・荒井・田中・前島
  - SUPER☆GiRLS 〜ニコ生でJUMP!!〜衣装シャッフル SP（2012年2月15日、ニコニコ生放送） - 八坂・志村・荒井・田中
  - OH!天気お姉さん〜SUPER☆GiRLSを撮ってみた〜 with. 美人天気（2012年5月1日、ニコニコ生放送） - 八坂・志村・渡邉ひ
  - SUPER☆GiRLS プリプリ♥緊急会議!（2012年7月6日、ニコニコ生放送） - 八坂・稼農・宮﨑
  - スパガの夏MAX盛り!青森ねぶた生中継でゴー!（2012年8月3日、ニコニコ生放送）
  - スパガのまだまだ夏MAX盛り!青森ねぶた生中継でゴー!（2012年8月6日、ニコニコ生放送）
  - SUPER☆GiRLS "第一章"ラストニコ生!! 全メンバー登場「空色のキセキ」発売記念特番（2014年2月11日、ニコニコ生放送）
  - SUPER☆GiRLS "第二章"初ニコ生!!新装開店!!「花道!!ア〜ンビシャス」発売記念特番（2014年5月17日、ニコニコ生放送）
  - 夏のアイスト祭り第4弾!新体制SUPER☆GiRLSメンバー全員生出演特番（2016年7月30日、ニコニコ生放送）
  - SUPER☆GiRLS LIVE映像実況特番（2017年3月10日、ニコニコ生放送） - 志村・渡邉ひ・溝手
  - SUPER☆GiRLS 8周年ライブ 独占生中継（2018年12月19日、ニコニコ生放送）
- AmebaStudio → FRESH! → FRESH LIVE → OPENREC.tv
  - SUPER☆GiRLS 〜女子力会議〜（2011年9月29日、AmebaStudio） - 八坂・稼農・渡邉ひ・宮﨑・田中
  - アメーバスタジオ プレミアム放送（2011年10月29日 - 、不定期、AmebaStudio）
  - 超絶☆絶叫ランド」放送記念特番@アメスタ（2013年7月24日 - 9月28日、AmebaStudio）
  - 超絶夢らんど 事前学習 特別番組@アメスタ（2013年9月12日、AmebaStudio） - 八坂・宮﨑・前島
  - アイドル収穫祭〜iDOL Street EXPO 2013〜＠アメスタ生中継!（2013年10月14日、AmebaStudio）
  - SUPER☆GiRLS 3タイトルリリース記念特別番組＠アメスタ（2013年11月28日、AmebaStudio）
  - SUPER☆GiRLS 9th Single「空色のキセキ」リリース記念特番（2014年2月17日、AmebaStudio）
  - 花道!!ア〜ンビシャス&iDOL Street アメチャン Wリリース特番（2014年5月16日、AmebaStudio）
  - SUPER☆GiRLS「アッハッハ!〜超絶爆笑音頭〜」発売記念特番（2014年8月19日、AmebaStudio）
  - 超絶ハロウィン事前学習 特別番組 2014@アメスタ（2014年9月24日、AmebaStudio） - 志村・渡邉ひ・後藤
  - SUPER☆GiRLS デビュー4周年記念特番（2014年12月20日、AmebaStudio）
  - SUPER☆GiRLS 「ギラギラRevolution」リリース記念特別番組@アメスタ（2015年2月16日、AmebaStudio）
  - SUPER☆GiRLS大人5人の【GiRLS☆トーク】@アメスタ（2015年5月1日、AmebaStudio） - 志村・渡邉ひ・宮﨑・勝田・荒井
  - 祝5周年!SUPER☆GiRLS特別番組・ツアーファイナル直前SP@アメーバスタジオ（2015年6月16日、AmebaStudio）
  - Girls Street Theater 2015「座・花御代コンチェルト」上演記念特別番組（2015年11月1日、AmebaStudio） - 前島・渡邉幸・浅川
  - iDOL Street Carnival 2016開催記念特番〜特典!シャッフル!お知らせ祭りSP!〜（2015年12月14日、AmebaStudio） - 前島・渡邉幸
  - 「スイート☆スマイル」AWA独占先行配信記念スペシャル番組（2017年4月22日、FRESH!） - 志村・渡邉ひ・宮崎・田中・溝手・渡邉幸・内村・石橋・尾澤・阿部・長尾
  - スパガ TIMES☆GOLD（2017年10月3日 - 2018年3月30日、FRESH!）
  - SUPER☆GiRLS超オーディション（2018年7月4日 - 11月4日、FRESH LIVE）
  - SUPER☆GiRLS 超LIVE 2018 & 超オーディション!!!!ファイナル』生中継（2018年11月4日、FRESH LIVE）
  - SUPER☆GiRLS channel（2021年3月23日 - 2024年3月31日、不定期、OPENREC）
- YouTube
  - スパガ☆Times（2014年4月7日 - 2020年5月4日、不定期、YouTube）
  - キッズステーション応援作戦 feat. SUPER☆GiRLS（2016年4月18日 - 6月13日、YouTube）
  - スパガちゃんねる（2020年7月4日 - 、不定期、YouTube）
- SHOWROOM
  - 金曜日だよ!スパガなう。（2014年5月2日、SHOWROOM）
  - ギラギラ超絶Revolutionしちゃうぞ!新春SP（2015年1月4日、SHOWROOM） - 志村・渡邉ひ・宮﨑・勝田・荒井・田中・溝手・後藤・前島・渡邉幸
  - 「iDOL Street Carnival 2015 〜GOLDEN PARADE!!!!!〜」特別番組（2015年4月7日、SHOWROOM） - 志村・宮﨑
  - SUPER☆GiRLS 生誕5周年特番!! 〜It's Talk Show〜（2015年6月9日、SHOWROOM）
  - iDOL Street 5周年記念「日本列島縦断の旅」スペシャル特番（2015年8月31日・9月17日、SHOWROOM） - 志村・渡邉ひ（8月31日）、宮﨑・前島・渡邉幸（9月17日）
  - iDOL Street 5周年記念「日本列島縦断の旅」結果発表（2015年10月23日、SHOWROOM）
  - iDOL Street Carnival 2016 直前SP（2016年1月7日、SHOWROOM） - 荒井・溝手
  - スパガの超絶☆るーむ（2016年8月29日 - 、隔週月曜日、SHOWROOM）
- LINE → LINE LIVE
  - SUPER☆GiRLS デビュー4周年記念LINEライブ（2014年12月22日、LINE） - 志村・渡邉ひ・宮﨑・勝田・荒井・田中
  - SUPER☆GiRLS LINE LIVE（2015年3月27日 - 、不定期、LINE）
  - スパガと共に最新作に備えろ！『スター・ウォーズ』復習トーク（2017年11月9日、LINE LIVE） - 志村・渡邉ひ・田中・渡邉幸・浅川
- その他
  - どこまでイケる!? スパガのUSTりーぬまであるぅ〜（2010年7月10日 - (自然消滅)、Ustream）
  - Luvits! Document 004・007（2010年7月30日・2011年4月18日、ラヴィッツ!） - 004（溝手・前島）・007（宮﨑・荒井）
  - モッテコ書店 芸能人インタビュー（2010年11月25日・2011年2月25日・5月25日、モッテコ書店）
  - Private Collection Super Idol（2011年3月11日・18日・25日・4月15日・22日・29日・5月6日 - 、オートックワン）
  - おしゃプロ東京 Oshare Project Tokyo「HARAJUKU×SUPER☆GiRLS」（2011年8月20日 - 、おしゃれプロジェクト東京） - レギュラー（志村・稼農・荒井・田中）
  - SUPER☆GiRLS ライブ「超絶少女2012 メモリアル＠日本青年館」（2012年2月5日、DMM.com）
  - Kawaii girl Japan「スパガのぶっちゃけ女子力チェック!! 超絶MOVIEクイズ!」（2012年3月1日 - 29日）
  - シネドラCheck!（2015年12月29日 - 2016年5月25日、GYAO!） - 志村・渡邉ひ・荒井・前島・渡邉幸・内村
  - SUPER☆GiRLSのガールズ★スーパー（2019年7月9日 - 2021年3月10日、Rakuten LIVE）
  - SUPER☆GiRLS 渡邉幸愛・阿部夢梨の2人合わせてコ・メ・リ！（2020年3月4日 - 25日、JFN PARK）
  - 『箱庭のレミング』第3部「名探偵S」（2021年7月1日、AbemaTV） - 阿部・長尾・金澤・坂林・井上・門林・樋口
  - SUPERトロピカルGiRLS（2022年5月19日 - 2022年11月6日、cookpadLIVE）[注 47]

### 携帯電話配信動画
- avexアイドルオーディション2010（2010年3月20日 - 2011年3月31日、毎週月・木曜更新、BeeTV）
  - BeeTV公式YouTubeチャンネルにてダイジェスト映像が配信されている。
  - 結成後はサブタイトルとしてグループ名が加えられ、「avexアイドルオーディション2010〜SUPER☆GiRLS〜」となった。
- 女♀が知りたいランキング（2010年8月20日 - 2011年1月16日、毎週日曜更新、BeeTV） - 稼農
- Girls TV! presents VS児嶋（2013年10月9日 - 2014年3月26日、UULA）
  - テレビ番組「Girls TV! feat. SUPER☆GiRLS」のスピンオフ企画。児嶋一哉（アンジャッシュ）とともに出演。
- AmebaStudio Channel iDOL Streetオフィシャルチャンネル（2014年4月21日 - 2015年2月16日、AmebaStudio）
- dビデオ「うたあそび〜自由に選べるワガママLIVE〜」（2015年2月 - 8月、NTTドコモ） - 「ギラギラRevolution」&「MAX!乙女心」スペシャルメドレーの配信

### ソーシャルゲーム
- IDOL☆J＠M（2012年8月31日、GREE）[229]
- アイドルジャムZ-プリンセスと緋竜の王冠-（2014年2月18日、GREE）
- ガールズビートステージ（2019年3月13日、クロノス）
- アイコイノート（2020年4月27日、GMOプレイミュージック）[230]

### アプリ
- 美人天気（2012年4月4日 - 、美人時計）[231]
- SUPER☆GiRLSソリティア（2017年10月16日 - 、 Nobollel） [232]

### その他
- ヨドび時報（2010年12月1日 - 31日、ヨドバシカメラ秋葉原店・大阪梅田店）
- 日本経済新聞 NIKKEI優秀従業員表彰式（2011年7月24日） - プレゼンター（八坂・渡邉ひ・荒井・田中・溝手・後藤・前島）
- デイリーヤマザキ SUPER☆GiRLS春のときめきスマイルキャンペーン（2020年3月15日 - 4月15日）[233]

## 書籍

### 専門誌
- 月刊S★G[注 48]（mu-moショップ）
  - 創刊号「八坂沙織」（2012年1月27日） - 対談ゲスト 鹿賀丈史
  - 第2号「稼農楓」（2012年2月27日） - 対談ゲスト 落合真理
  - 第3号「荒井玲良」（2012年3月27日） - 対談ゲスト 紗栄子
  - 第4号「田中美麗」（2012年4月27日） - 対談ゲスト 千紗
  - 第5号「後藤彩」（2012年5月28日） - 対談ゲスト スザンヌ
  - 第6号「志村理佳」（2012年6月27日） - 対談ゲスト 大島麻衣
  - 第7号「宮﨑理奈」（2013年3月19日） - 対談ゲスト 山本美月
  - 第8号「勝田梨乃」（2013年6月21日） - 対談ゲスト 鈴木ちなみ
- SUPER☆GiRLS 1st Live Tour Photo Book〜エビバディSMiLE!!〜（2012年5月25日、東京ニュース通信社）ISBN 978-4-86336-221-5
- SUPER☆GiRLS 2nd Live Tour Photobook 〜Celebration〜（2013年6月17日、mu-moショップ）
- SUPER☆GiRLS 第3章 メモリアルフォトブック「わがまま GiRLS BOOK」（2019年3月24日、エイベックス・マネジメント）
- SUPER☆GiRLS 第4章 メモリアルフォトブック（2021年6月、エイベックス・マネジメント）

### 写真集
- 超☆絶（2012年5月14日、東京ニュース通信社）ISBN 978-4-86336-220-8
- スパガ!!（2013年8月16日、スクウェア・エニックス）- DVD付 ISBN 978-4-7575-4058-3
- Revolution（2014年8月27日、東京ニュース通信社）ISBN 978-4-86336-423-3
- STARS!!!!（2019年7月26日、秋田書店） - DVD付 ISBN 978-4-253-11087-7

### カレンダー
- SUPER☆GiRLS 2012年 カレンダー（2011年11月5日、ハゴロモ）
- SUPER☆GiRLS 2013年 カレンダー（2012年8月10日[注 49]、ハゴロモ） - メンバー個別11種
- SUPER☆GiRLS 2014年 カレンダー（2013年10月19日、ハゴロモ）
- SUPER☆GiRLS 2015年 カレンダー（2014年11月15日、ハゴロモ）
- SUPER☆GiRLS 2016年 カレンダー（2015年11月16日、ハゴロモ）
- SUPER☆GiRLS 2017年 カレンダー（2016年10月、ハゴロモ）
- SUPER☆GiRLS 2018年 カレンダー（2017年11月25日、ハゴロモ）
- SUPER☆GiRLS 2019 スクールカレンダー（2019年3月9日、エイベックス・マネジメント）

### カード
- B.L.T.「SUPER☆GiRLS 3Dフォトカード Vol.1」（2011年11月25日、東京ニュース通信社）
- B.L.T.「SUPER☆GiRLS 3Dフォトカード 卒業ver.」（2012年3月1日、東京ニュース通信社）
- B.L.T.「SUPER☆GiRLS 3Dフォトカード 水着ver.」（2012年7月5日、東京ニュース通信社）
- B.L.T.「CARDGRAVURE COLLECTION」（2012年8月16日 - 2013年1月10日、東京ニュース通信社）
  - 第1弾：前島、第2弾：稼農（2012年8月16日）
  - 第3弾：溝手、第4弾：荒井（2012年9月13日）
  - 第5弾：田中、第6弾：宮﨑（2012年10月11日）
  - 第7弾：勝田、第8弾：渡邉ひ（2012年11月8日）
  - 第9弾：八坂、第10弾：後藤（2012年12月13日）
  - 第11弾：志村（2013年1月10日）
- SUPER☆GiRLS トレーディングコレクション（2013年7月13日、イトーヨーカドー）

### 電子書籍
- SUPER☆GiRLS超絶少女2011 FINAL 〜Xmas Special〜@新宿BLAZE（2012年1月5日、出版：エイベックス・マネジメント、発売：iMaga Books）
- SUPER☆GiRLS 2012.1.5 新宿BRAZE（2012年1月26日、出版：エイベックス・マネジメント、発売：TSUTAYA.com eBOOKs）
- SUPER☆GiRLS 2012.1.6 新宿BRAZE（2012年1月26日、出版：エイベックス・マネジメント、発売：TSUTAYA.com eBOOKs）
- SUPER☆GiRLS 超絶少女2012 メモリアル@日本青年館（2012年3月9日、出版：エイベックス・マネジメント、発売：TSUTAYA.com eBOOKs）

### 連載

#### 新聞
- 夕刊フジ「おつかれさま」（2010年10月 - 、不定期、産業経済新聞社）
- アイドル横町新聞 あるあるCity瓦版「3号連続特集 ホノルルハーフマラソン・ハパルア2015　"盛り上げ隊"を盛り上げたい!!」（2015年1月号 - 3月号、日刊スポーツ新聞社） - 短期連載

#### 雑誌
- B.L.T.「誕生SP短期集中連載 SUPER☆GiRLS」（2010年10月号 - 11月号、東京ニュース通信社）
- B.L.T.「SUPER☆GiRLSのiDOL Street」（2010年12月号 - 2013年7月号、東京ニュース通信社）
- smart「SMART MUSIC 音楽ツウのこれが好き」（2010年11月号 - 終了時期不詳、宝島社）
- WHAT's IN?「SUPER☆GiRLS アイドル成長期！」（2012年2月号 - 終了時期不詳、ソニー・マガジンズ → エムオン・エンタテインメント）

#### フリーペーパー・フリーマガジン
- オタポケ「SUPER☆GiRLSオススメなう」（2010年11月号 - 終了時期不詳、アキバジャーナル）
- MC（ミューズクリップ）「SUPER☆GiRLSの超絶宣言!!」（2011年4月10日号 - 終了時期不詳、レコード新聞社）
- FAB「みれい&れいちぇるの辛口甘口ファッション講座」（vol.23 - 終了時期不詳、Dream Future Creative） - 荒井・田中

## オーディション
SUPER☆GiRLSは過去に3回一般公募でのオーディションを行っている。

### 『avex アイドルオーディション 2010』
『avex アイドルオーディション 2010』は2009年12月から2010年6月にかけて開催された。最終審査として2010年6月12日に開催された決勝大会で合格者が発表され、SUPER☆GiRLSの結成時メンバーとなった。
決勝大会のユニットは以下の通り。太字は合格者でSUPER☆GiRLSの結成時メンバーである。なお、斜体字はCheeky Paradeのメンバー。細字はiDOL Streetのストリート生に在籍していた者。ファイナリストのうち、iDOL Streetに所属していない者は括弧で囲む。
| ユニット名 | 課題曲         | メンバー                                                                                                   | 備考                   |
| ---------- | -------------- | --- | ---------------------- |
| ユニット1  | NIJIIROスター☆ | 八坂 沙織、志村 理佳、稼農 楓、渡邉 ひかる、関根 優那、浅野 由来音、溝手 るか、鈴木 友梨耶                 | 八坂がユニットリーダー |
| ユニット2  | 絆デイズ       | （國分 祐来）、（平井 杏奈）、秋田 恵里、（中山 優美）、勝田 梨乃、西山 咲笑、田中 美麗、前島 亜美         | 國分がユニットリーダー |
| ユニット3  | Be with you    | （藤村 ゆか）、（小玉 紫織）、（石塚 早知乃）、（西川 桃子）、宮﨑 理奈、荒井 玲良、後藤 彩、（宮田 菜那） | 藤村がユニットリーダー |

### 『SUPER☆GiRLS 超オーディション!!!!』
『SUPER☆GiRLS 超（スーパー）オーディション!!!!』は2018年7月から同年12月にかけて開催された。「MBSラジオ」ルート、「SHOWROOM」ルート、「FRESH LIVE」ルートでエントリーおよび審査が行われ、各ルートでファイナリストが決定。最終審査として同年11月4日に開催された『SUPER☆GiRLS 超LIVE 2018 & 超オーディション!!!!』で課題曲である「花道!!ア〜ンビシャス」を各ルートに分かれて披露した。同年12月19日に開催された『SUPER☆GiRLS 超LIVE 2018 8th DEBUT Anniversary 〜NEW GENERATIONS!!!!〜』で合格者が発表され、SUPER☆GiRLSの4期メンバーとなった。
各ルートのファイナリストは以下の通り。太字は合格者でSUPER☆GiRLSの4期メンバーである。
| ルート名             | 課題曲               | メンバー                                                                        | 備考 |
| -------------------- | -------------------- | ------------------------------------------------------------------------------- | ---- |
| 「MBSラジオ」ルート  | 花道!!ア〜ンビシャス | 井上 真由子、坂林 佳奈、道重 利緒、小島 七海、門林 有羽、宮脇 理子              |      |
| 「SHOWROOM」ルート   | 花道!!ア〜ンビシャス | 松本 愛花、堂前 友里、植村 明日香、樋口 なづな、西嶋 菜々子、石丸 千賀、山田 雛 |      |
| 「FRESH LIVE」ルート | 花道!!ア〜ンビシャス | 金澤 有希、畑 江美香、吉沢 朱音、前田 早奈子、皆川 真琴                         |      |

### 『SUPER☆GiRLS 超絶オーディション!!!!!!』
『SUPER☆GiRLS 超絶オーディション!!!!!!』は2022年6月から2023年1月にかけて開催された。1次審査の書類審査などを経て、2次審査は東京、大阪、福岡で対面審査を実施。最終審査では事前に合宿を行い、2チームに分かれて課題曲である「花道!!ア〜ンビシャス」と自由選択曲のなかから「ラブサマ!!!」を披露した。2次審査以降の様子は後日公式YouTubeチャンネルで公開されている。2023年1月29日に開催された『SUPER☆GiRLS 12th Anniversary 〜MEMORY UP↑DATE〜』で合格者が発表され、SUPER☆GiRLSの6期メンバーとなった。
最終審査のチームは以下の通り。太字は合格者でSUPER☆GiRLSの6期メンバーである。
| チーム名 | 課題曲               | 自由選択曲  | メンバー                                                | 備考 |
| -------- | -------------------- | ----------- | ------------------------------------------------------- | ---- |
| チームA  | 花道!!ア〜ンビシャス | ラブサマ!!! | 櫻井 穂夏、梅津 琉菜、住田 彩華、鎌田 彩樺、山中 ありさ |      |
| チームB  | 花道!!ア〜ンビシャス | ラブサマ!!! | 羽渕 花恋、柏 綾菜、鈴木 渚、河村 果歩、畔柳 愛里       |      |

## 展開

### 投票審査・投票企画
| 名前   | オーディション 第3次審査 | BeeTV+マイドル連動企画 ナンデモ!投票ランキング | BeeTV+マイドル連動企画 ナンデモ!投票ランキング | BeeTV+マイドル連動企画 ナンデモ!投票ランキング | 『超絶少女』 TOP3決定戦 | YG表紙 争奪投票 | mu-mo×マイドル連動企画      | mu-mo×マイドル連動企画      | mu-mo×マイドル連動企画      | mu-mo×マイドル連動企画        | mu-mo×マイドル連動企画        | mu-mo×マイドル連動企画        | mu-mo×マイドル連動企画      | mu-mo×マイドル連動企画      | mu-mo×マイドル連動企画      | mu-mo×マイドル連動企画 | mu-mo×マイドル連動企画 | mu-mo×マイドル連動企画 |
| 名前   | オーディション 第3次審査 | BeeTV+マイドル連動企画 ナンデモ!投票ランキング | BeeTV+マイドル連動企画 ナンデモ!投票ランキング | BeeTV+マイドル連動企画 ナンデモ!投票ランキング | 『超絶少女』 TOP3決定戦 | YG表紙 争奪投票 | ブックレット プロデュース権 | ブックレット プロデュース権 | ブックレット プロデュース権 | MVオフショット プロデュース権 | MVオフショット プロデュース権 | MVオフショット プロデュース権 | ソロヴァージョン THE☆熱唱権 | ソロヴァージョン THE☆熱唱権 | ソロヴァージョン THE☆熱唱権 | イメージビデオ 制作権  | イメージビデオ 制作権  | イメージビデオ 制作権  |
| 名前   | オーディション 第3次審査 | 第1回                                          | 第2回                                          | 第3回                                          | 『超絶少女』 TOP3決定戦 | YG表紙 争奪投票 | 速報                        | 中間                        | 最終                        | 速報                          | 中間                          | 最終                          | 速報                        | 中間                        | 最終                        | 速報                   | 中間                   | 最終                   |
| ------ | ------------------------ | ---------------------------------------------- | ---------------------------------------------- | ---------------------------------------------- | ----------------------- | --------------- | --------------------------- | --------------------------- | --------------------------- | ----------------------------- | ----------------------------- | ----------------------------- | --------------------------- | --------------------------- | --------------------------- | ---------------------- | ---------------------- | ---------------------- |
| 八坂   | 2位                      | 1位                                            | 1位                                            | 1位                                            | 1位                     | ○               | -                           | -                           | -                           | 3位                           | 3位                           | -                             | 4位                         | 4位                         | 1位                         | 3位                    | 3位                    | -                      |
| 志村   | -                        | 7位                                            | 8位                                            | 8位                                            | -                       | ○               | 1位                         | 2位                         | -                           | -                             | -                             | -                             | -                           | -                           | -                           | -                      | -                      | -                      |
| 稼農   | 7位                      | 4位                                            | 5位                                            | 6位                                            | -                       | -               | 6位                         | 3位                         | -                           | 4位                           | 6位                           | -                             | 5位                         | 3位                         | -                           | 5位                    | -                      | -                      |
| 秋田   | 6位                      | 6位                                            | 6位                                            | 5位                                            | 3位                     | ○               | -                           | -                           | -                           | 6位                           | -                             | -                             | -                           | -                           | -                           | -                      | -                      | -                      |
| 渡邉ひ | -                        | 9位                                            | 10位                                           | 11位                                           | -                       | -               | 3位                         | -                           | -                           | 2位                           | 1位                           | 1位                           | -                           | -                           | -                           | -                      | -                      | -                      |
| 宮﨑   | 1位                      | 5位                                            | 4位                                            | 3位                                            | 4位                     | ○               | 2位                         | 6位                         | -                           | -                             | 5位                           | -                             | 3位                         | 5位                         | -                           | -                      | 4位                    | -                      |
| 勝田   | -                        | 8位                                            | 7位                                            | 7位                                            | -                       | -               | 5位                         | 4位                         | 3位                         | 1位                           | 2位                           | -                             | -                           | -                           | -                           | -                      | -                      | -                      |
| 荒井   | -                        | 12位                                           | 12位                                           | 9位                                            | -                       | -               | -                           | -                           | -                           | -                             | -                             | -                             | -                           | -                           | -                           | -                      | -                      | -                      |
| 田中   | -                        | 11位                                           | 9位                                            | 10位                                           | -                       | -               | -                           | -                           | 2位                         | -                             | -                             | -                             | -                           | -                           | -                           | 4位                    | 5位                    | -                      |
| 溝手   | 9位                      | 3位                                            | 3位                                            | 4位                                            | -                       | ○               | 3位                         | -                           | -                           | -                             | -                             | -                             | 2位                         | 2位                         | -                           | 2位                    | 2位                    | -                      |
| 後藤   | -                        | 10位                                           | 11位                                           | 12位                                           | -                       | -               | -                           | 1位                         | 1位                         | -                             | -                             | -                             | -                           | -                           | -                           | -                      | -                      | -                      |
| 前島   | -                        | 2位                                            | 2位                                            | 2位                                            | 2位                     | ○               | -                           | 5位                         | -                           | 5位                           | 4位                           | -                             | 1位                         | 1位                         | -                           | 1位                    | 1位                    | 1位                    |

- オーディション第3次審査（2010年4月実施） - 『avex アイドルオーディション 2010』の第3次審査。BeeTV会員による投票審査が行われ、上位10名が発表された。なお、同審査では、現Cheeky Paradeの鈴木友梨耶が4位、元ストリート生の浅野由来音が10位に入っている。
- 『超絶少女』TOP3決定戦（2010年10月実施） - 「デビューアルバム『超絶少女』ジャケットポジションTOP3決定戦」。1位が超絶盤、2位がCD+DVD盤、3位がCD ONLY盤のセンターポジションを務めた。また、僅差で4位につけた宮﨑がセブンネットショッピング限定生産盤のセンターポジションを獲得した。
- YG表紙争奪投票（2010年10月実施）- 「ヤングガンガン創刊6周年記念号！表紙6人登場争奪マイドル投票」
- ブックレットプロデュース権（2011年6月実施） - 「SG豪華ブックレットを獲得するのはどのメンバー!?」。ブックレットをプロデュースできる権利（上位3名）をかけた投票。後藤の「メンバー全員の寝顔を初公開しちゃいます☆」が469票を、田中の「私がメンバーのカワイイ私服姿を撮影します!!」が429票を、勝田の「野球の全ポジションに挑戦しちゃいます」が394票を獲得して選ばれ、3rdシングルのmu-moショップ限定メンバー個別盤に特典封入された[239]。
- MVオフショットプロデュース権（2011年10月実施） - 「次回作品CDのMUSIC VIDEOオフショットをプロデュースするのはどのメンバー!?」。オフショットをプロデュースできる権利（上位1名）をかけた投票。渡邉ひかるが937票を獲得して選ばれ、2ndアルバム初回生産限定盤に「ドキドキカメラ目線告白ショット」が収録された[240]。
- ソロヴァージョンTHE☆熱唱権（2012年4月実施） - 「S☆G曲 メンバーソロヴァージョン THE☆熱唱権 争奪戦!!」。既存のオリジナル曲のソロヴァージョンをCDに収録できる権利（上位1名）をかけた投票。八坂が選ばれ、5thシングルのmu-moショップ限定メンバー個別盤に本人セレクトによる「初恋グラフィティ」が収録された[241]。
- イメージビデオ制作権（2012年7月実施） - 「あなたが選ぶ☆メンバーのイメージビデオ制作権争奪戦!!」。選ばれたメンバーだけのイメージビデオを作ってもらえる権利（上位1名）をかけた投票。前島が選ばれ、6thシングルのmu-moショップ限定メンバー個別盤に「『Be with You』をBGMに、いろんな人の似顔絵を描く"あみた画伯"を映像化」が収録された[242]。

### キャッチコピー
オーディション最終候補者が24人に絞られた段階で、全員がキャッチコピーをつけた。当時のプロデューサー樋口竜雄によると、まずアピールしたいポイントをメンバー自身に考えさせた後、スタッフと一緒に言葉のリズム感や長さを調整した。複数のアイドルが出演するイベントでは、1組の持ち時間は15〜20分程度である為、12人全員が順番にキャッチコピーを言って自己紹介をしても、2分以内に収まる様にしている。更に、後に自己紹介時にバックにリズムを入れる事でテンポを上げる工夫を凝らした。2014年2月23日、第2章スタートとともにキャッチコピーが一新され、メンバーの口から初披露された。

### 衣装
- モード学園とのコラボレーション - ケーススタディとしてモード学園の学生がステージ衣装のデザイン・制作を手掛けた[243][244]。2010年11月20日に同学園コクーンホールにて発表会が行われ、6種類全48着の衣装が発表された[245][246]。この衣装は、初の単独フルライブやデビューアルバムのジャケット写真で使用された。なお、生地は御幸毛織から提供されたものである[247]。
- ジェニーとのコラボレーション - 1stシングルと3rdシングルの衣装は、タカラトミーの着せ替え人形キャラクター「ジェニー」 (Jenny) とのコラボレーションで制作された[248][249]。3rdシングルのカップリングには、SUPER☆GiRLSが歌うコラボレーション曲「Girl's Party -my friend Jenny-」が収録されている[250][251]。
- メンバーによるコーディネート - 2012年2月に披露された制服は、メンバーの荒井がコーディネートを手掛けており、従来の日本のアイドルには例がないような制服をイメージしたという[252]。10thシングル「花道!!ア〜ンビシャス」の衣装や『ノンストップ全力ライブ』（2015年）の衣装なども荒井が手掛けている。また、2018年開催の『超絶☆定期公演Vol.5〜超絶☆しおりんワンダーランド〜』ではメンバーの長尾がメンバーの衣装をコーディネートしたり、リメイク衣装を製作した[253]。